# Hanomag

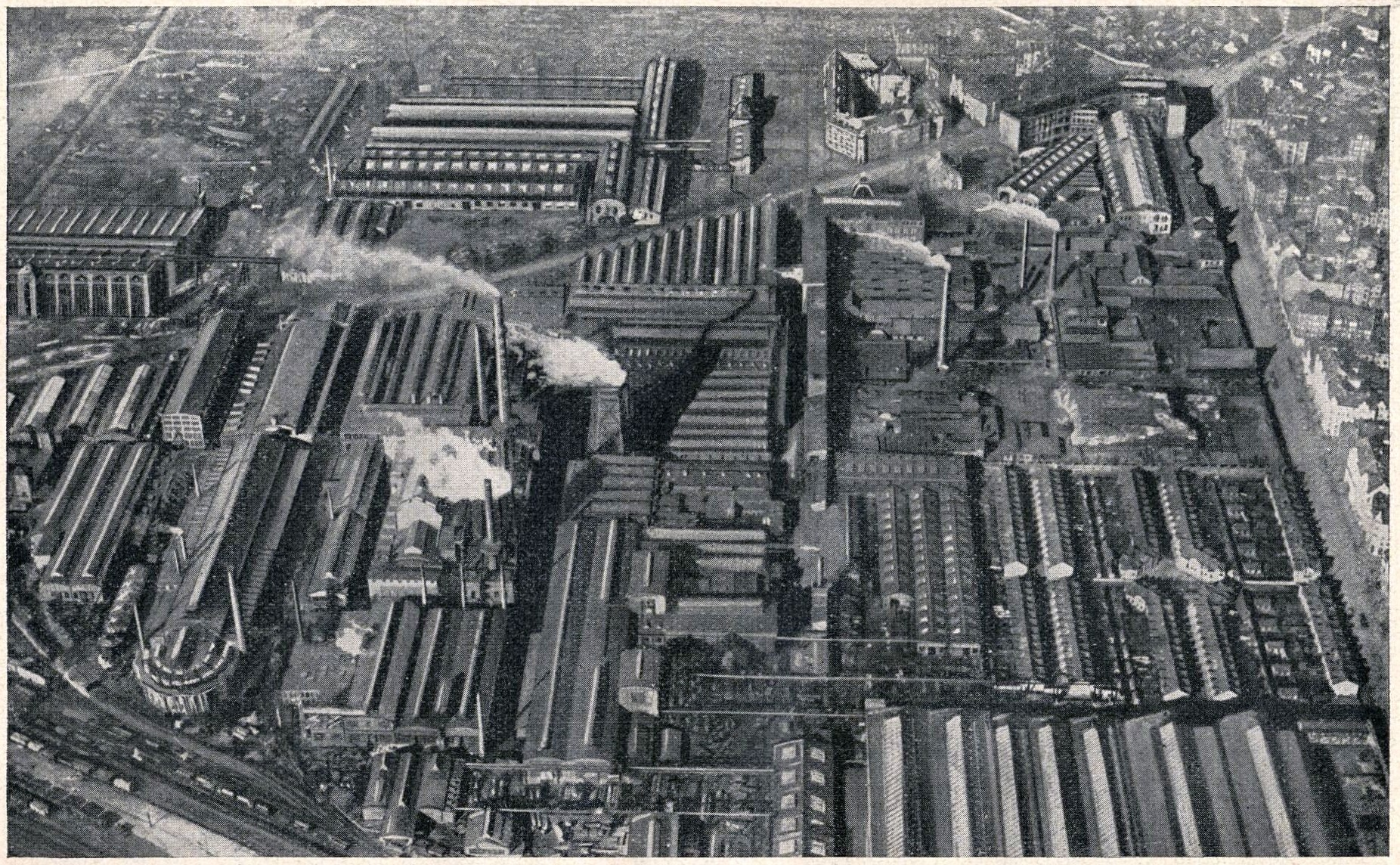
Luftbild der Werksanlagen in Linden, um 1921

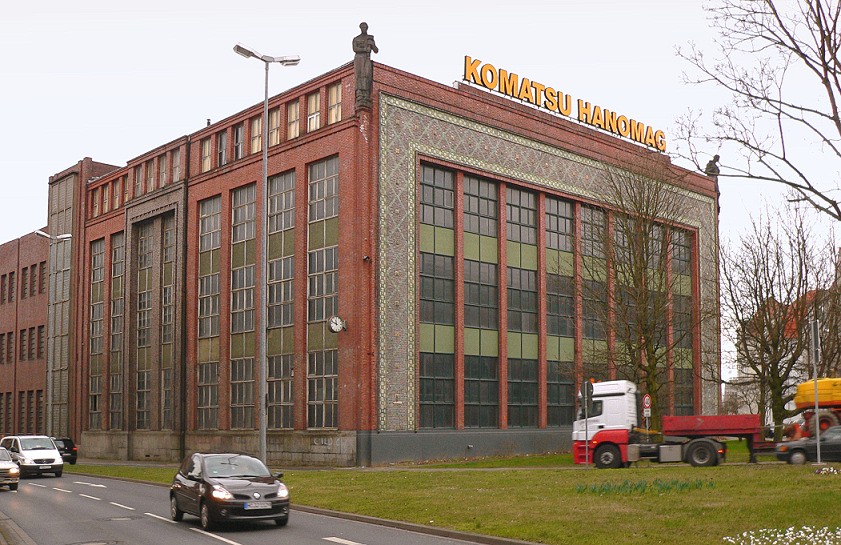
Hanomag-Werksgebäude am Deisterplatz in Hannover; an den oberen Gebäudeecken die Monumentalskulpturen „Industrie“ und „Arbeit“

Die Hannoversche Maschinenbau AG, bekannt unter dem Drahtwort Hanomag, war ein 1871 gegründetes Unternehmen der Maschinenbau-Branche in Hannover, das neben Nutzfahrzeugen wie Baumaschinen, Lkw, Ackerschleppern und Zugmaschinen auch Pkw herstellte. Bis zu Beginn der 1930er Jahre war die Hanomag auch ein bedeutender Lieferant von Dampflokomotiven und zählte neben der Continental AG zu den größten hannoverschen Industriebetrieben.
Nach der Übernahme durch die Internationale Baumaschinen Holding (IBH) und deren Konkurs musste auch die Hanomag 1984 Konkurs anmelden. 1989 übernahm der Komatsu-Konzern Anteile der Hanomag und seit 2002 ist die Komatsu Hanomag GmbH eine 100-%-Tochter des Unternehmens. Im September 2016 erfolgte die Umfirmierung in Komatsu Germany GmbH. Ihr Sitz ist bis heute in Hannover in der Hanomagstraße.

## Geschichte

### Gießerei und Maschinenfabrik Georg Egestorff

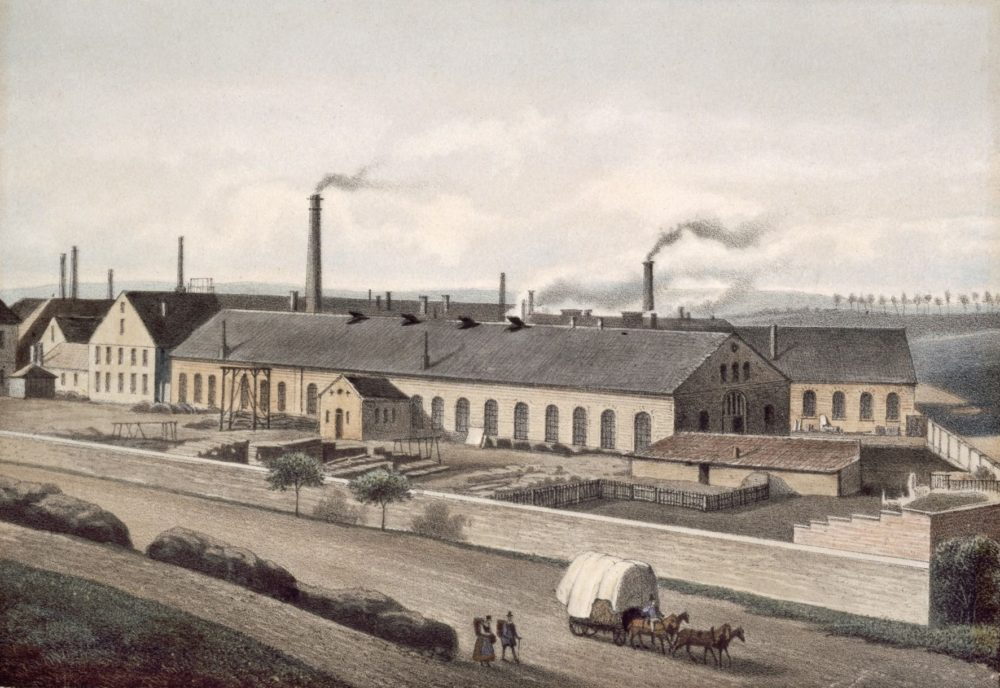
Die Eisen-Giesserey und Maschinenfabrik Georg Egestorff an der Göttinger Straße

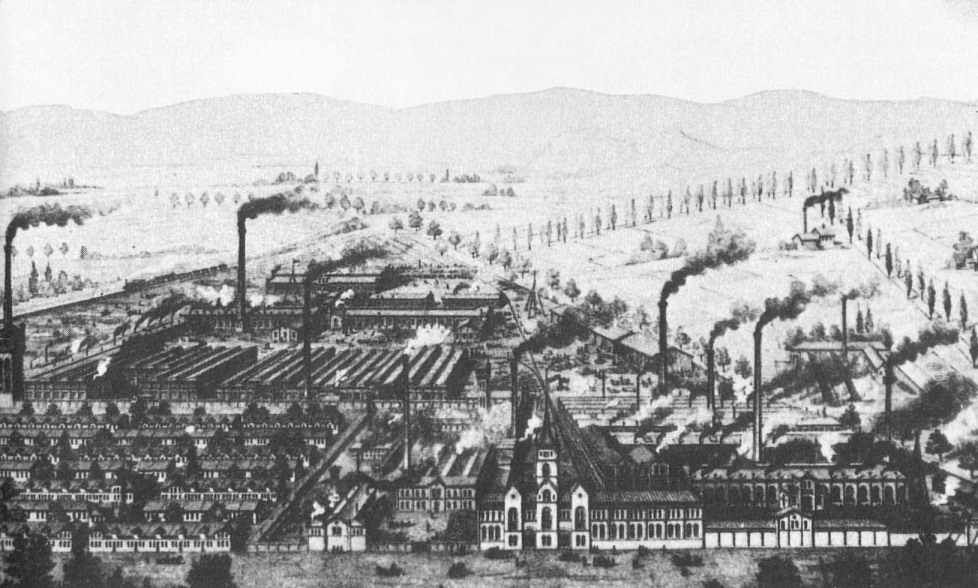
Das Industriegelände im letzten Viertel des 19. Jahrhunderts

Vorläufer des Unternehmens war das am 6. Juni 1835 von Georg Egestorff unter dem Namen Eisen-Giesserey und Maschinenfabrik Georg Egestorff gegründete Werk im damaligen Dorf Linden, das 1885 Stadtrechte erhielt und 1920 nach Hannover eingemeindet wurde. Die Erben des 1868 verstorbenen Egestorff verkauften die Anteile an Bethel Henry Strousberg, den Eigentümer der Hannover-Altenbekener Eisenbahn. Dieser musste bereits 1871 nach einem gescheiterten Geschäft in Rumänien, bei dem es um den Bau von 900 km Eisenbahnstrecke und die Lieferung von Lokomotiven ging, das Werk wieder verkaufen.

### Hannoversche Maschinenbau Actien-Gesellschaft

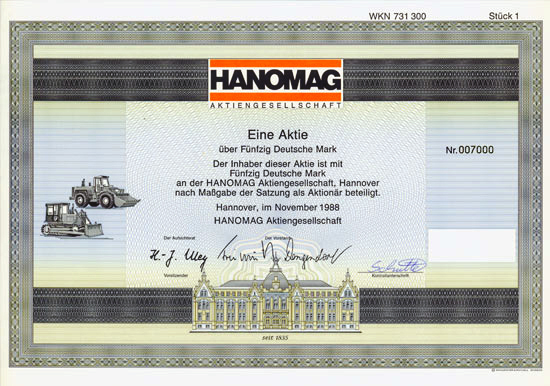
Aktie der HANOMAG AG von 1988

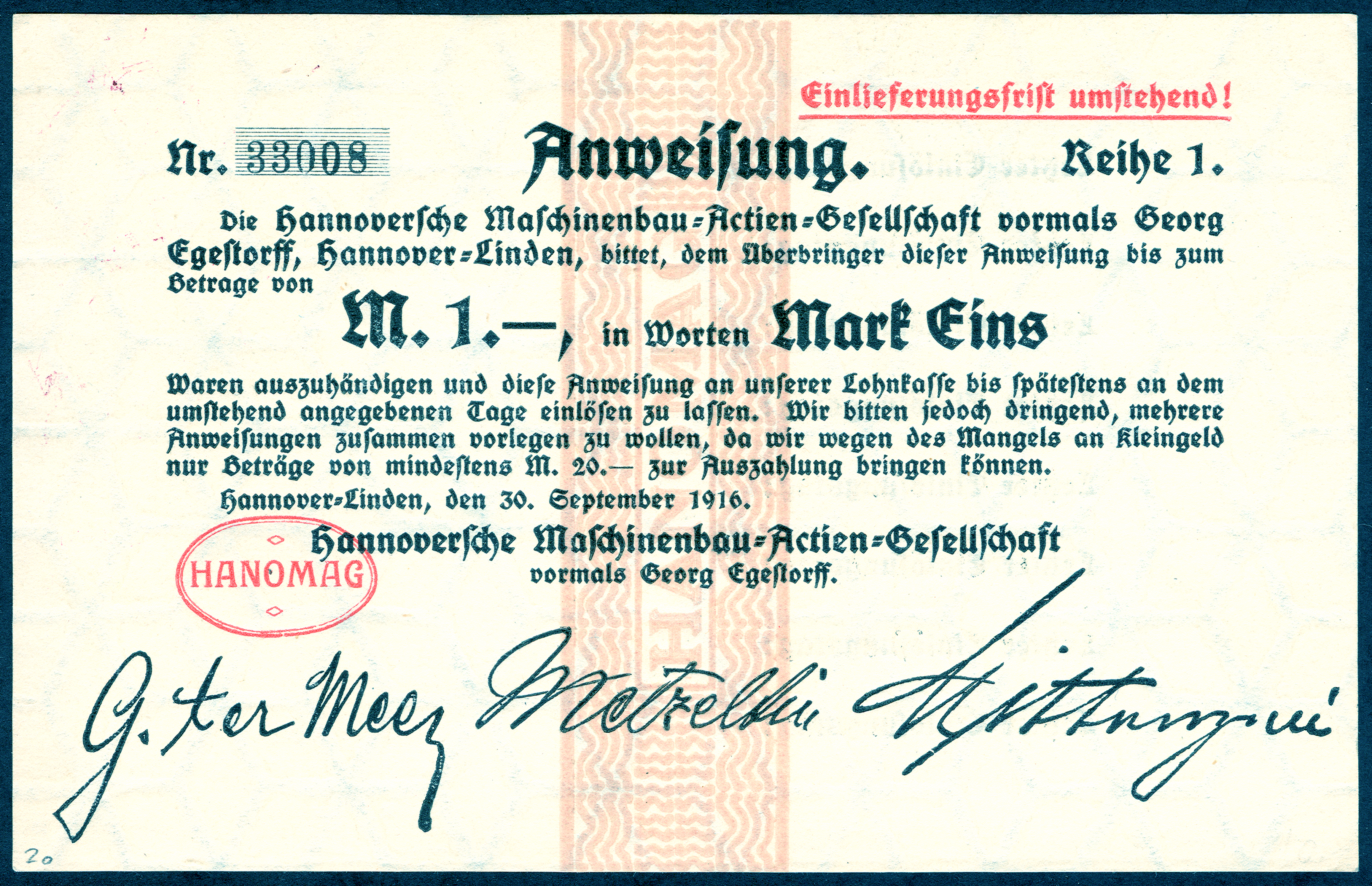
Notgeld der Hanomag von 1916

Am 10. März 1871 gründete ein Bankenkonsortium die Hannoversche Maschinenbau Actien-Gesellschaft vorm. Georg Egestorff, Linden vor Hannover. Im Jahr 1904 entwickelte der Direktor Erich Metzeltin aus dem offiziellen Firmennamen des Unternehmens das kostensparende Drahtwort Hanomag. Dieses wurde ab 1912 auch als Firma verwendet. 1917 wurde nach Plänen von Alfred Sasse ein neues Werksgebäude am Deisterplatz errichtet, das heute unter Denkmalschutz steht.

### Hanomag als Rüstungsschmiede

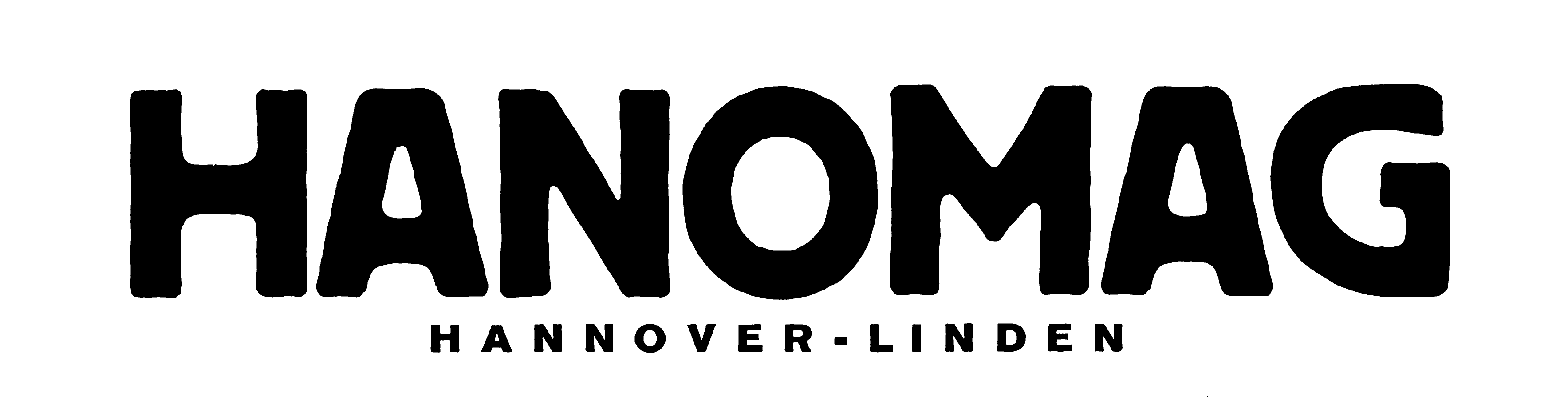
Logo aus Pkw-Werbung 1931

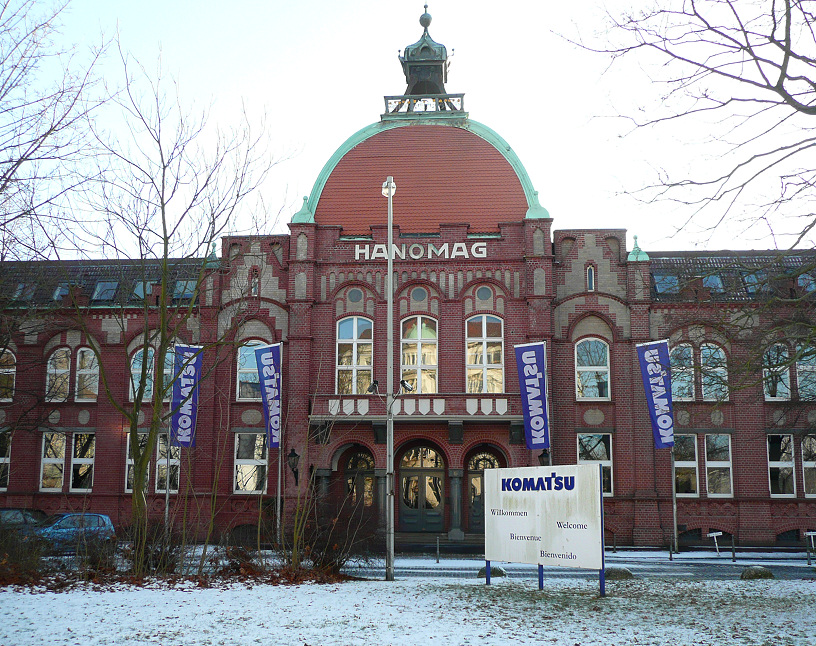
Ehemalige Verwaltung HANOMAG

Anfang der 1930er Jahre hielt die Dresdner Bank die Aktienmehrheit der Hanomag.
1934 übernahm der zur Vereinigte Stahlwerke AG gehörende Bochumer Verein die Aktienmehrheit der zu diesem Zeitpunkt wirtschaftlich angeschlagenen Gesellschaft.

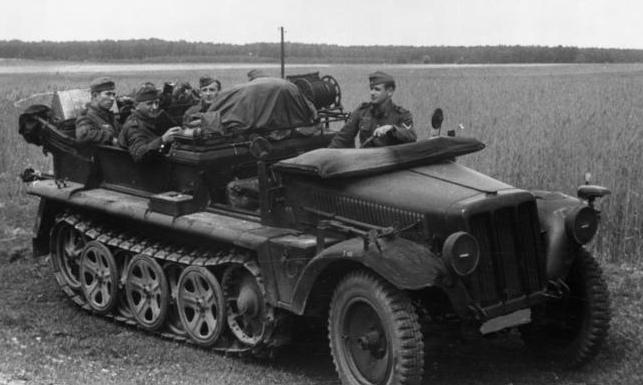
Halbkettenfahrzeug SdKfz 10
von Hanomag/MNH
(Russland, Juni 1941)

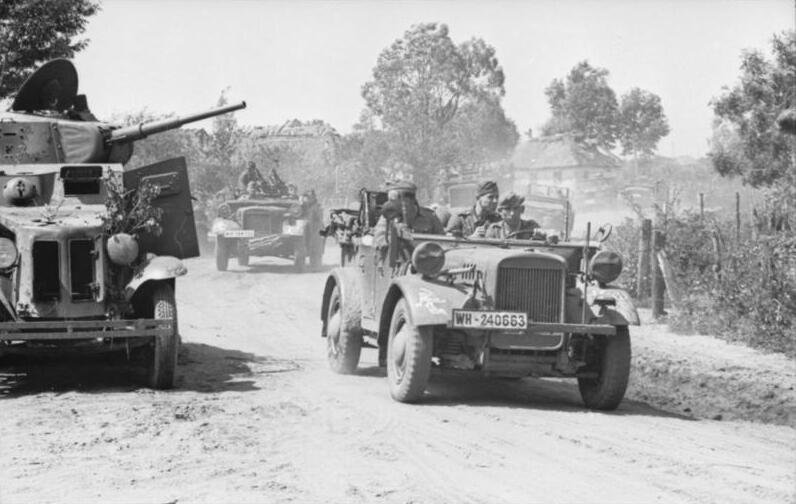
Leichter Einheits-Pkw

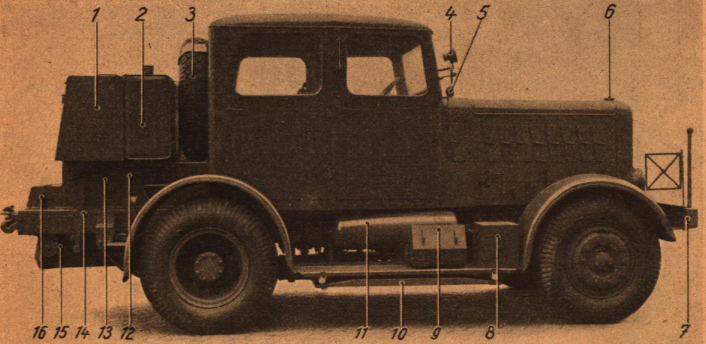
Schwerer Radschlepper SS 100 LN

Nach der Machtergreifung der NSDAP erhöhte sich während des Dritten Reichs im Zuge der Aufrüstung der Wehrmacht die Rüstungsgüterproduktion stetig. Während 1933 deren Anteil noch bei 40 % lag, stieg die Zahl 1936 auf 60 %. Gleichzeitig erhöhte sich die Beschäftigtenzahl von 2500 auf 10.000. In Zusammenarbeit mit der Hanomag fertigte ab 1937 die Maschinenfabrik Niedersachsen Hannover GmbH (MNH) (Tochterunternehmen des Eisenwerks Wülfel) in Wülfel und Laatzen Teile für Kettenfahrzeuge, die im Werk Badenstedt der MNH montiert wurden. Die beiden hannoverschen Rüstungsbetriebe Hanomag und MNH bauten leichte Zugkraftwagen (Sd.Kfz. 10, Sd.Kfz. 11), Schützenpanzerwagen (Sd.Kfz. 251), Panzer (Panzer V „Panther“ und Jagdpanzer V), schwere Feldhaubitzen, 10,5-cm/12,8-cm-Flak sowie 28-cm-Eisenbahnkanonen. Großkalibermunition stellte die Hanomag ab 1936 im Dreischichten-Betrieb her. Die MNH als reines Rüstungsunternehmen wurde nach dem Zweiten Weltkrieg demontiert.
Der von dem Stettiner Unternehmen Stoewer nach Vorgaben des Heereswaffenamtes entwickelte „leichte geländegängige Einheits-Pkw“ (le. gl. PKW) wurde als Lizenzbau auch bei der Hanomag gefertigt. Unter der Bezeichnung E l Pkw/20 B verließen bis 1940 insgesamt 1722 Wagen das hannoversche Werk. Neben Stoewer als Hauptproduzenten baute noch das BMW-Werk Eisenach 3225 Stück als BMW 325 (E l PKW/325). Zusammen rund 17.500 dieser allradgetriebenen Fahrzeuge lieferten die drei Hersteller (von 1941 bis 1943 nur noch Stoewer) an die Wehrmacht aus. Sie hatten einheitliche Fahrgestelle und Karosserien, verwendeten aber Motoren und Getriebe aus der jeweils eigenen Produktion. Zu den Wehrmachtsfahrzeugen zählte ein leistungsfähiger Zugkraftwagen (ZgKW) mit einem 6-Zylinder-Dieselmotor von 100 PS und einer Doppelkabine. Unter der Bezeichnung SS 100 LN wurde er zuerst an die Luftwaffe, später auch an das Heer geliefert.
Nach Plänen des Architekten Emil Mewes, der auch am Bau des Volkswagenwerks bei Fallersleben beteiligt war, wurde ab 1938 der Gebäudekomplex am Hanomag-Haupttor an der Göttinger Straße gebaut. Dieser Komplex wurde im Jahr 1941 im Stil der Zeit mit der übergroßen Skulptur eines „Hammermanns“ betont, die eigentlich als „Arbeiterstandbild“ bezeichnet wird. An Stelle der 1869 noch unter der Ära von Bethel Henry Strousberg gebauten Arbeitersiedlung „Klein-Rumänien“ wurde ab 1943 die Halle I an der Göttinger Straße errichtet, deren Tragwerk ursprünglich für eine U-Boot-Fertigungshalle in der Nordwerft der Kriegsmarinewerft Wilhelmshaven vorgesehen war. Das daher als „U-Boot-Halle“ bezeichnete Gebäude wurde erst Ende 1944 fertig und für die Rüstungsproduktion nicht mehr verwendet. In den 1940er Jahren war die Wiederaufnahme des 1931 eingestellten Lokomotivbaus geplant. Das Unternehmen war jedoch mit den anderen Aufträgen völlig ausgelastet.

### Zwangsarbeit in der NS-Zeit
In der Zeit des Nationalsozialismus stieg die Zahl der Beschäftigten von 10.000 im Jahr 1933 bis auf 14.000 im Jahr 1945. Darunter waren 5200 Zwangsarbeiterinnen und Zwangsarbeiter bzw. KZ-Häftlinge, die bei der Hanomag arbeiten mussten. Den größten Anteil stellten Männer und Frauen aus der Sowjetunion dar. Insbesondere aus diesen – von der Wehrmacht besetzten Gebieten – wurden selbst Kinder und Jugendliche und ganze Familien ab 1942 deportiert.
Die Zwangsarbeiterinnen und Zwangsarbeiter hatten schlechte und kräftezehrende Arbeiten zu verrichten und litten unter der unhygienischen und menschenunwürdigen Unterbringung in den Lagern, zum Beispiel im KZ-Außenlager Hannover-Mühlenberg.

### Neuzulassungen von Pkw der Marke Hanomag im Deutschen Reich von 1933 bis 1938
| Jahr | Zulassungszahlen | Produktionszahlen |
| ---- | ---------------- | ----------------- |
| 1933 | 4675             | 4170              |
| 1934 | 6321             |                   |
| 1935 | 8171             |                   |
| 1936 | 8218             |                   |
| 1937 | 8411             |                   |
| 1938 | 7607             |                   |

Quelle:

### Nach dem Zweiten Weltkrieg

Rheinstahl-Hanomag-Logo nach der Übernahme von 1958

Nach der Entflechtung der Vereinigten Stahlwerke AG übernahm Rheinstahl 1952 die Hanomag und lastete bis Mitte der 1960er Jahre die Produktpalette des Werks mit etwa 10.000 Beschäftigten gut aus. 1965 übernahm Rheinstahl auch die Tempo-Werke, wodurch das Modellprogramm um Kleintransporter erweitert wurde. 1969 fusionierten innerhalb des Rheinstahl-Konzerns „Tempo“ die Nutzfahrzeug-Sparten von Hanomag und der Henschel-Werke zur Hanomag-Henschel Fahrzeugwerke GmbH (HHF). Die Daimler-Benz AG beteiligte sich und übernahm die Gesellschaft bis 1971 ganz. Ab 1970 wurden nach und nach Mercedes-Benz-Dieselmotoren (BR 8) in die Hanomag-Henschel-Fahrzeuge eingebaut, beispielsweise in die Harburger Transporter. 1970 übernahm man den Baumaschinenhersteller Hatra. 1974 verschwand der Markenname „Hanomag-Henschel“ wieder.
Im Juli 1974 verkaufte Rheinstahl die Hanomag für 120 Millionen DM an Massey Ferguson. Pläne, den Baumaschinenbau des Konzerns in Hannover zu bündeln, wurden nicht mehr umgesetzt.

### Betriebsrat und Gewerkschaft ab 1945
Während der Neugründungsphase der IG Metall in Hannover spielte die Belegschaft der Hanomag eine besondere Rolle. Mit weit über 10.000 Beschäftigten war die Hanomag von 1945 bis etwa 1956 der größte Metallbetrieb in Hannover. Fast alle Beschäftigten wurden Mitglied in der sog. Allgemeinen Gewerkschaft, aus der 1946 die IG Metall hervorging. Die dominierende Persönlichkeit war der langjährige Betriebsratsvorsitzende Ernst Winter, der auch in der örtlichen IG Metall erheblichen Einfluss hatte. Viele später bekannte Gewerkschafter und Politiker haben einige Jahre bei der Hanomag gearbeitet, so etwa Otto Brenner, Jürgen Peters sowie der spätere Oberbürgermeister von Hannover August Holweg.
Im großen Saal der Hanomag fand 1946 der erste Parteitag der SPD statt. Dieser Saal ist heute nach Ernst Winter benannt und wird als Kantine der Telekom genutzt, die in den ehemaligen Hanomag-Gebäuden ihre Hannoveraner Büros hat. Ernst Winter wurde 1952 als Nachfolger von Kurt Schumacher Bundestagsabgeordneter und verstarb im Jahr 1954. Nachfolger als Betriebsratsvorsitzender wurde zunächst Richard Flügge und anschließend von 1965 bis 1984 Siegesbert Kassubowski.
Im Jahr 1967 kam es zu einem Konflikt mit mehrtägigen Streiks, der bundesweite Beachtung fand. Die Geschäftsleitung der Rheinstahl Hanomag kündigte an, dass übertarifliche Zahlungen einseitig gestrichen würden. Belegschaft, Vertrauensleute, Betriebsrat und die IG Metall konnten dieses Ansinnen jedoch verhindern. Es wurde vereinbart, Verhandlungen zwischen Betriebsrat und Geschäftsleitung über andere Einsparmöglichkeiten zu führen.

### Versuchsgut am Bodensee
Von 1951 bis 1963 betrieb die Hanomag auf Gut Neuhof in Überlingen am Bodensee einen Test- und Vorführbetrieb für ihre Landwirtschaftstechnik. Das Gut wurde grundlegend saniert und modernisiert, um den Anforderungen der Forschungsarbeit gerecht zu werden. Neben dem Einsatz der Hanomag-Schlepper und LFE-Geräte wurde auch die Innenwirtschaft untersucht und optimiert. Das Gut war ein Anziehungspunkt für Fachleute und Interessierte aus dem In- und Ausland. Nach 12 Jahren wurde der Versuchsbetrieb aus wirtschaftlichen Gründen eingestellt.

### Übernahme und Konkurs
Zum 1. Februar 1980 übernahm der Unternehmer Horst-Dieter Esch die Hanomag für 30 Millionen DM und gliederte sie zusammen mit anderen Baumaschinenherstellern in seine IBH-Holding ein, um den größten Baumaschinenkonzern der Welt zu formen. Die Hanomag sollte mit massiver öffentlicher Hilfe wieder wettbewerbsfähig gemacht werden. So war der Verkauf des Betriebsgeländes an die Stadt Hannover für 48 Millionen DM vorgesehen. Die IBH endete im November 1983 im Konkurs, in dessen Folge auch die Hanomag im Februar 1984 Konkurs anmelden musste. Esch wurde im März 1984 verhaftet und im Oktober des gleichen Jahres vom Landgericht Koblenz wegen Betrugs in Tateinheit mit Konkursverschleppung zu sechseinhalb Jahren Haft und 90.000 DM Geldstrafe verurteilt. Ende März 1984 wurden die letzten Mitarbeiter entlassen.

### Komatsu-Hanomag
Die Unternehmer Alfred Gassmann, Helmut Gassmann und Günter Papenburg gründeten im April 1984 eine Auffanggesellschaft, die Hanomag GmbH, die 1988 in eine Aktiengesellschaft umgewandelt wurde. 1989 übernahm der Baumaschinenhersteller Komatsu Anteile der Hanomag AG. Seit 2002 ist die Komatsu Hanomag GmbH eine 100-prozentige Tochter des international agierenden Unternehmens und firmierte noch bis September 2016 als Komatsu-Hanomag GmbH. Im Jahr 2004 wurde Komatsu Hanomag Mitglied im Verband der Metallindustriellen Niedersachsens. Damit galt der Flächentarifvertrag für die Metall- und Elektroindustrie und ersetzte den bisherigen Anerkennungsbetrag. In Hannover werden Radlader von 54 bis 353 PS und seit 2005 auch Mobilbagger von 14 bis 22 Tonnen produziert. Die Produktionszahlen konnten 2007 um 1400 Einheiten auf knapp 3900 Maschinen erhöht werden. Der Umsatz betrug 356 Millionen Euro, was einer Steigerung von 62 Prozent zum Vorjahr entspricht. Seit 2016 firmiert das Unternehmen als Komatsu Germany GmbH.

### Nachnutzung Werksgelände
Das weitläufige Werksgelände im Stadtteil Linden-Süd wurde zu einer Industriebrache, die nur in kleinen Bereichen weitergenutzt wurde. Das ehemalige Werksgelände wurde eine Mischung aus Industriebrache und Umnutzung durch Baumärkte, Autoteilehandel, Kfz-Prüfdienst und Verwaltungsbauten von Polizei und Universität.
Die „U-Boot-Halle“ beherbergte nach Nutzung als Lagerraum und einem längeren Leerstand in den 1980er und 1990er Jahren eine Diskothek und von 1993 bis 1998 den Technoclub „Cyberhouse“. Seit 2010 wird die denkmalgeschützte Halle von Einzelhändlern genutzt.
Ab 1974 war in dem ehemaligen Verwaltungsgebäude Hanomagstraße 8 die neu geschaffene Fakultät für Rechtswissenschaften der Technischen Universität Hannover (ab 1978 Universität Hannover) untergebracht. Die juristische Fakultät zog 1995 auf den Conti-Campus am Königsworther Platz. Anschließend beherbergte das Verwaltungsgebäude ein Institut der Fachhochschule Hannover. Das Land Niedersachsen suchte jahrelang einen Käufer für das 1921 errichtete und mittlerweile stark verfallene Haus. Mittlerweile sind in dem Gebäude 56 Eigentumswohnungen errichtet worden.

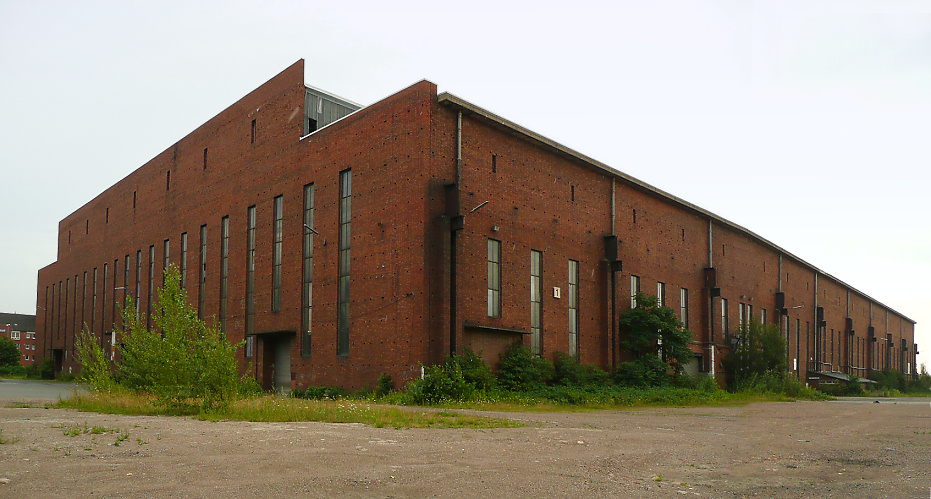
Ehemalige Halle I („U-Boot-Halle“), zeitweise Technoclub „Cyberhouse“
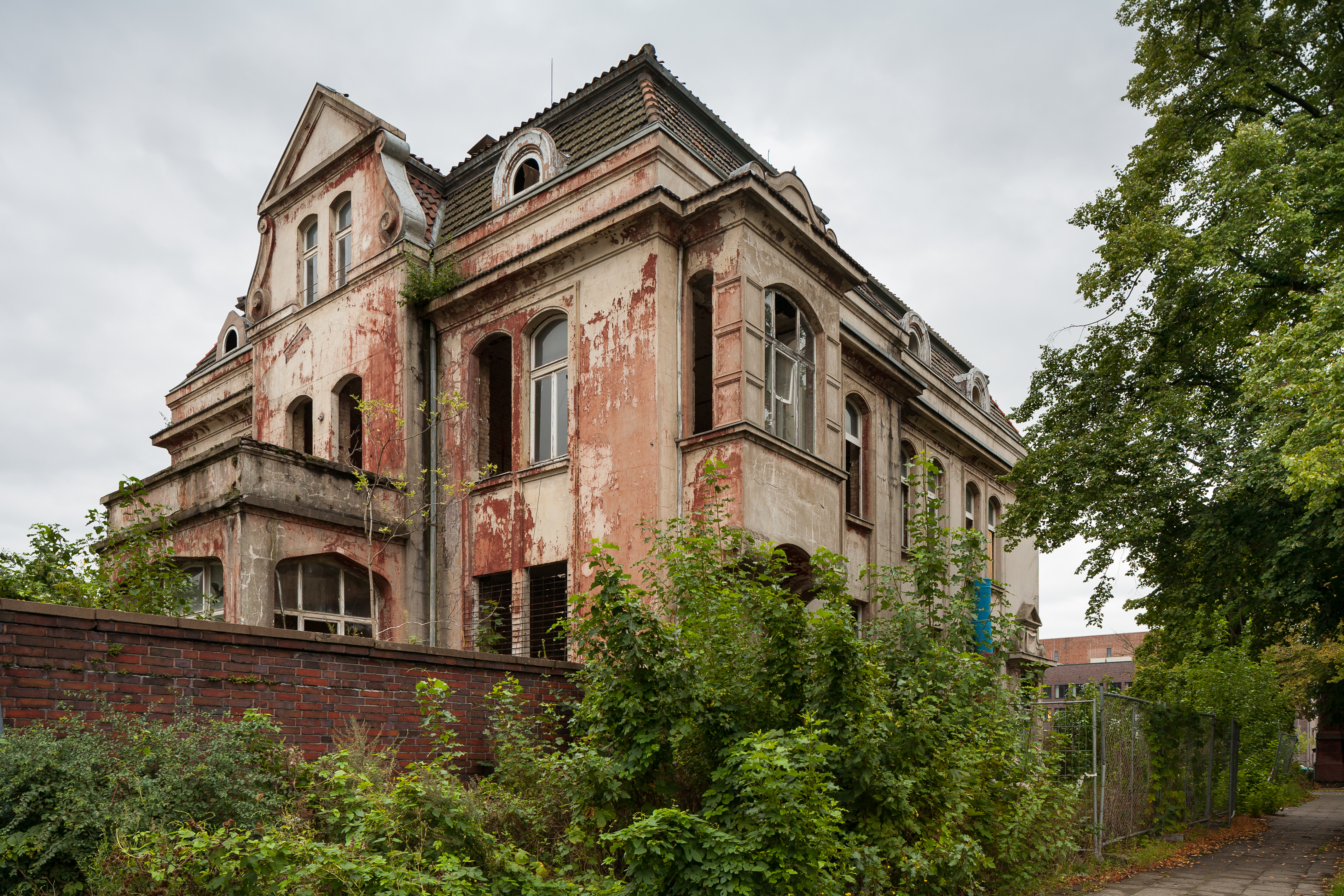
Leerstehende Fabrikanten-Villa auf dem Werksgelände (2015 saniert)
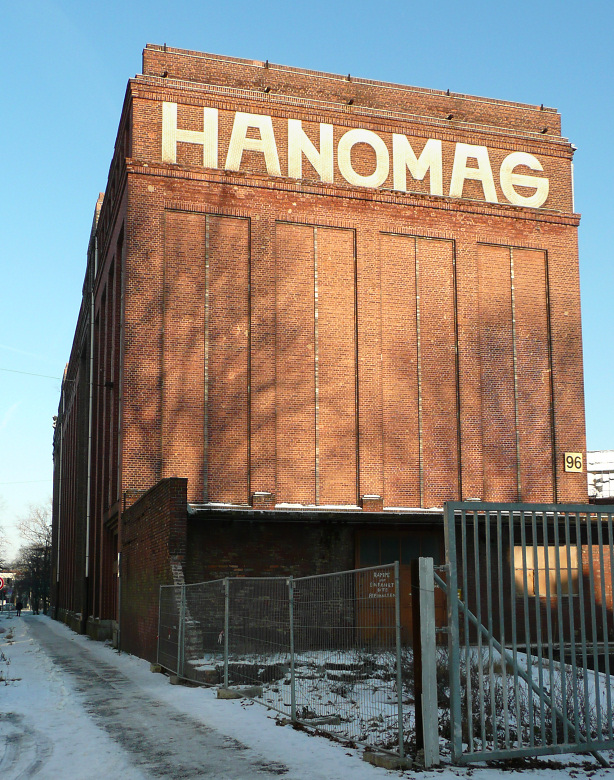
Fabrikgebäude
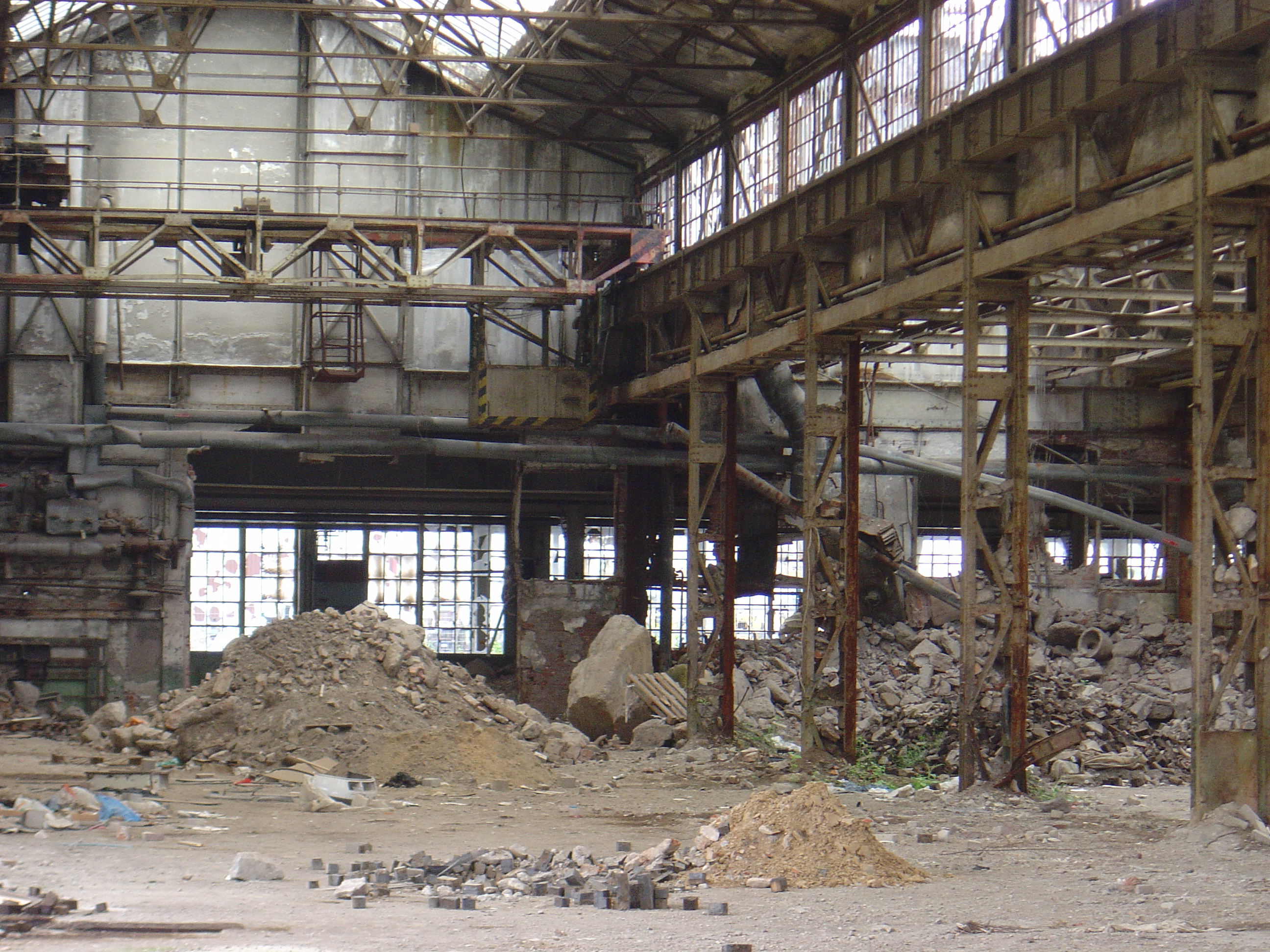
Stillgelegte Fertigungshalle, 2010 abgerissen
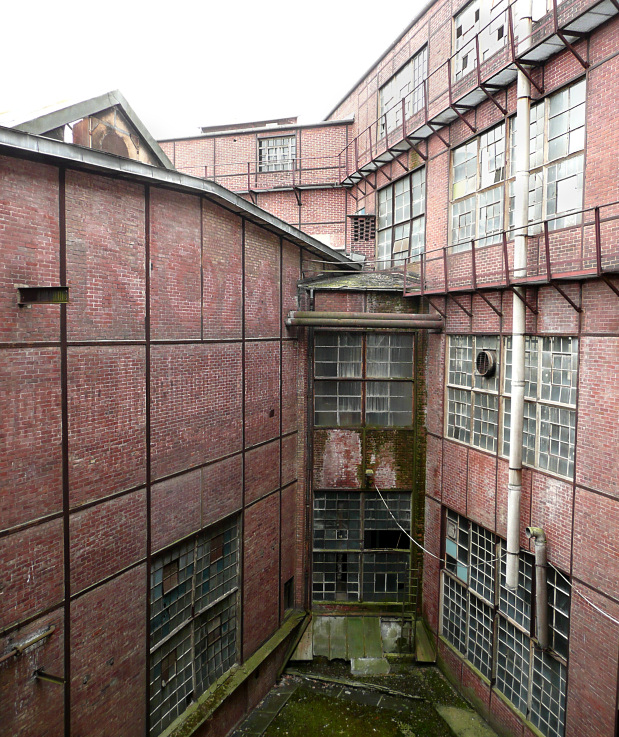
Links ehemaliger Giebel mit Resten des Schriftzuges Hanomag, teilweise abgerissen 2010
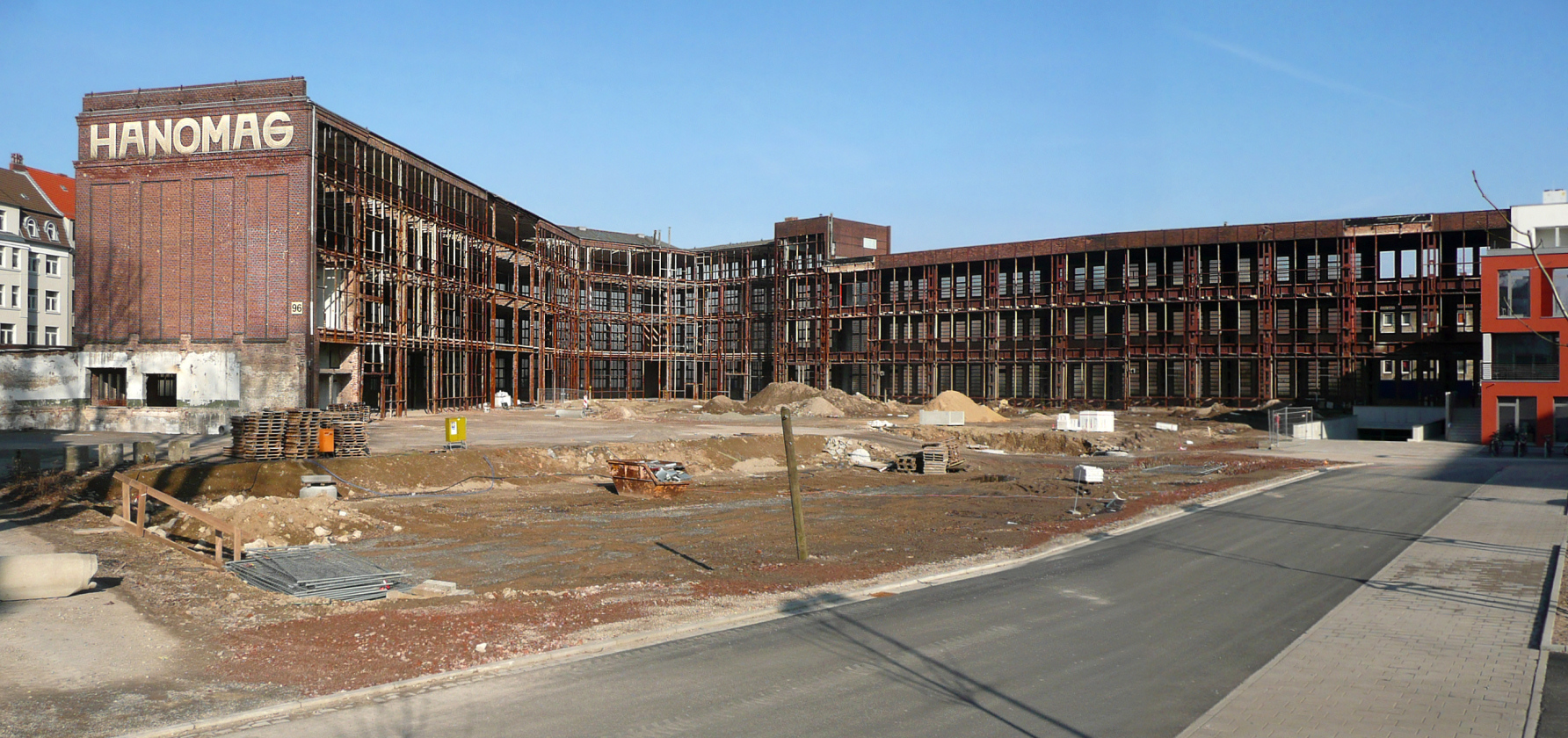
Rückseite der entkernten Fabrikgebäude Anfang 2011, davor stehende Hallen sind bereits abgerissen
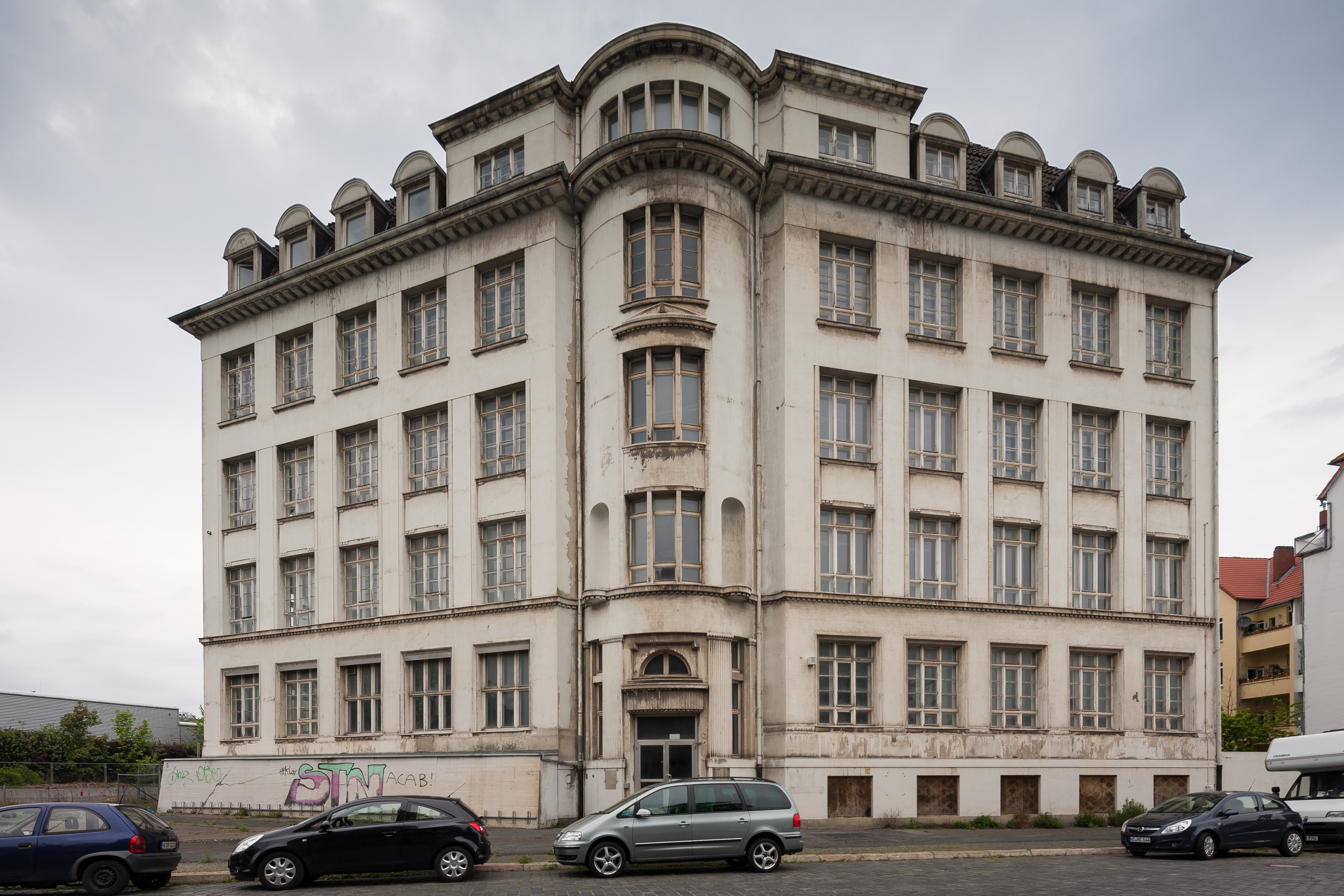
Leerstehendes Verwaltungsgebäude Hanomagstraße 8 (2017 saniert)

## Produkte

### Lokomotiven und Dampfmaschinen

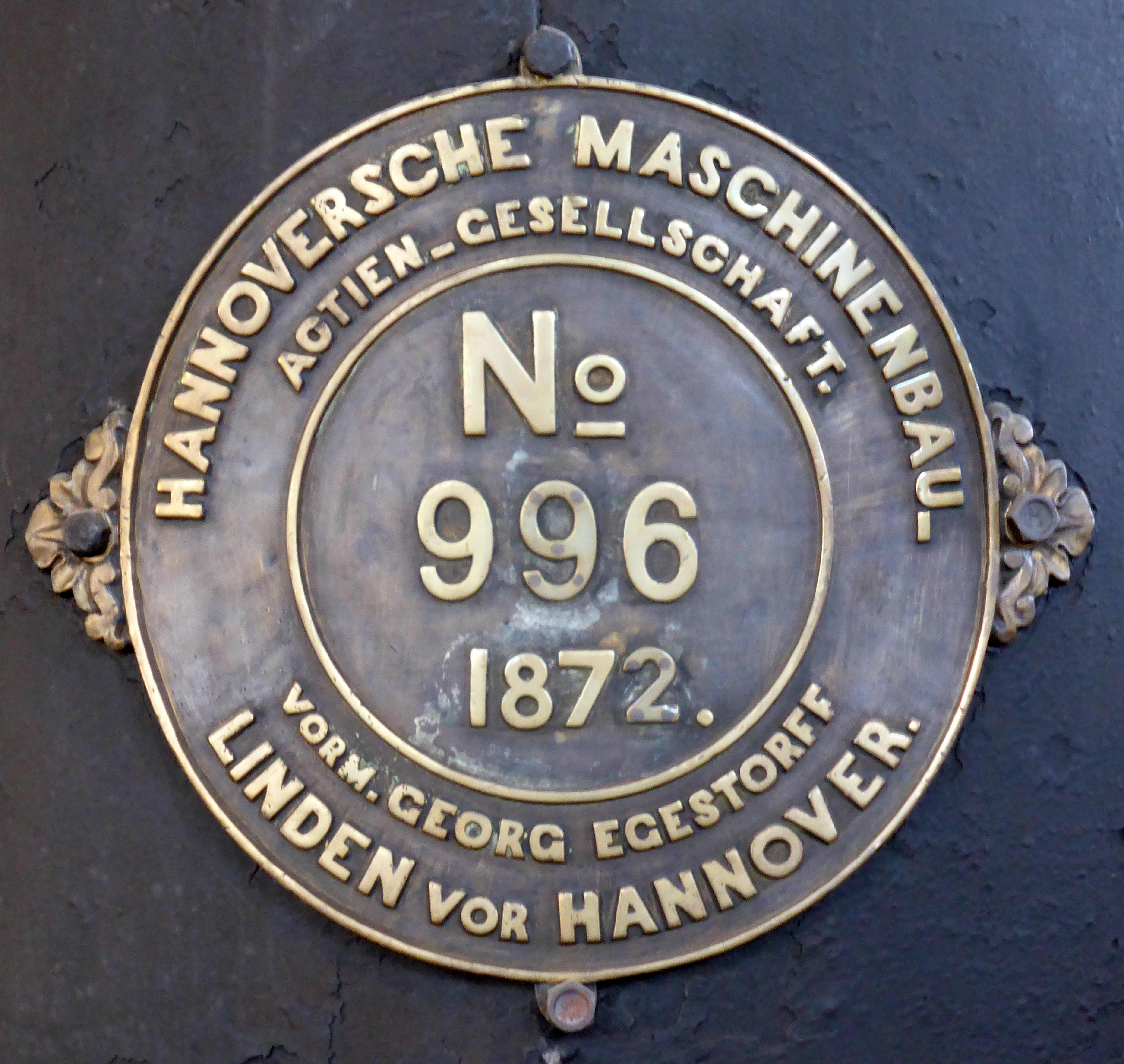
Fabrikschild der Lokomotive Nr. 996 der Hannoverschen Maschinenbau Actien-Gesellschaft im DTMB

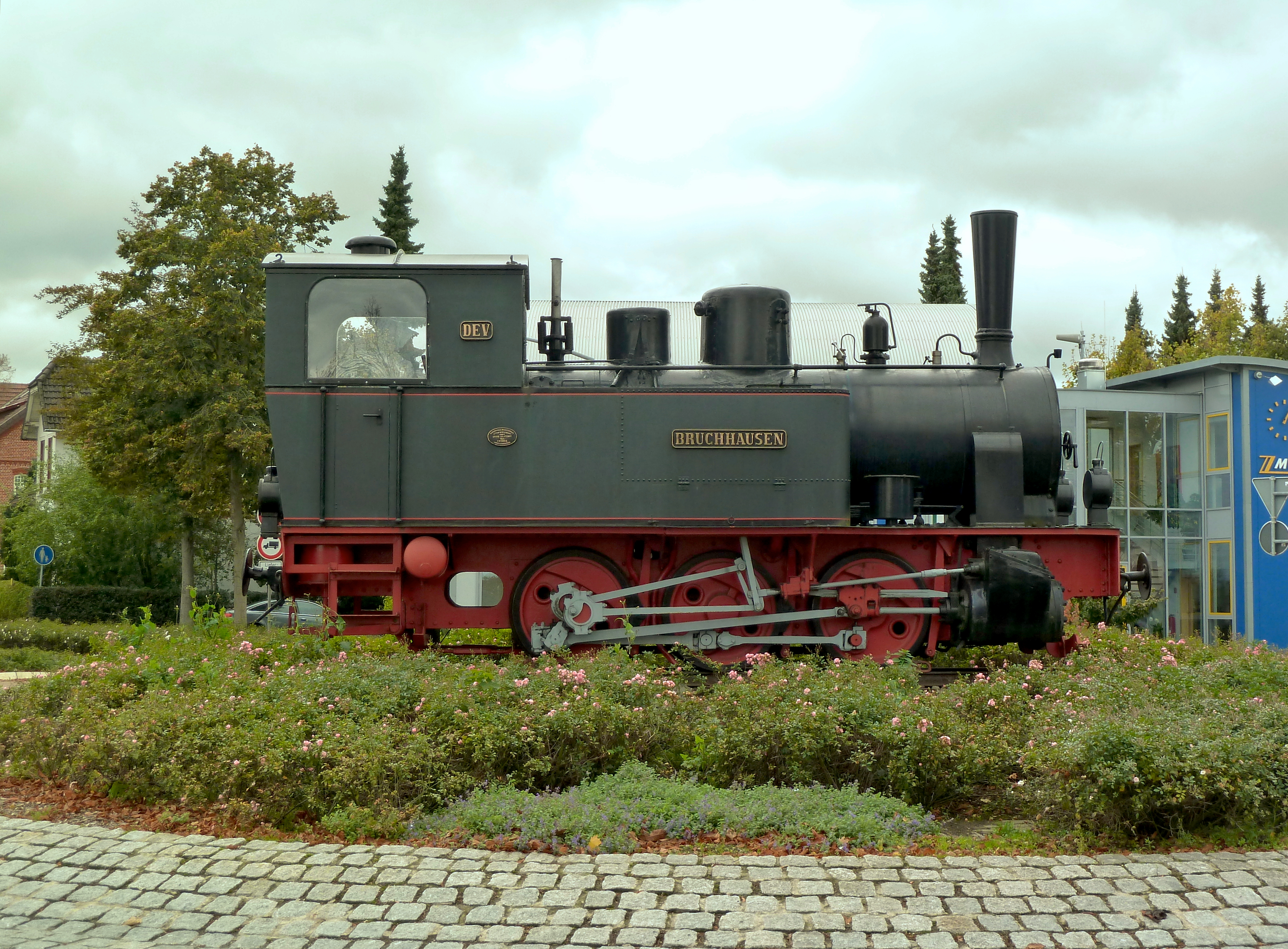
Hanomag-Dampflok von 1899

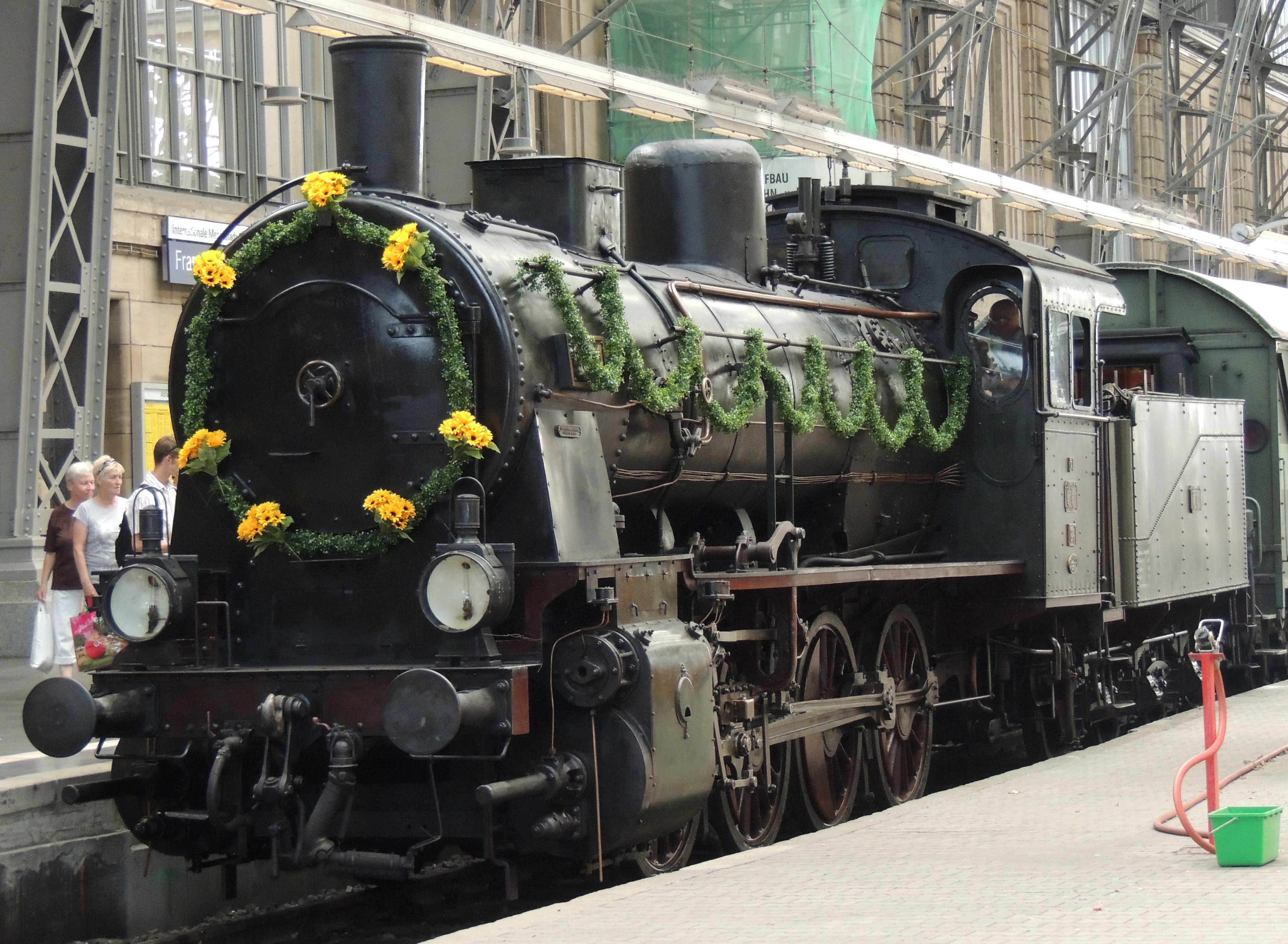
Preußische G 8 gebaut 1913 von Hanomag, 1917 zum Bau der Bagdadbahn von den Preußischen Staatseisenbahnen an die Anatolische Eisenbahn abgegeben

Die Hanomag gehörte jahrzehntelang zu den bedeutendsten Lokomotivproduzenten in Deutschland – bereits 1846 lieferte die Maschinenfabrik Georg Egestorff an die Königlich Hannöverschen Staatseisenbahnen ihre erste Dampflokomotive „Ernst August“, die den Eröffnungszug von Lehrte nach Hildesheim zog. In der Folgezeit belieferte das Lindener Werk insbesondere die Staatsbahnen von Braunschweig und des Königreichs Hannover. Nach dem Deutschen Krieg wurde Hannover 1866 preußische Provinz und die Fabrik baute hauptsächlich Lokomotiven für die Preußischen Staatseisenbahnen. Erwähnenswert sind die Baureihen S 1, S 5.1, S 7, S 9, G 8, G 10 und G 12, die zum Teil bei Hanomag entwickelt und gefertigt wurden. Mit 999 Exemplaren war die preußische G 8.1 die nach Stückzahl häufigste in Linden gebaute Baureihe, wobei der Anteil an der Gesamtproduktion dieser Lok genau 20 % betrug.
Bethel Henry Strousberg erwarb 1868 das Werk in Linden, um für seine Bahnen von anderen Lieferanten unabhängig zu werden. Durch seine rationelle Normierung von Lokomotivteilen wurden die Produktionskapazitäten deutlich vergrößert. Ein Problem war der fehlende Gleisanschluss der Fabrik, weswegen die neuen Lokomotiven umständlich auf Pferdewagen zum Staatsbahnhof transportiert werden mussten. Erst als 1872 die Hannover-Altenbekener Eisenbahn eröffnet wurde, bekam die direkt am Bahnhof Linden-Fischerhof liegende Hanomag einen Eisenbahnanschluss. Ab 1894 war die Hanomag auch exklusiver Lieferant der Oldenburgischen Staatsbahn. Ein wichtiges Standbein des Werkes war der Export. 1900 kam der erste Auftrag der East Indian Railway Company, dem in den Folgejahren viele weitere Aufträge aus Indien folgten. Kurz vor dem Ersten Weltkrieg wurden etwa 40 % der Lokomotiven ins Ausland geliefert, insbesondere an die rumänische und die bulgarische Bahngesellschaft. Zudem gehörten Werks- und Privatbahnen zu den Kunden (siehe Hanomag L321a).
Trotz aller weltweiten Erfolge gelang es dem Unternehmen nicht im Vereinigten Königreich, dem Mutterland der Eisenbahn, Fuß zu fassen. Anfang 1914 bestellte zwar die Taff Vale Railway sechs Lokomotiven der TVR-Klasse A, aber wegen des Ausbruchs des Ersten Weltkrieges kam der Auftrag nicht zur Ausführung.
Insbesondere Anfang der 1920er Jahre wurden auch schmalspurige, zweiachsige Baulokomotiven hergestellt, die als Nass- oder Heißdampflokomotiven mit Holz- oder Kohlefeuerung den unterschiedlichen Einsatzzwecken angepasst waren. Die unterschiedlichen Baureihen waren durch Kennworte wie Spumabas, Spundloch, Spunterei, Spurbiene, Spurgall, und Squalore gekennzeichnet. Außerdem wurden mehrachsige Meterspurlokomotiven als Güter- und Personenzuglokomotiven für den Export in die Kolonialgebiete gebaut. Die zahlreichen Lokomotiven mit weniger als 1435 mm Spurweite unterschiedlicher Bauarten sind in der Liste schmalspuriger Dampflokomotiven von Hanomag aufgeführt.
1880 wurde als Prototyp eine der ersten Motorlokomotiven der Welt gebaut. Nach Patentproblemen gab man dies wieder auf und beschränkte sich auf die Herstellung von Dampfloks.
Nach einem Wechsel in der Direktion kündigte sich 1922 eine Verschiebung im Produktionsspektrum weg vom Lokomotivbau an. Eine wesentliche Ursache war der nach dem Ersten Weltkrieg stark gesunkene Bedarf an Lokomotiven. Nach 10.578 ausgelieferten Lokomotiven stellte die Hanomag am 29. Juni 1931 deren Produktion ein. Aufgrund der Stornierung einiger Aufträge ist „10765“ die höchste vergebene Fabriknummer. Das gesamte Lokomotivgeschäft mit der Abnahmequote der Deutschen Reichsbahn verkaufte die Hanomag an Henschel & Sohn in Kassel.
In den Jahren vor dem Ersten Weltkrieg ließ Hanomag verschiedene Ansichtskarten durch den Hof-Fotografen Georg Alpers junior produzieren. Den Karten waren neben der Abbildung der jeweiligen Lokomotive eine Reihe technischer Details der Zugmaschinen aufgedruckt sowie Auflage und Herstellungsjahr und eine Nummerierung der Ansichtskarten, die so zum Sammeln angeboten wurden.

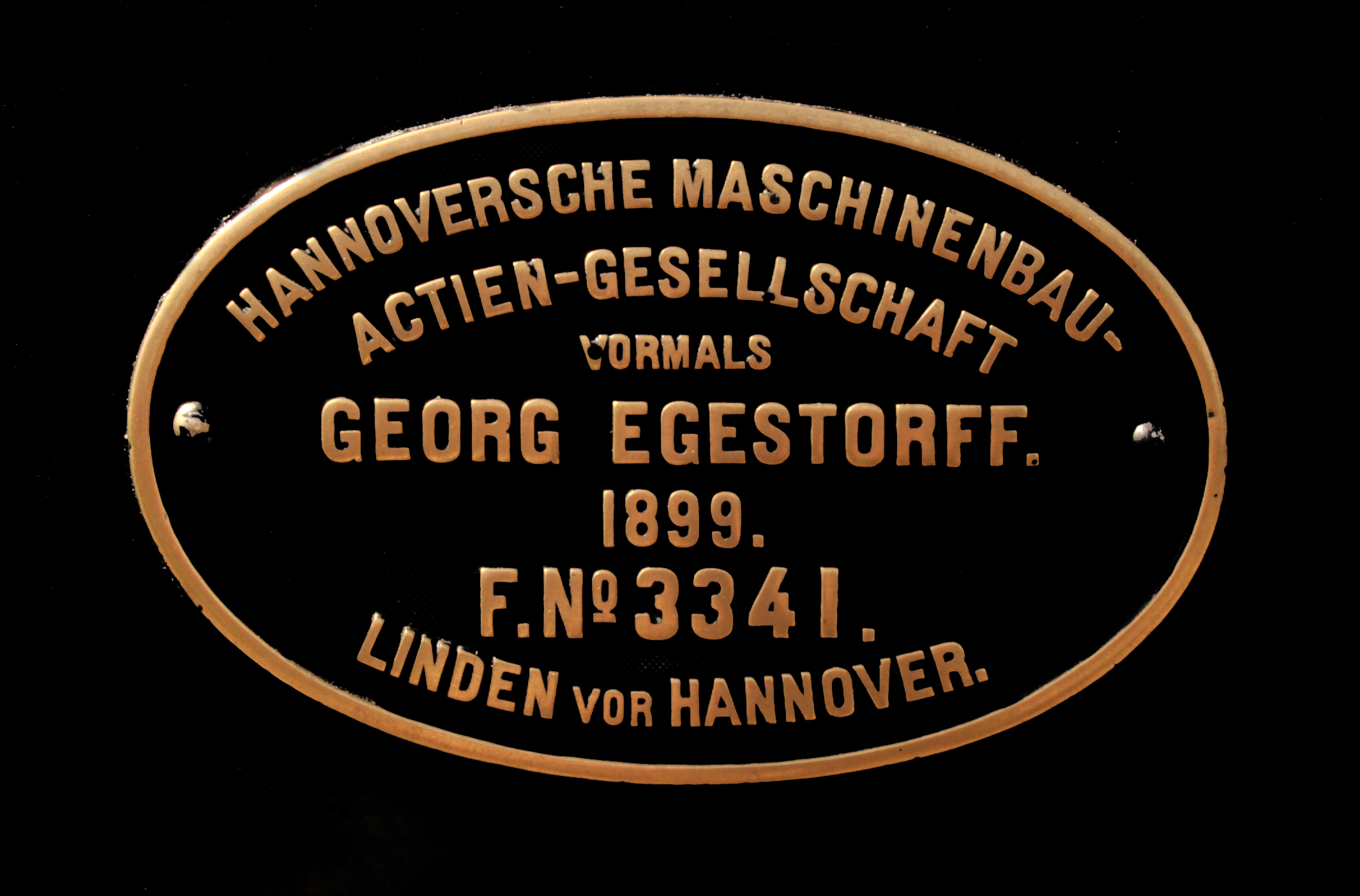
Fabrikschild der Lokomotive „Hoya“ No 3341 der Hanomag in Hannover, Deutschland 1899. Die Lokomotive „Hoya“ ist ein Fahrzeug der Museums-Eisenbahn Bruchhausen-Vilsen–Asendorf.
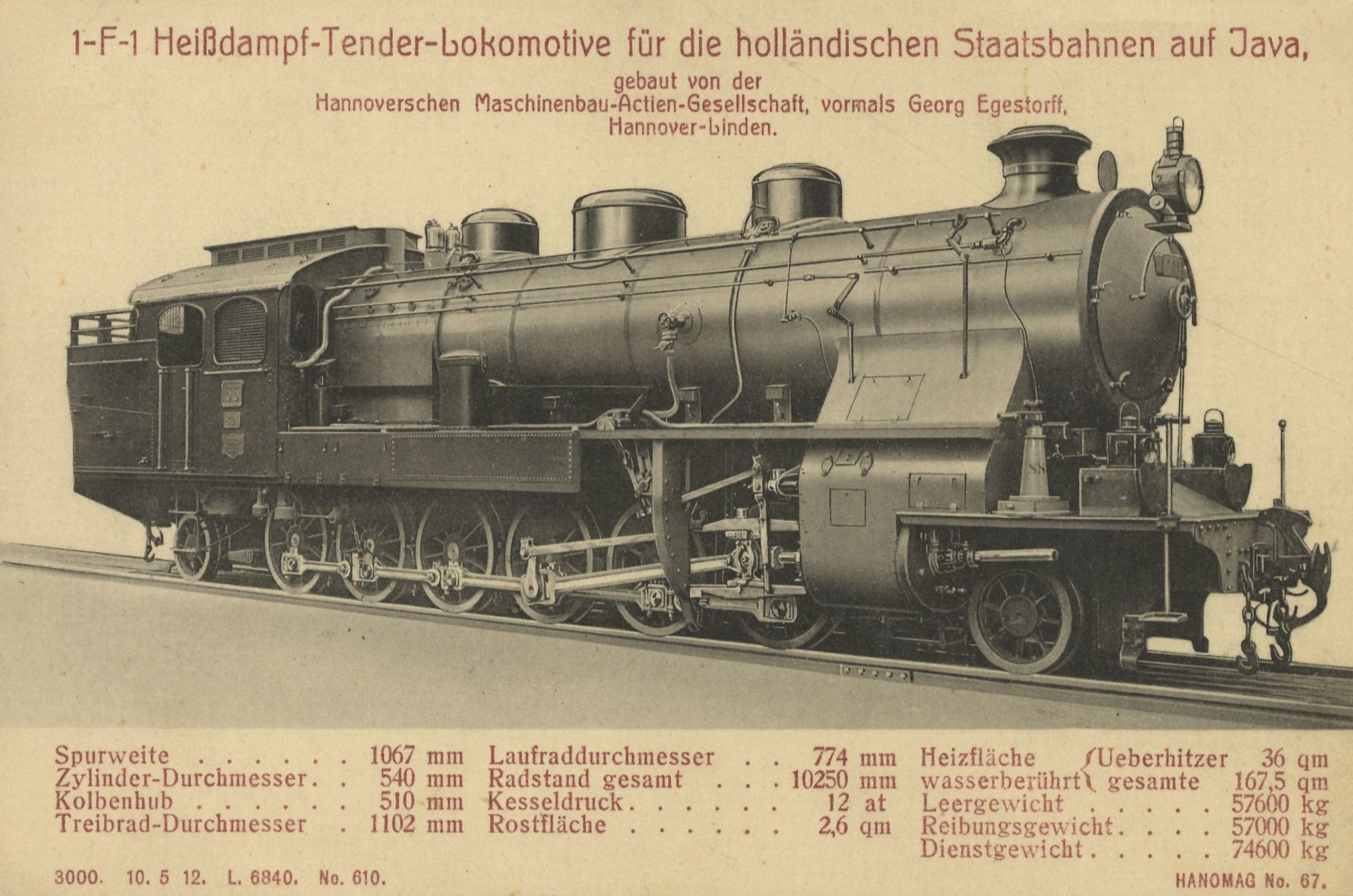
Kapspur-Heißdampf-Tenderlokomotive mit der Achsfolge 1F1 für die holländischen Staatsbahnen auf Java (Niederländisch-Indien); Sammelkarte von Alpers jun.
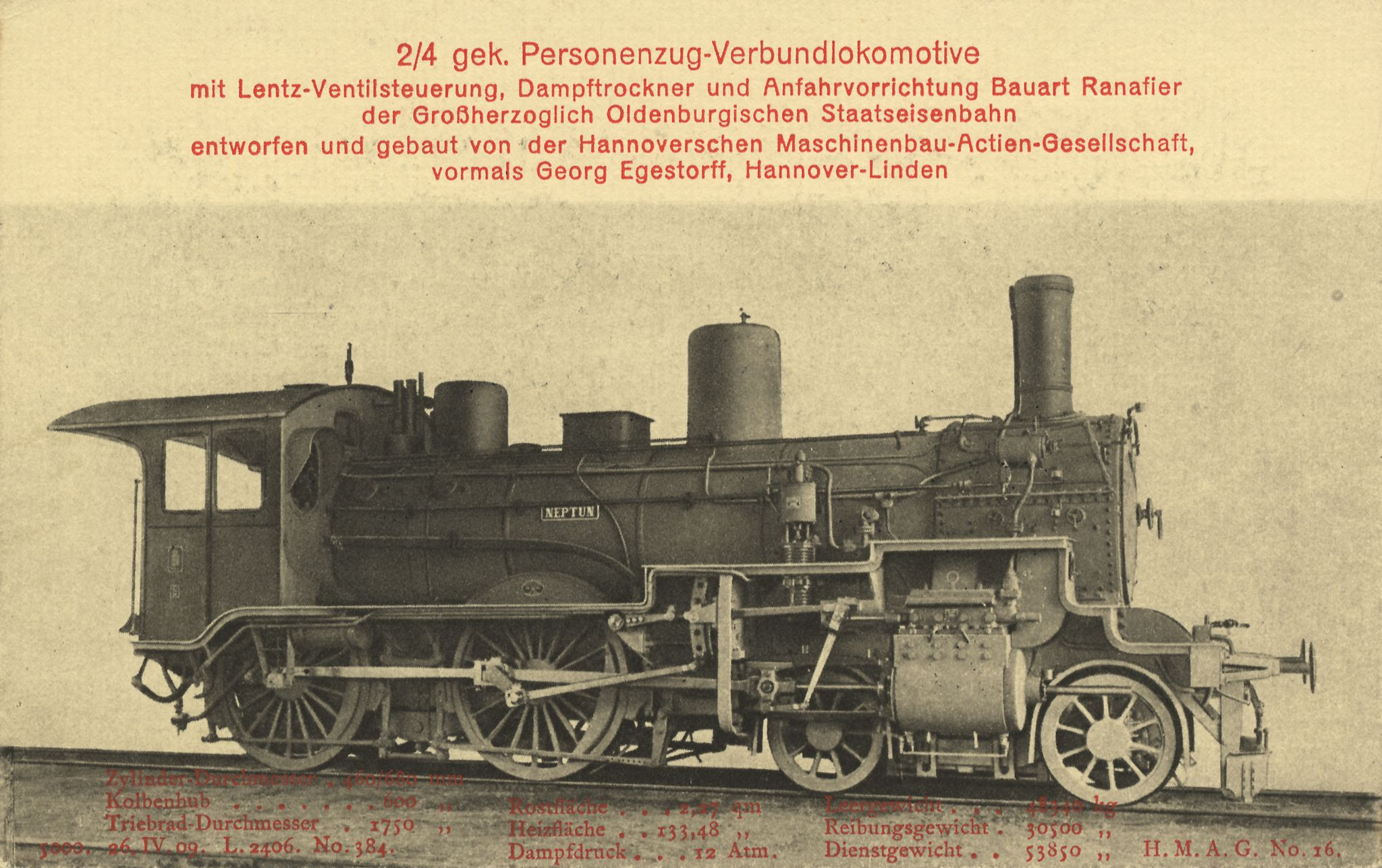
2/4 gek. Personenzug-Verbundlokomotive der Großherzoglich Oldenburgischen Staatseisenbahnen
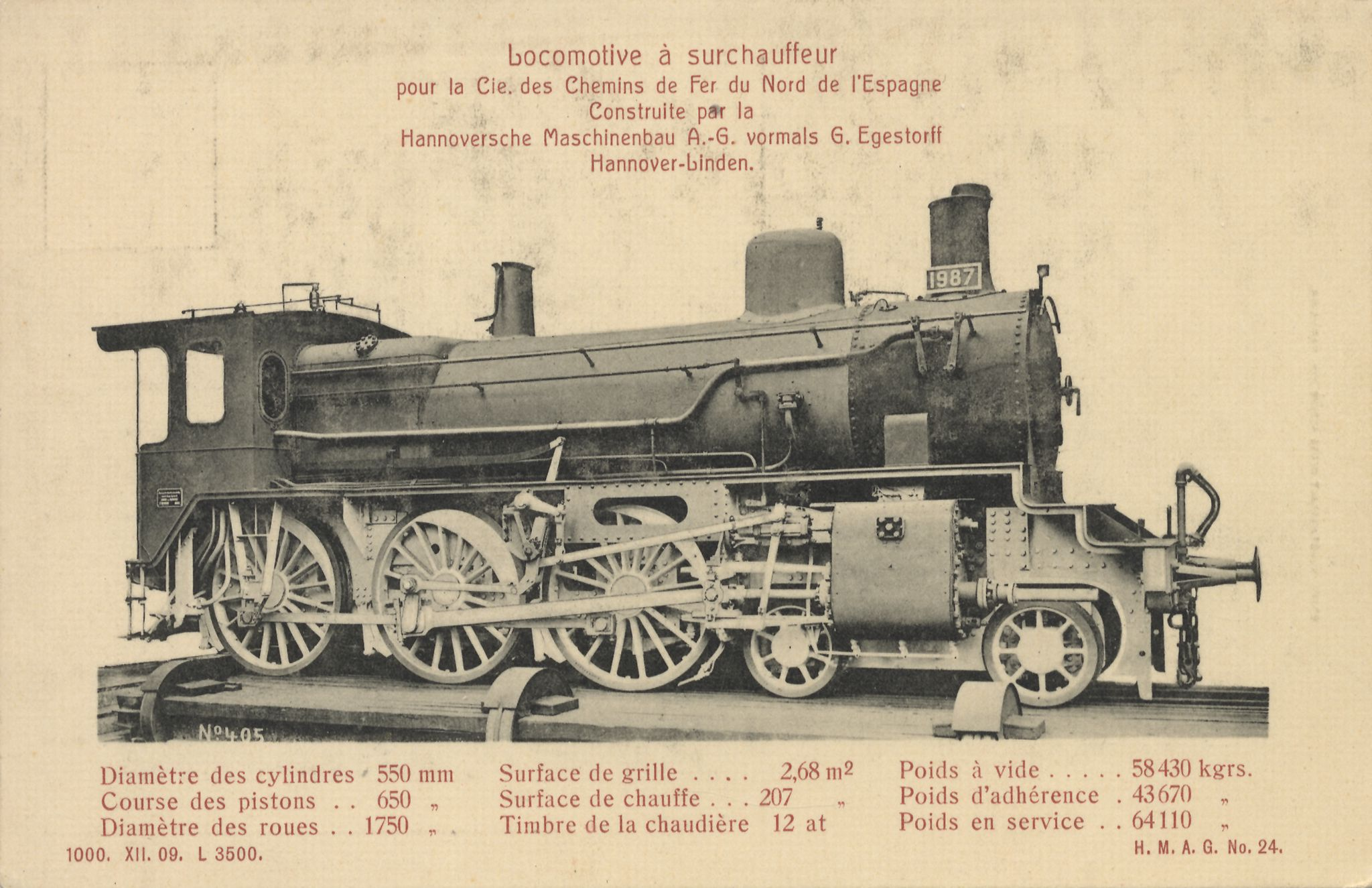
Dampflokomotive für die Eisenbahngesellschaft Nordspaniens
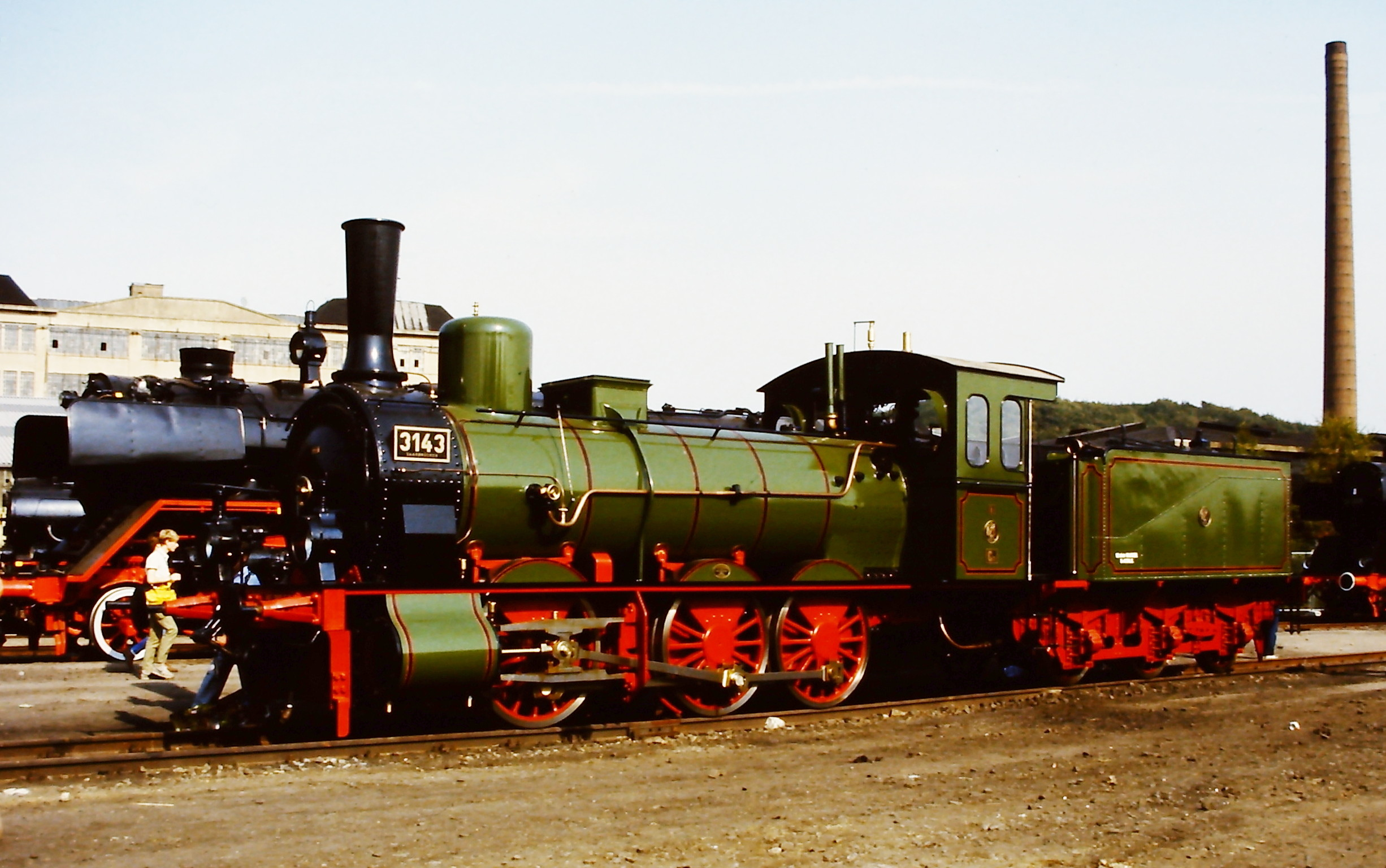
Fabriknummer 1759 KpEV G 3 Saarbrücken 3143
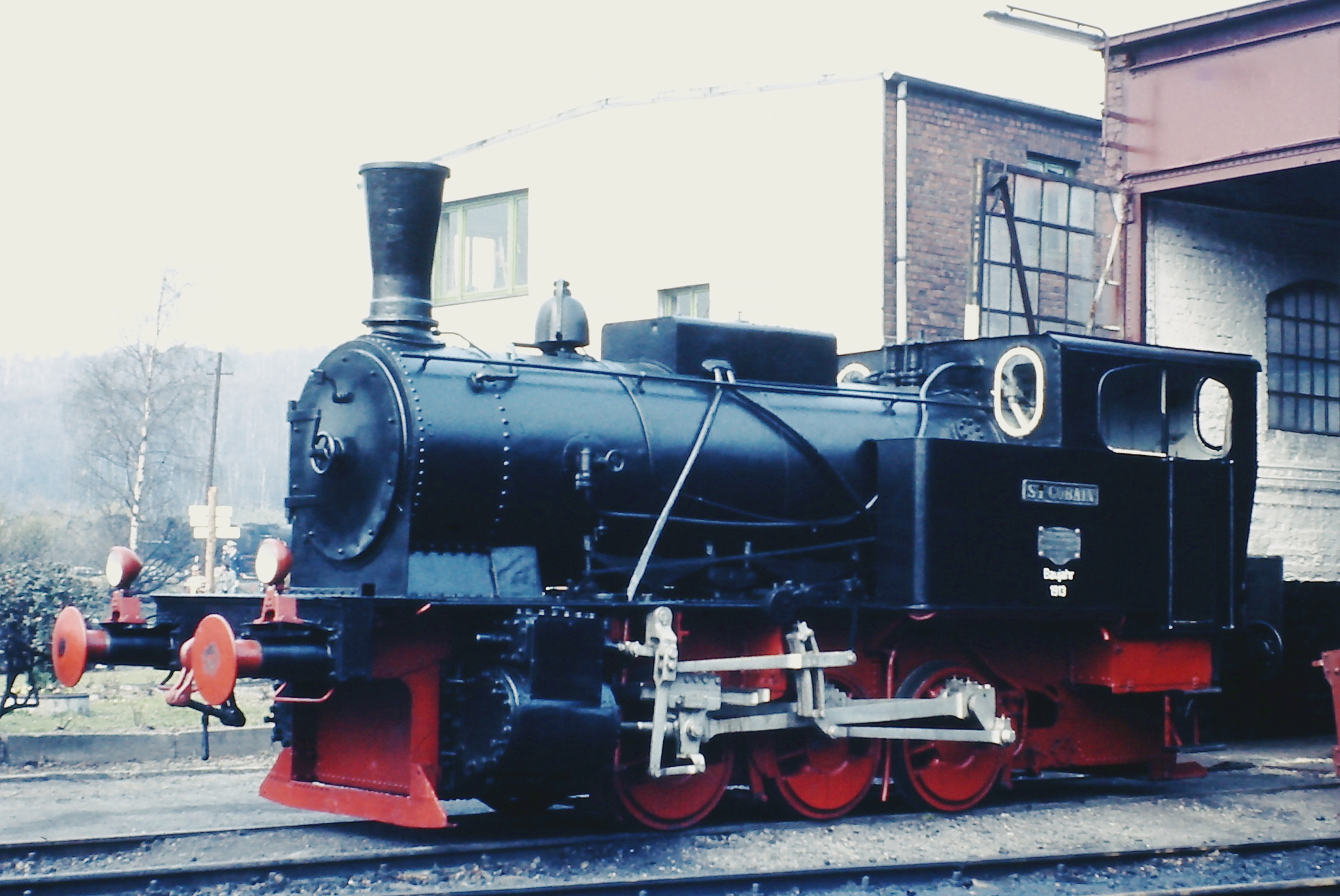
Hanomag 6825

Ein weiteres Standbein von Hanomag waren Dampfmaschinen und Steilrohrkessel für Kraftwerke.

### Nutzfahrzeuge
Ab 1905 stellte Hanomag Lastkraftwagen her. 1969 wurde diese Sparte in die Hanomag-Henschel-Fahrzeugwerke GmbH ausgegliedert, zunächst mit einer 51-%-Beteiligung der Daimler-Benz AG, die später auf 100 % aufgestockt wurde.

#### Zugmaschinen

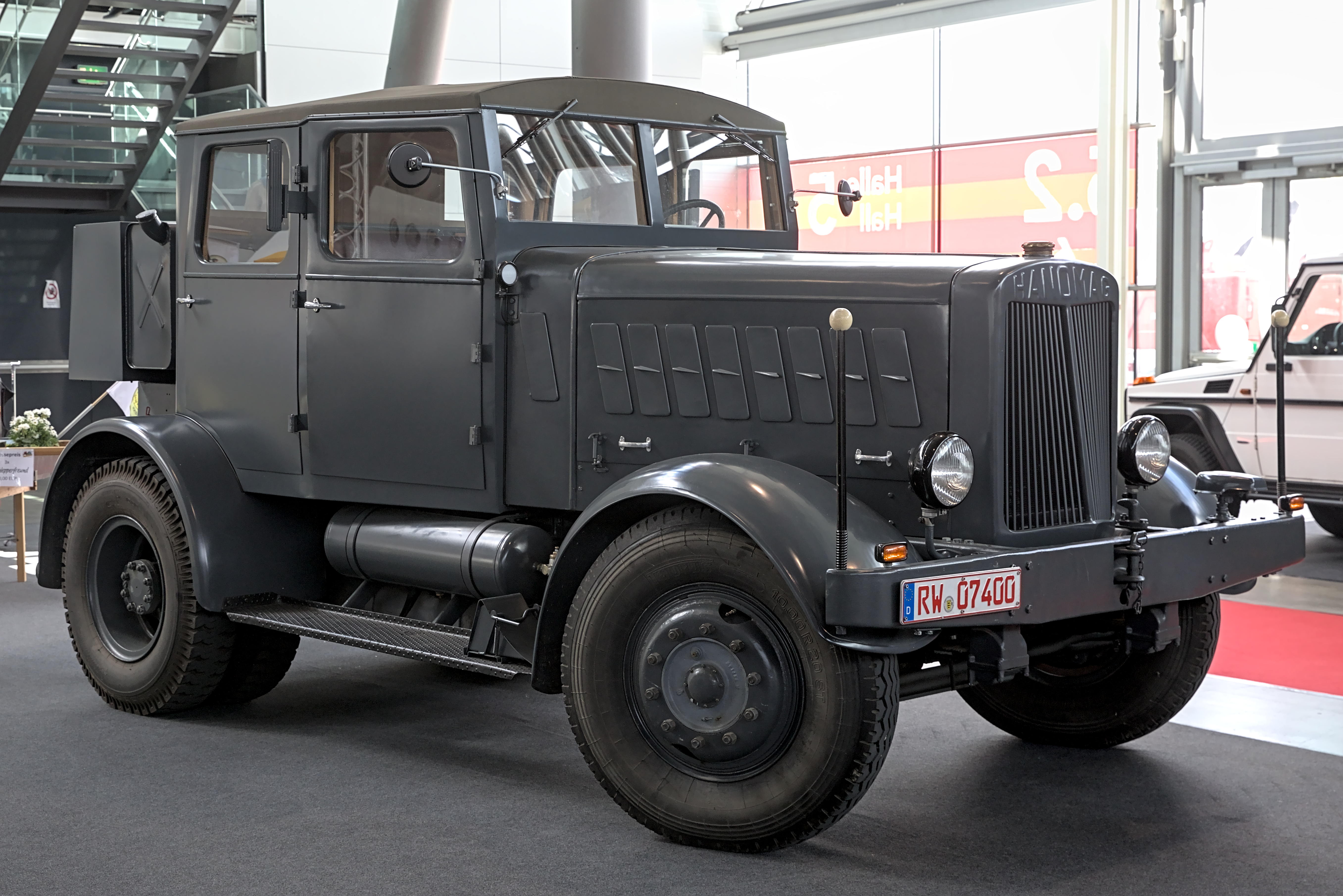
Zugmaschine SS 100

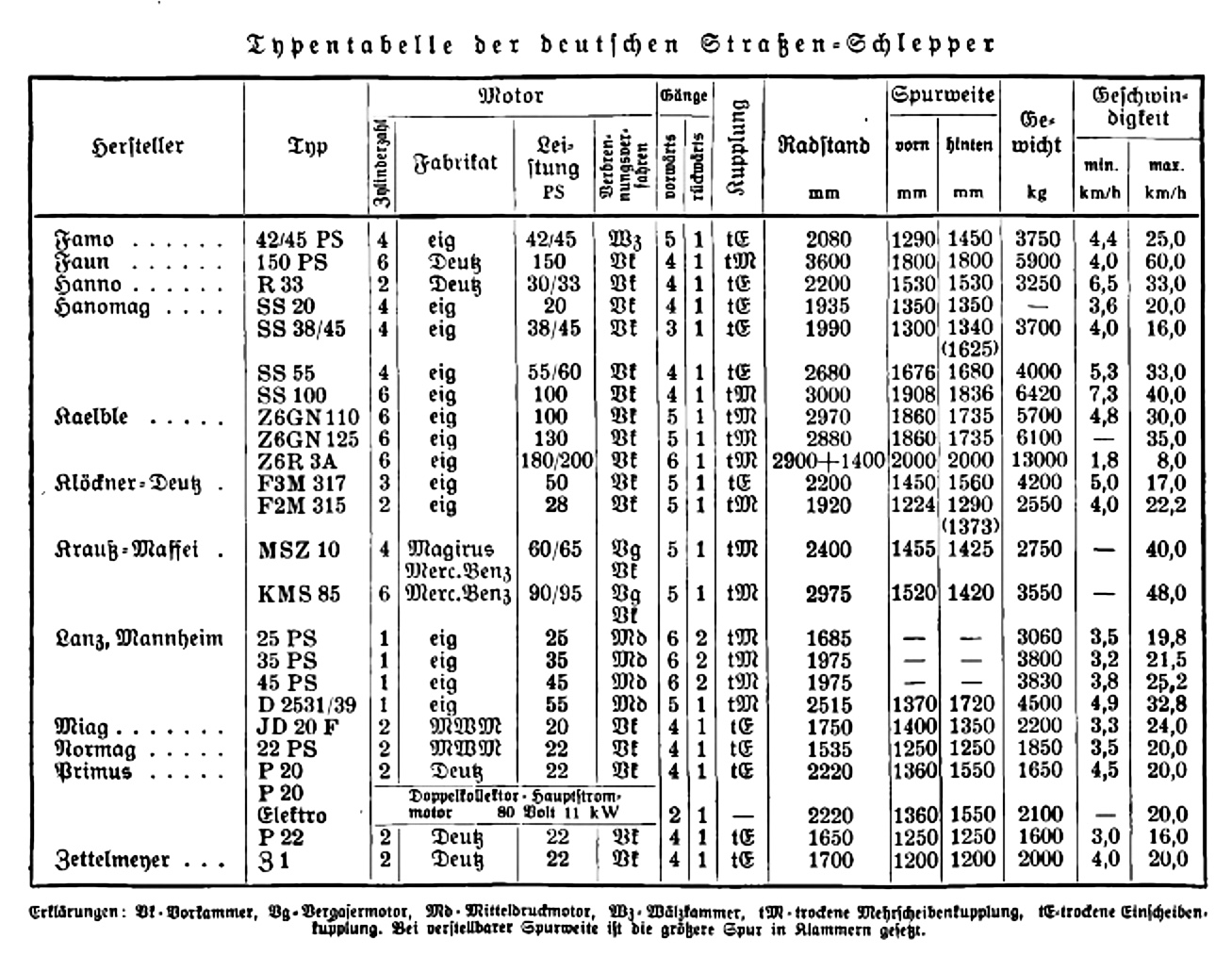
Technische Daten Zugmaschinen SS Baureihe

Hanomag hatte sich in den 1930er Jahren einen Namen vor allem mit leichten, mittleren und schweren Zugmaschinen gemacht, einem zu dieser Zeit vor allem im Nahverkehrsbereich geläufigen Fahrzeugtyp ohne oder mit nur kleiner Ladefläche, an das ein oder mehrere Anhänger angehängt wurden. In der Kriegszeit wurden viele der schweren SS-100-Zugmaschinen (SS=Straßenschlepper) für den Kriegseinsatz gebaut. Bereits 1945 wurde der Bau dieses Modells als Friedensproduktion wieder aufgenommen, nun als ziviler Straßenschlepper unter dem Namen ST 100, da das Kürzel SS zu starke Assoziationen an die Schutzstaffel der Nationalsozialisten weckte. Ebenso kamen die beiden kleineren Modelle ST 55 und ST 20 in den nächsten Jahren wieder hinzu (die Zahl gab die ungefähre PS-Leistung der Fahrzeuge an). 1950 endete die Produktion der bisherigen Fabrikate. Aus der schweren Zugmaschine ST 100 war unterdessen ein konventioneller Lastwagen entwickelt worden, der jedoch nur in kleiner Zahl verkauft wurde und 1951 wieder vom Markt verschwand.

#### Leichte Lastwagen
1950 war mit dem Hanomag L 28 ein leichter Lastwagen als kleiner Langhauber mit 1,5 Tonnen Nutzlast erschienen und in den folgenden Jahren erschienen weitere Varianten für bis zu drei Tonnen Nutzlast. Das Modell verkaufte sich gut und wurde bis 1960 gebaut. Eine besondere Rolle spielte der aus dem konventionellen Hanomag L 28 abgeleitete Typ AL 28, der als kompaktes Allradfahrzeug ab 1958 gebaut und vor allem von Bundesgrenzschutz, Bereitschaftspolizei und Hilfsdiensten wie dem THW gekauft wurde. Der AL 28 wurde bis 1971 produziert.

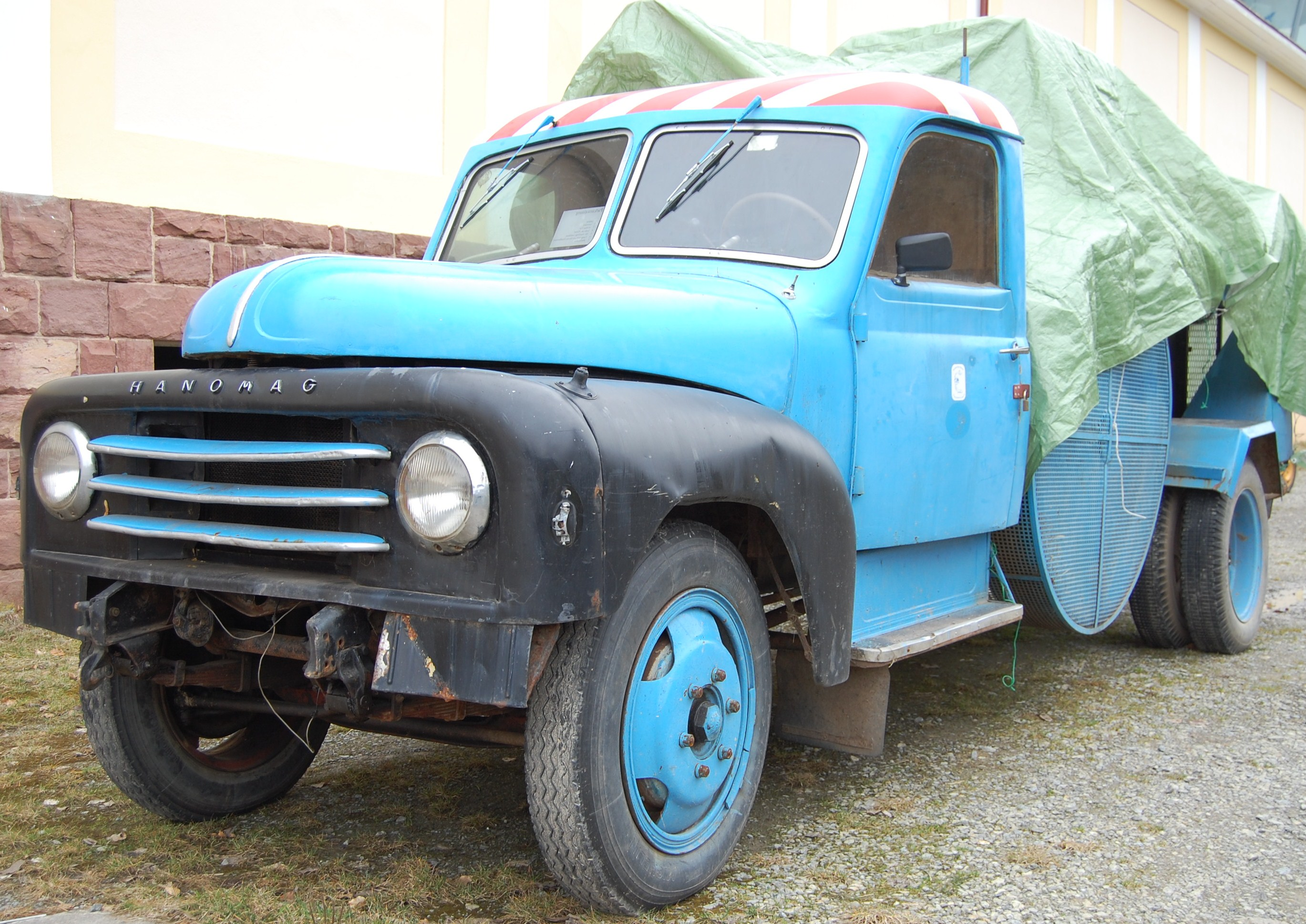
Hanomag L 28
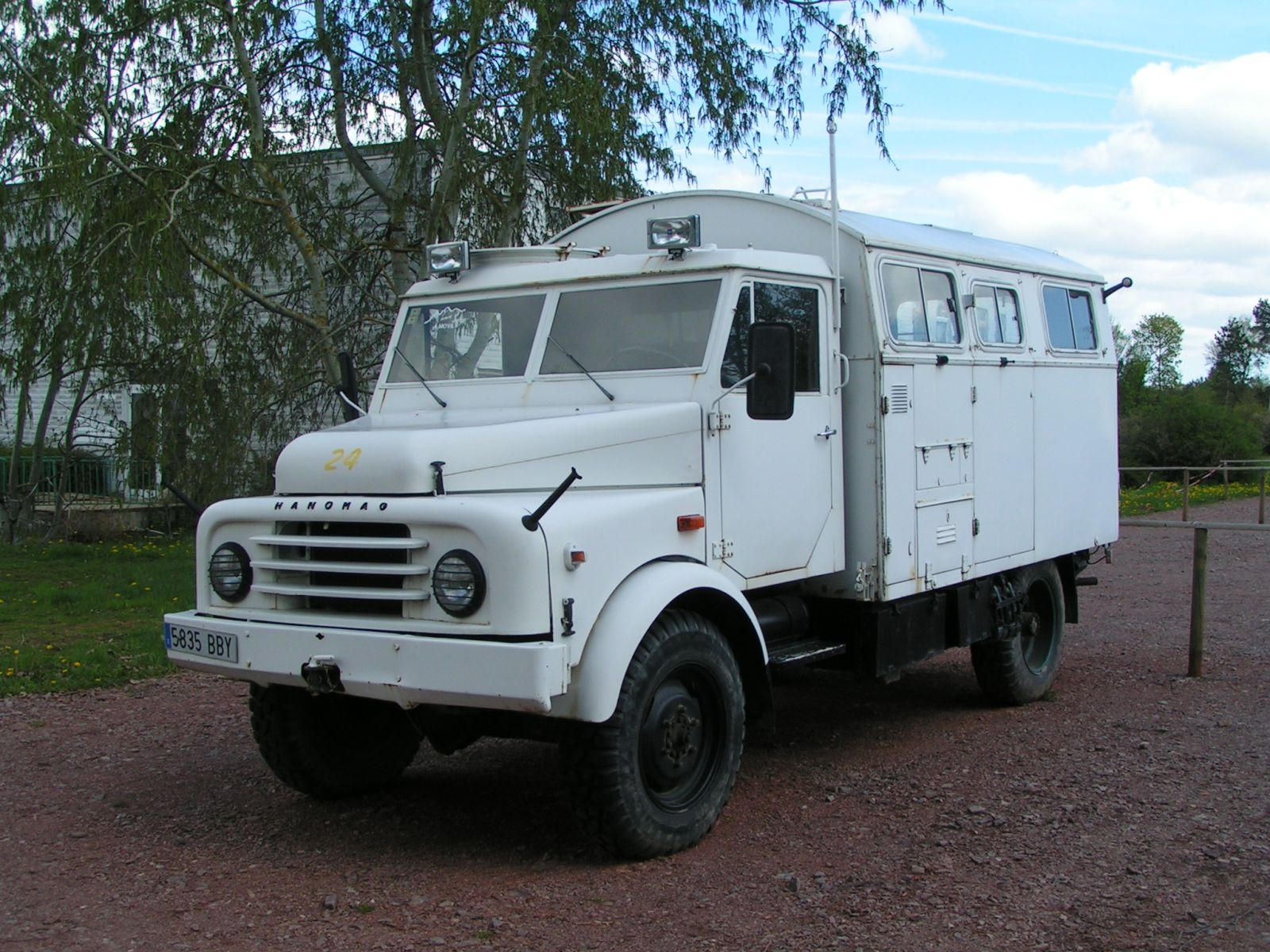
Umgerüsteter KatS-Lkw AL 28 mit Kofferaufbau
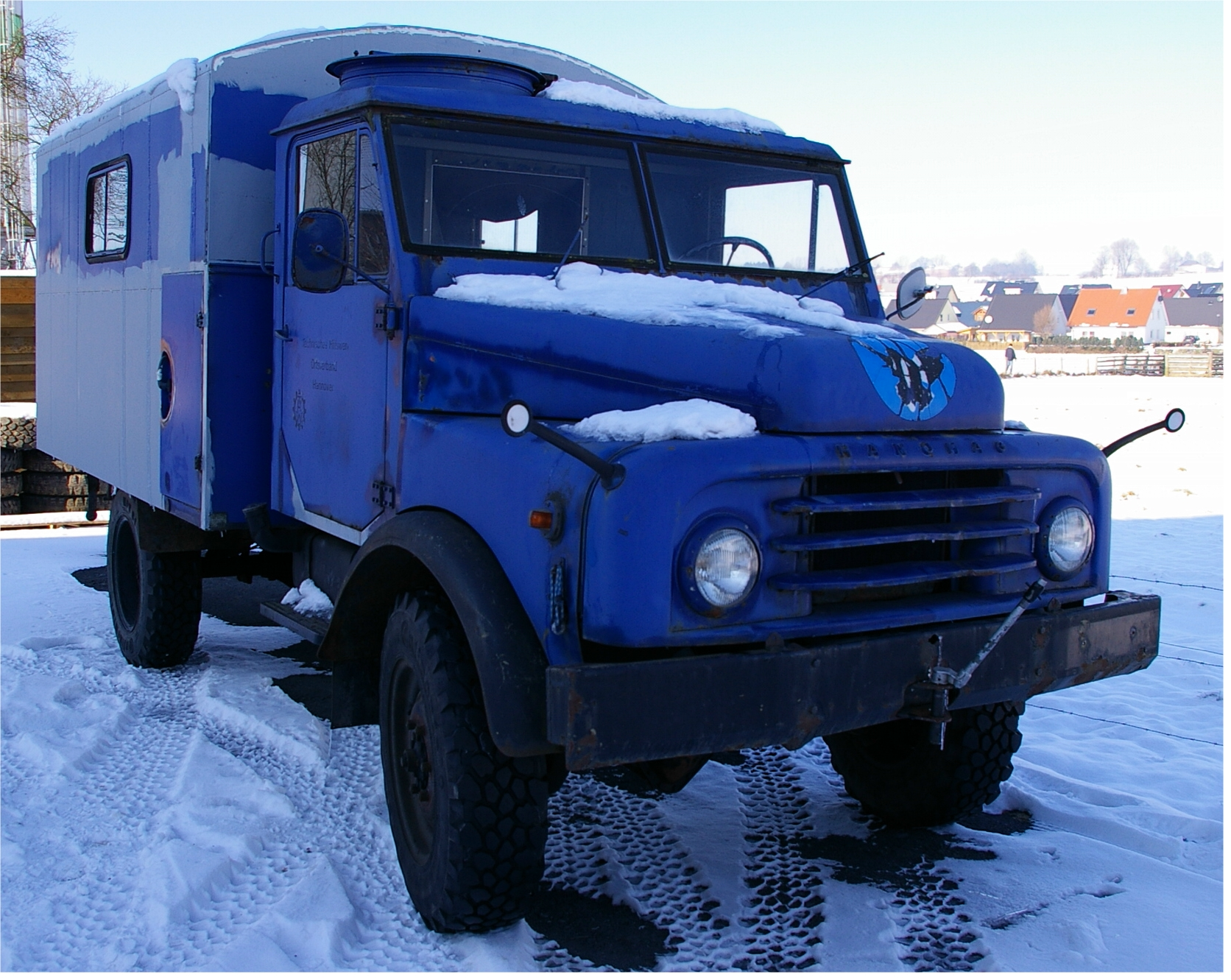
Hanomag AL 28 mit Kofferaufbau (ex THW)

Ab 1958 wurden als kleine Frontlenker die Nachfolger des L 28 in die Produktion aufgenommen, die je nach Größe und Nutzlast bei nahezu identischem Aussehen Hanomag Kurier, Garant und Markant hießen. Kleinster und meistverkaufter dieser „Drillinge“ war der 1958 erschienene „Kurier“ für zwei Tonnen Nutzlast.

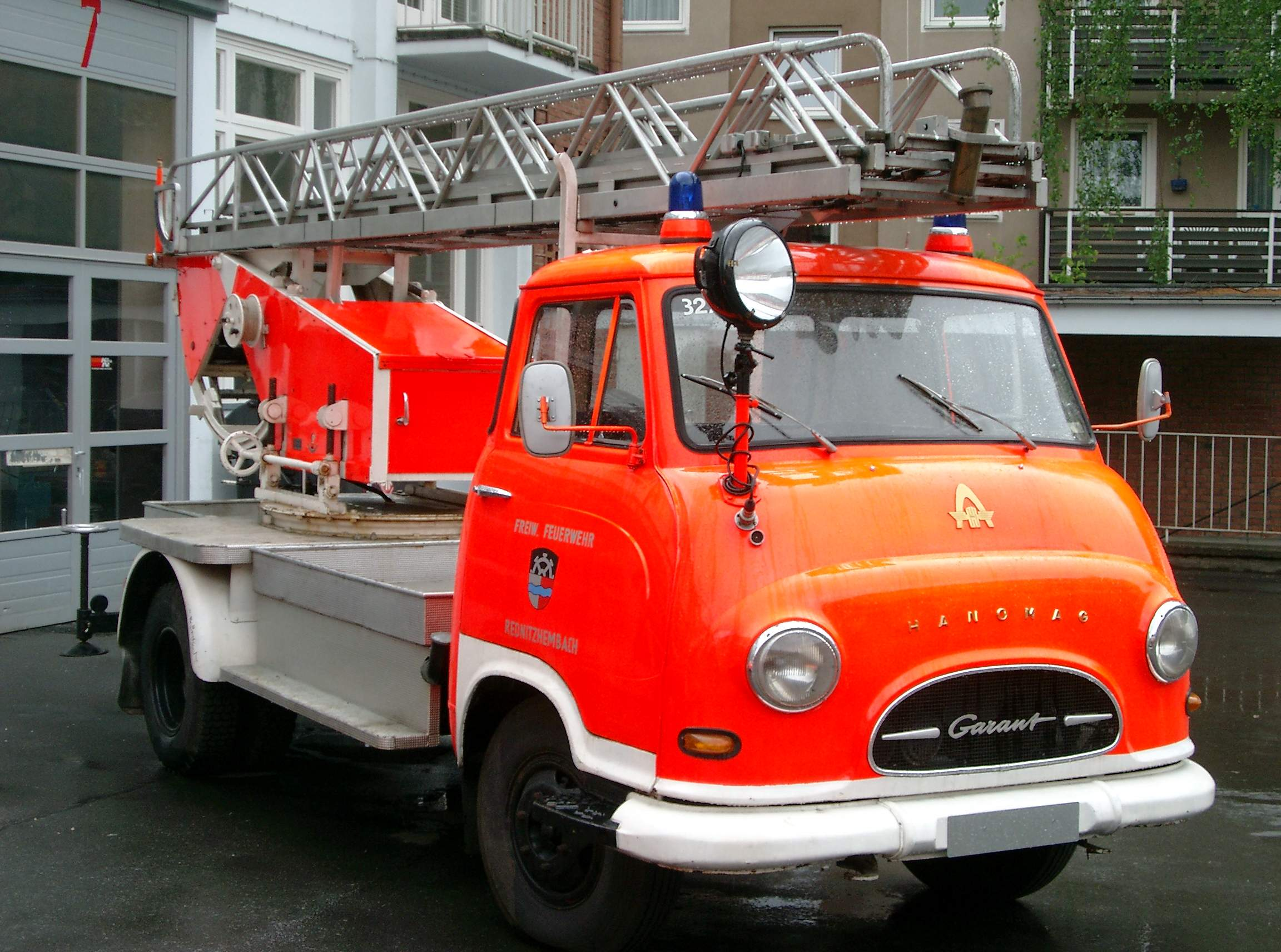
Hanomag Garant
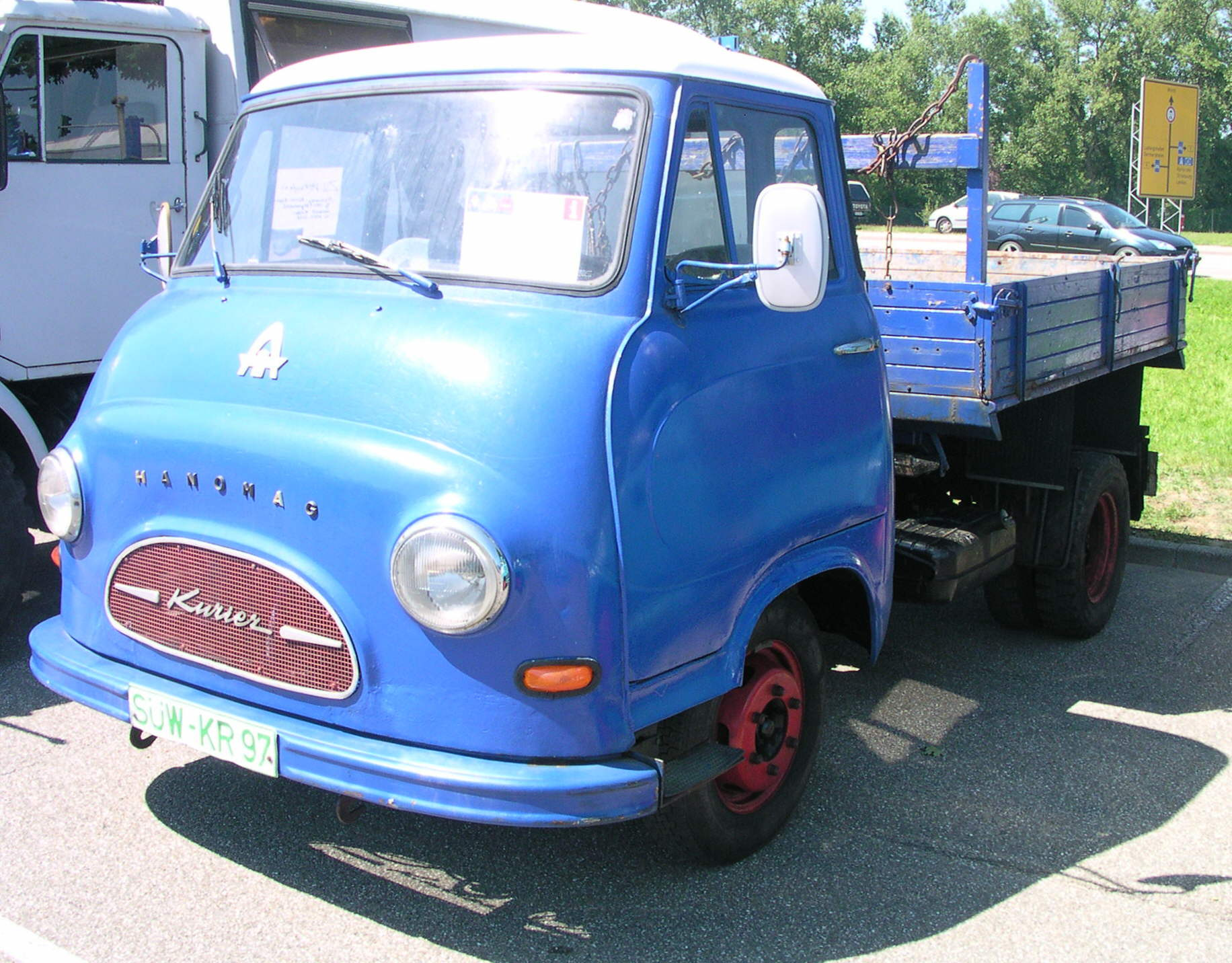
Hanomag Kurier
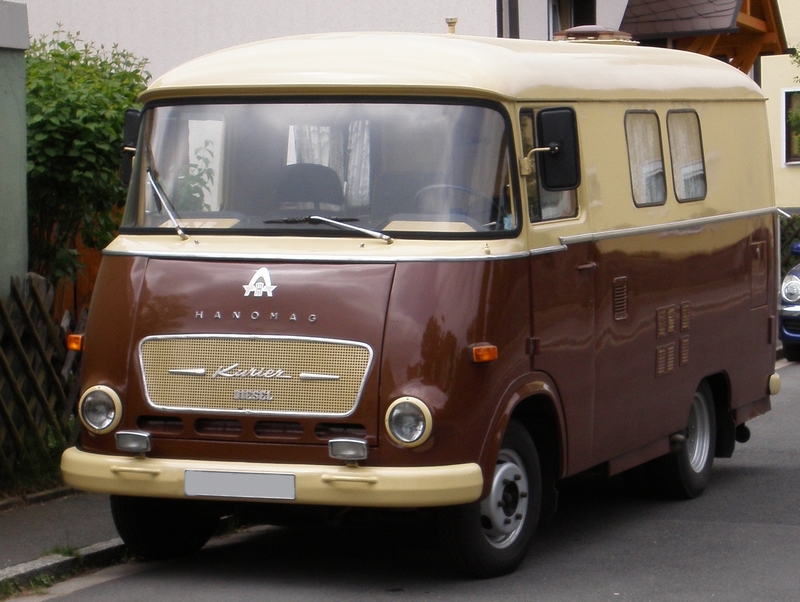
Hanomag Kurier II Diesel

Die Kurier-Baureihe wurde 1967 durch die Hanomag F-Reihe ersetzt, die etwas wuchtiger als die Vorgängerreihe wirkte. Die von Louis Lucien Lepoix entworfenen kubisch gezeichneten Fahrerhäuser waren als Kurzhauber mit nach vorne abfallender Motorhaube konzipiert. Die Modellpalette begann bei 2,1 Tonnen Nutzlast mit dem Modell F 45. Größtes Modell war der 1969 erschienene F 86 mit gut 5 Tonnen Nutzlast bei 8,5 Tonnen Gesamtgewicht. Die Bezeichnungen gaben das ungefähre Gesamtgewicht in 100 kg an (F 45 also 4,5 Tonnen Gesamtgewicht). Nach der Übernahme der Nutzfahrzeugsparte durch Daimler-Benz im Jahr 1971 wurde die F-Reihe parallel zu den vergleichbaren Transportern Mercedes-Benz T 2 noch bis 1973 weitergebaut und danach durch letztere vollständig ersetzt.

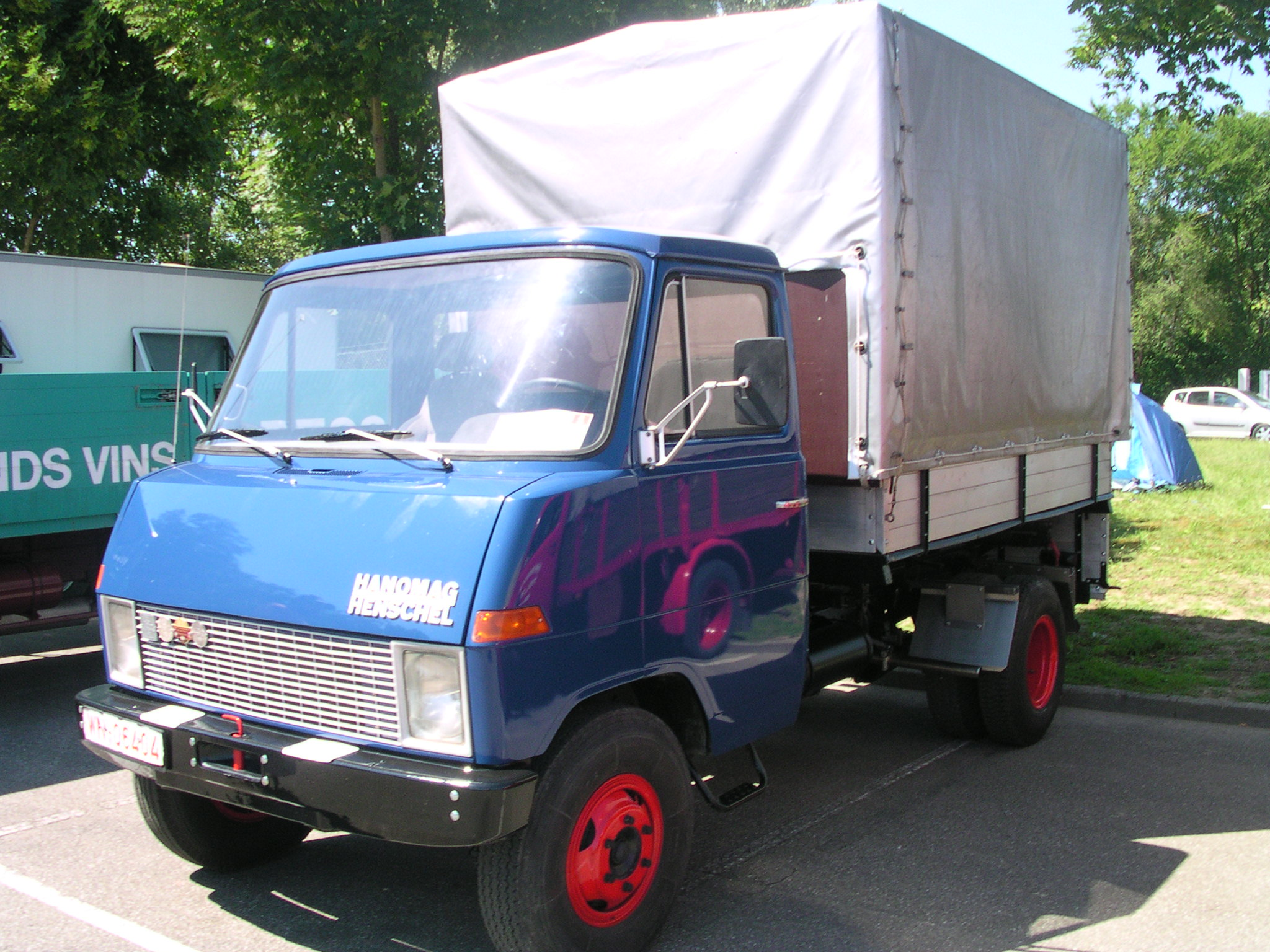
Hanomag F 55
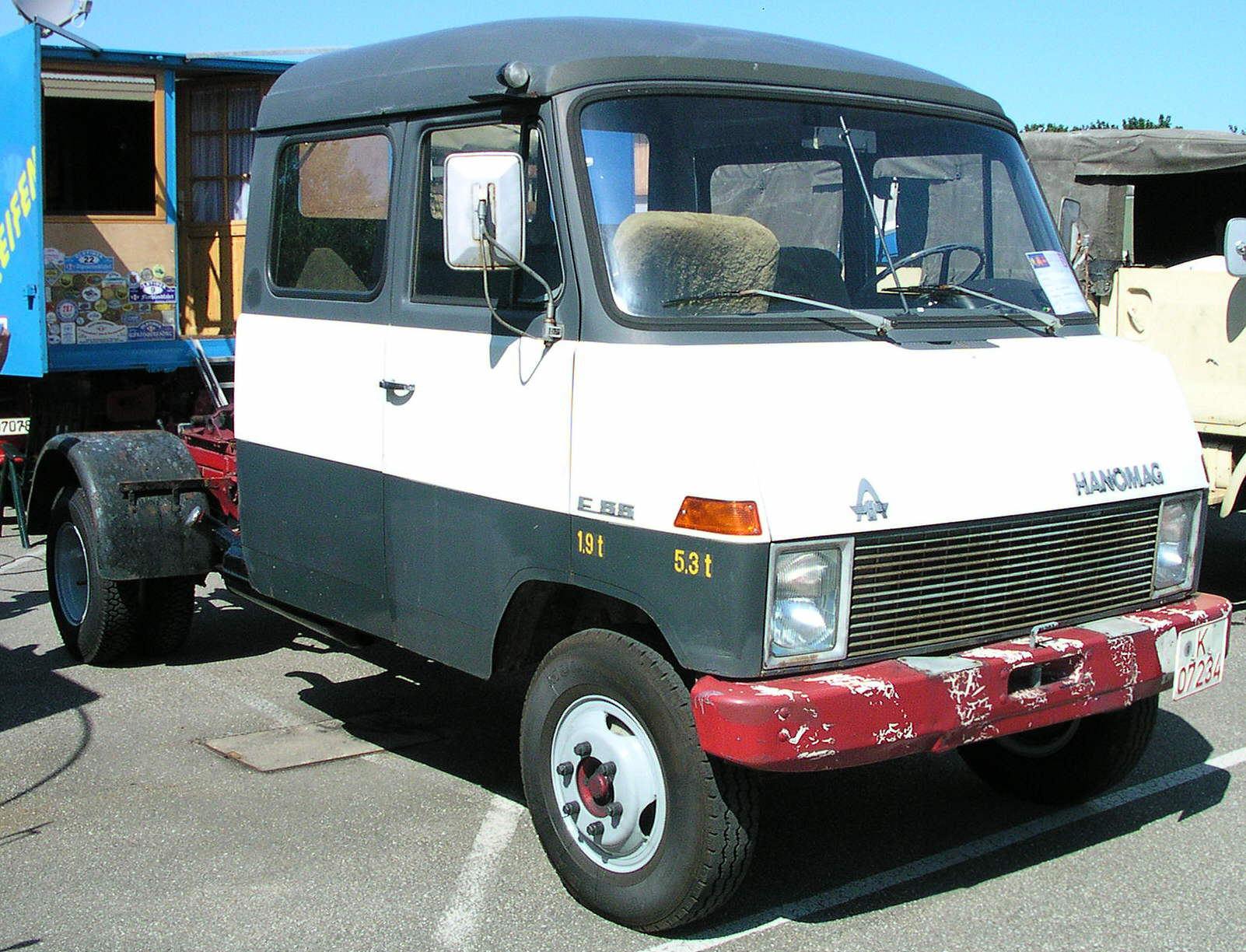
Hanomag F 55 Doppelkabine
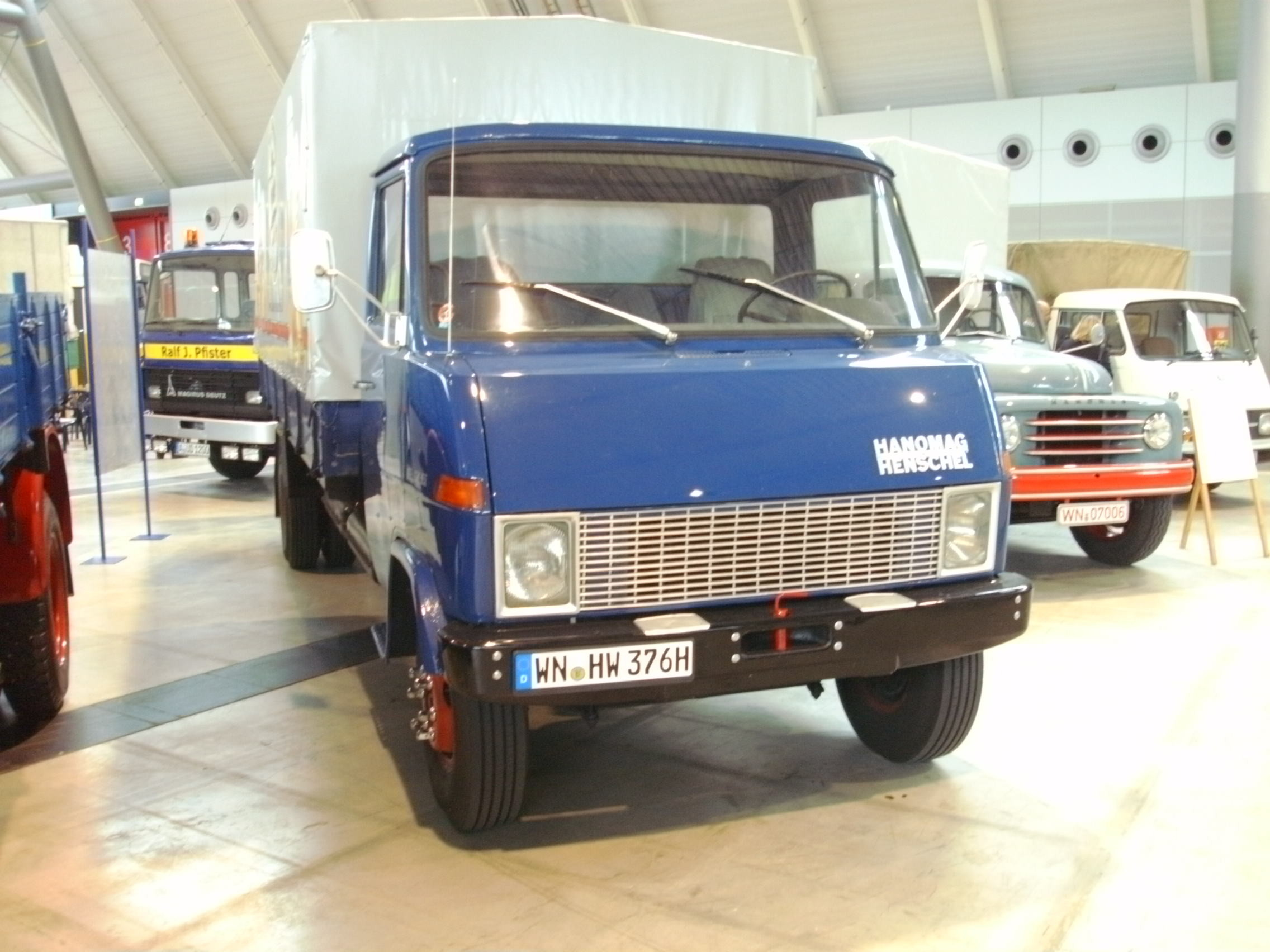
Hanomag F 76

#### Kleintransporter
Hanomag kooperierte seit 1955 mit dem Vidal & Sohn Tempo-Werk in Hamburg-Harburg. Nachdem dessen Gründer Oscar Vidal 1965 seine letzten Anteile an dem Werk an die Rheinstahl abgegeben hatte, wurden die hier produzierten Kleintransporter Tempo Matador E fortan als Hanomag verkauft und 1967 durch die noch von Vidal & Sohn entwickelten Modelle F 20 bis F 35 (Harburger Transporter) ersetzt. Sie wurden später als Mercedes-Benz 206 noch bis 1977 weitergebaut und durch den Mercedes-Benz T 1 abgelöst.

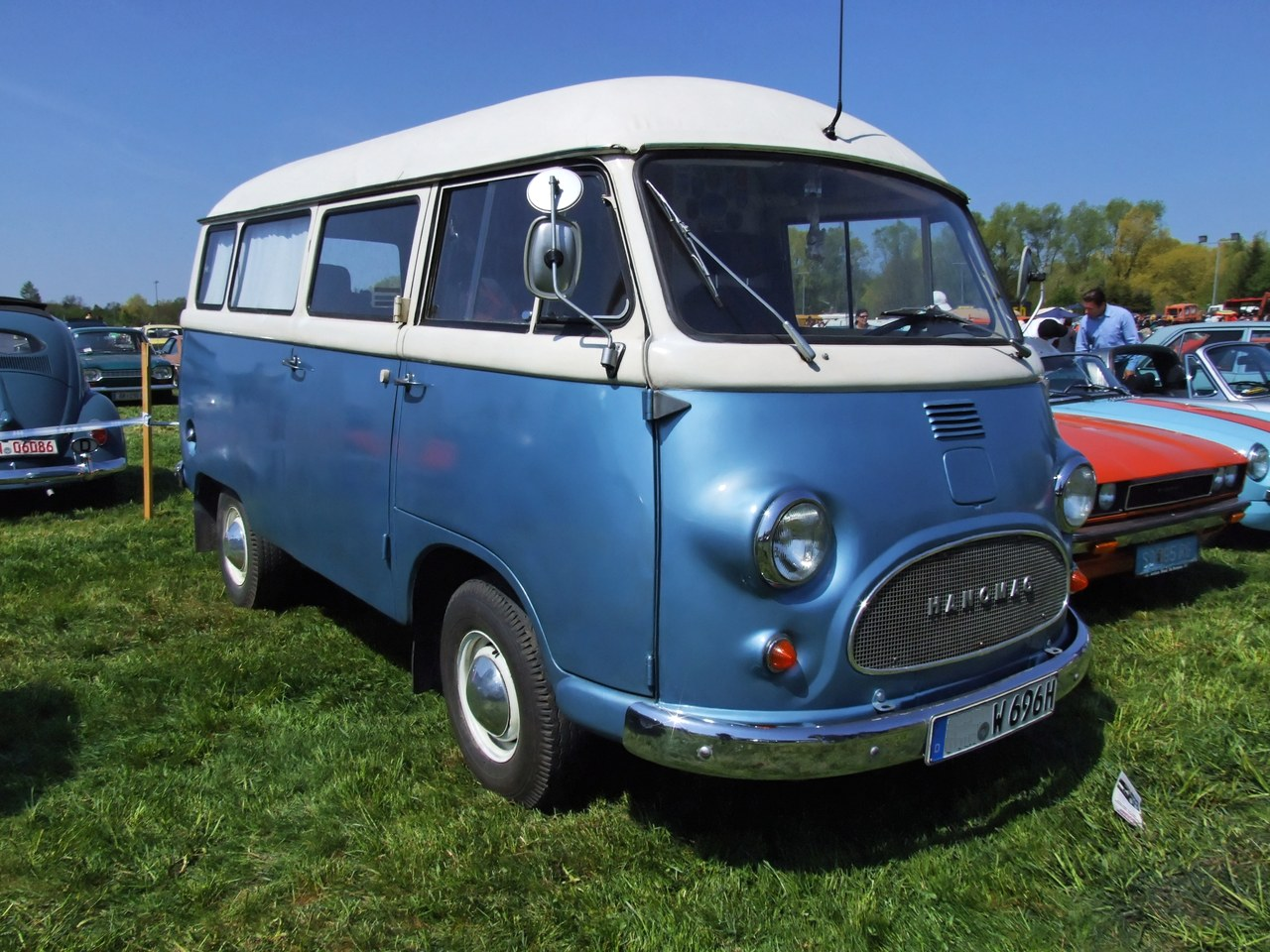
Tempo Matador E Kleinbus
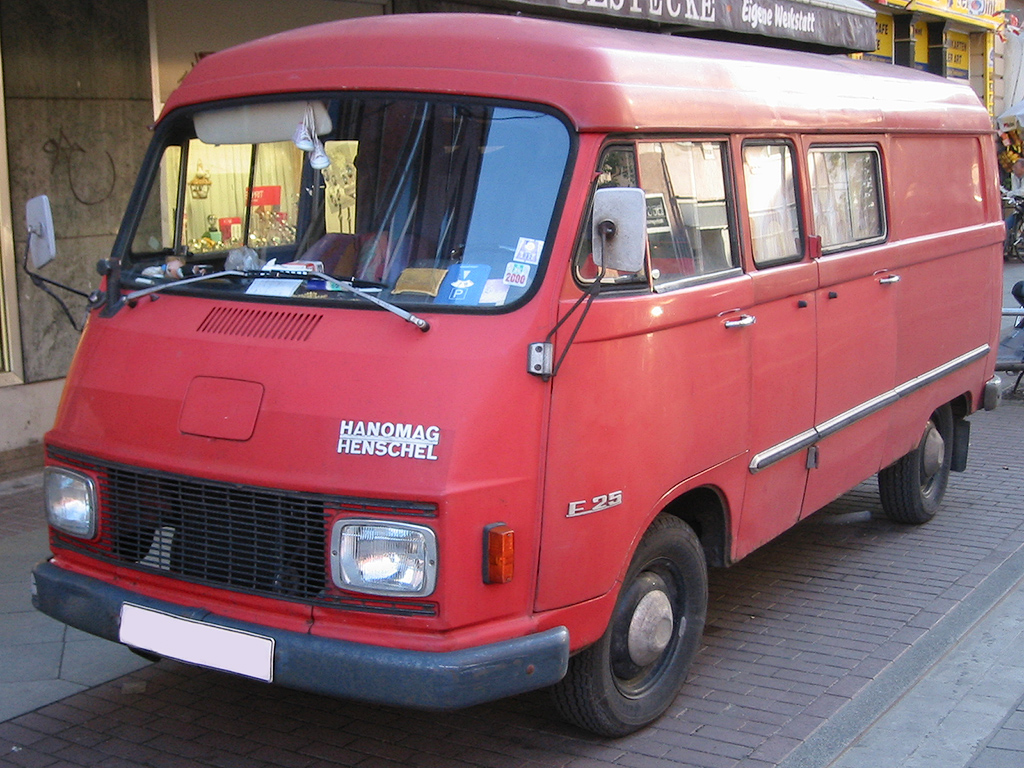
Hanomag-Henschel F 25 (Harburger Transporter)
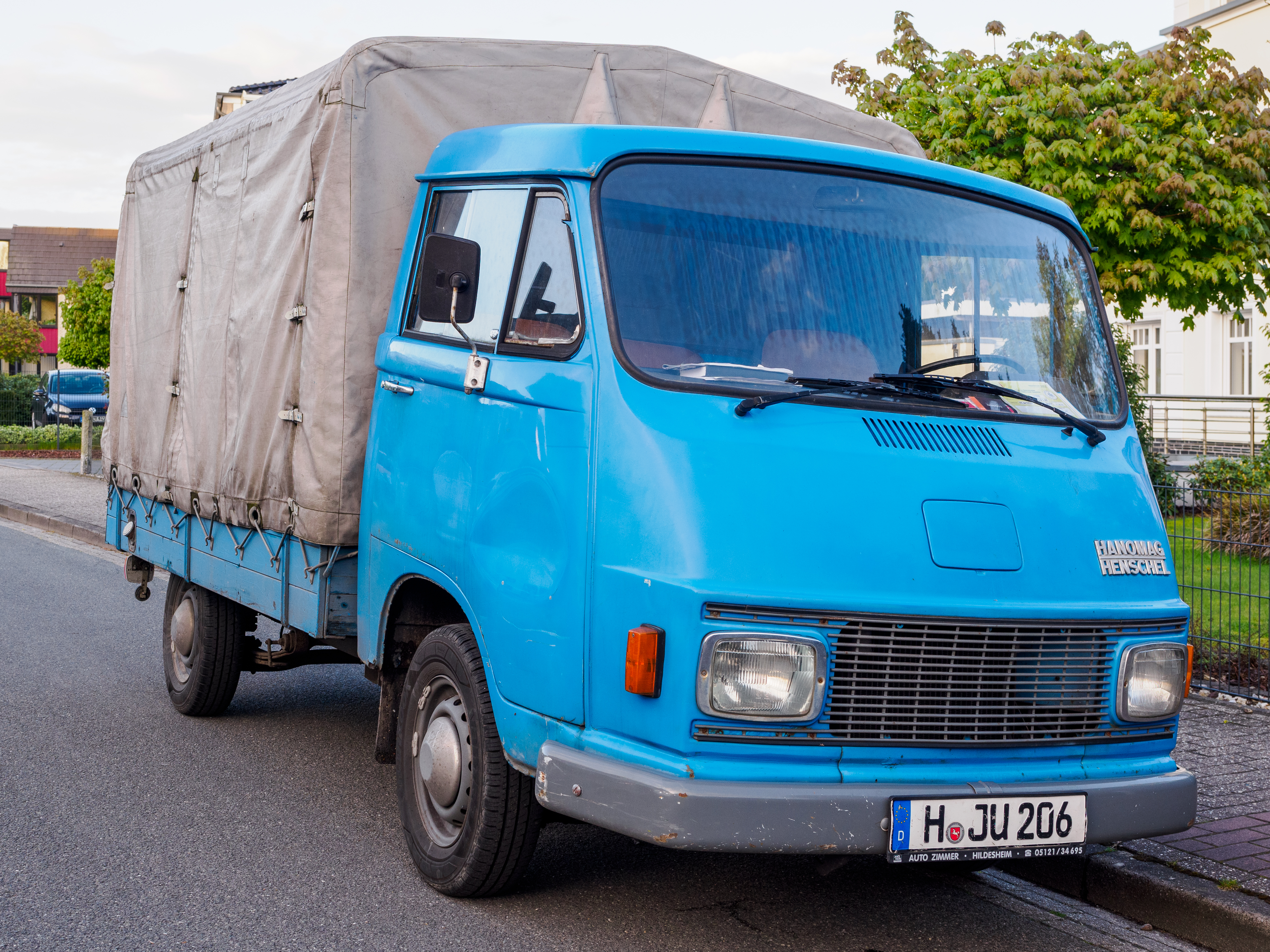
Hanomag-Henschel F Pritschenaufbau

### Personenwagen
Von 1925 bis 1941 lieferte Hanomag Kleinwagen und Pkw der Mittelklasse aus. Eine Wiederaufnahme der Pkw-Produktion im Jahre 1951 scheiterte. Der Volksmund kommentierte die schlichte Bauweise des Typs 2/10 aus dem Jahr 1924 mit dem Spitznamen „Kommissbrot“ und dem Spruch: „Zwei Kilo Blech, ’ne Dose Lack – fertig ist der Hanomag“.
Ein außergewöhnlicher, weil mit Dieselmotor ausgestatteter Rennwagen, der auf dem Hanomag Rekord Diesel aufbaute, heimste im Februar 1939 vier Weltrekorde ein.
| Typ                                    | Bauzeitraum | Zylinder  | Hubraum  | Leistung            | Vmax         |
| -------------------------------------- | ----------- | --------- | -------- | ------------------- | ------------ |
| Typ P (2/10 PS), Spitzname Kommissbrot | 1925–1928   | 1 stehend | 502 cm³  | 10 PS (7,4 kW)      | 60 km/h      |
| Typ P (3/16 PS)                        | 1929–1930   | 4 Reihe   | 751 cm³  | 16 PS (11,8 kW)     | 75 km/h      |
| Typ 53 (3/16 PS)                       | 1930–1931   | 4 Reihe   | 797 cm³  | 16 PS (11,8 kW)     | 75 km/h      |
| Typ 63 (4/20 PS)                       | 1930–1931   | 4 Reihe   | 1097 cm³ | 20 PS (14,7 kW)     | 80 km/h      |
| Typ N 53 (3/17 PS)                     | 1931–1932   | 4 Reihe   | 797 cm³  | 17 PS (12,5 kW)     | 75 km/h      |
| Typ N 63 (4/23 PS)                     | 1931–1932   | 4 Reihe   | 1097 cm³ | 23 PS (16,9 kW)     | 82 km/h      |
| Typ 900 (3/18 PS)                      | 1932–1934   | 4 Reihe   | 898 cm³  | 18 PS (13,2 kW)     | 80 km/h      |
| Typ 11 (4/23 PS)                       | 1932–1934   | 4 Reihe   | 1097 cm³ | 23 PS (16,9 kW)     | 82 km/h      |
| Typ 15 (6/32 PS)                       | 1933–1934   | 4 Reihe   | 1504 cm³ | 32 PS (23,5 kW)     | 98 km/h      |
| Garant Typ 11/4                        | 1934–1935   | 4 Reihe   | 1097 cm³ | 23 PS (16,9 kW)     | 82 km/h      |
| Rekord Typ 15 K                        | 1934–1936   | 4 Reihe   | 1504 cm³ | 32 PS (23,5 kW)     | 98 km/h      |
| Sturm Typ 22 K                         | 1934–1936   | 6 Reihe   | 2252 cm³ | 50 PS (37 kW)       | 110 km/h     |
| Kurier Typ 11 K                        | 1934–1938   | 4 Reihe   | 1097 cm³ | 23 PS (16,9 kW)     | 82 km/h      |
| Garant Typ 11/35                       | 1935–1936   | 4 Reihe   | 1097 cm³ | 23 PS (16,9 kW)     | 82 km/h      |
| Garant Typ 11/36                       | 1936–1938   | 4 Reihe   | 1097 cm³ | 23 PS (16,9 kW)     | 82 km/h      |
| Sturm Typ 23 K                         | 1936–1939   | 6 Reihe   | 2252 cm³ | 50–55 PS (37–40 kW) | 110–114 km/h |
| Sturm Typ 23 KI                        | 1936–1939   | 6 Reihe   | 2252 cm³ | 50–55 PS (37–40 kW) | 110–114 km/h |
| Rekord Typ 15 K                        | 1937–1938   | 4 Reihe   | 1504 cm³ | 35 PS (25,7 kW)     | 98 km/h      |
| Rekord Diesel Typ D 19 A               | 1937–1938   | 4 Reihe   | 1910 cm³ | 35 PS (25,7 kW)     | 90 km/h      |
| 1,3 Liter Typ 13                       | 1938–1941   | 4 Reihe   | 1298 cm³ | 32 PS (23,5 kW)     | 115 km/h     |
| Diesel Typ 19 K                        | 1939–1940   | 4 Reihe   | 1910 cm³ | 35 PS (25,7 kW)     | 90 km/h      |
| Partner (keine Serienfertigung)        | 1951        | 3 Reihe   | 697 cm³  | 28 PS (20,6 kW)     | 100 km/h     |

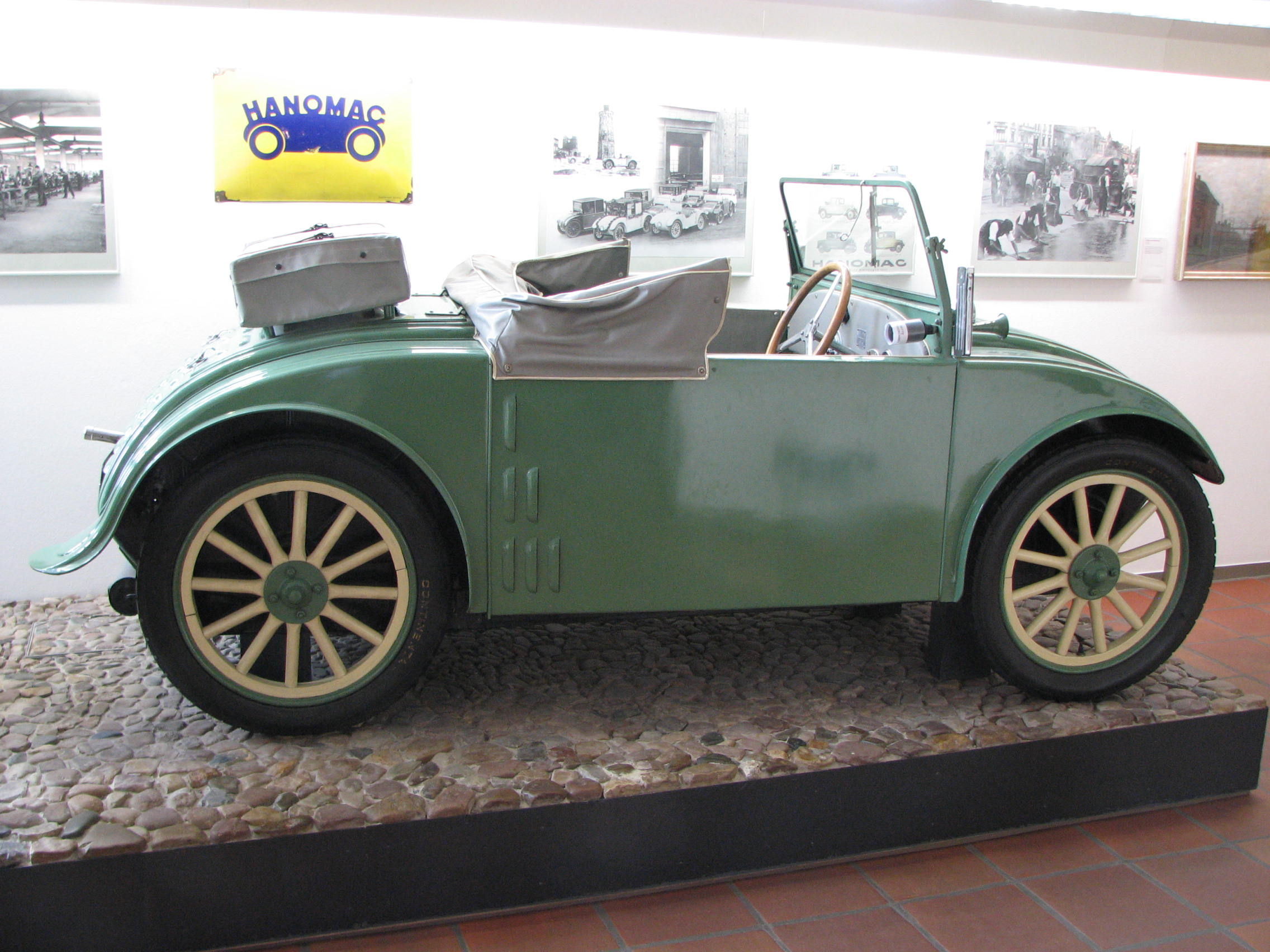
Kommissbrot Hanomag 2-10, 1926
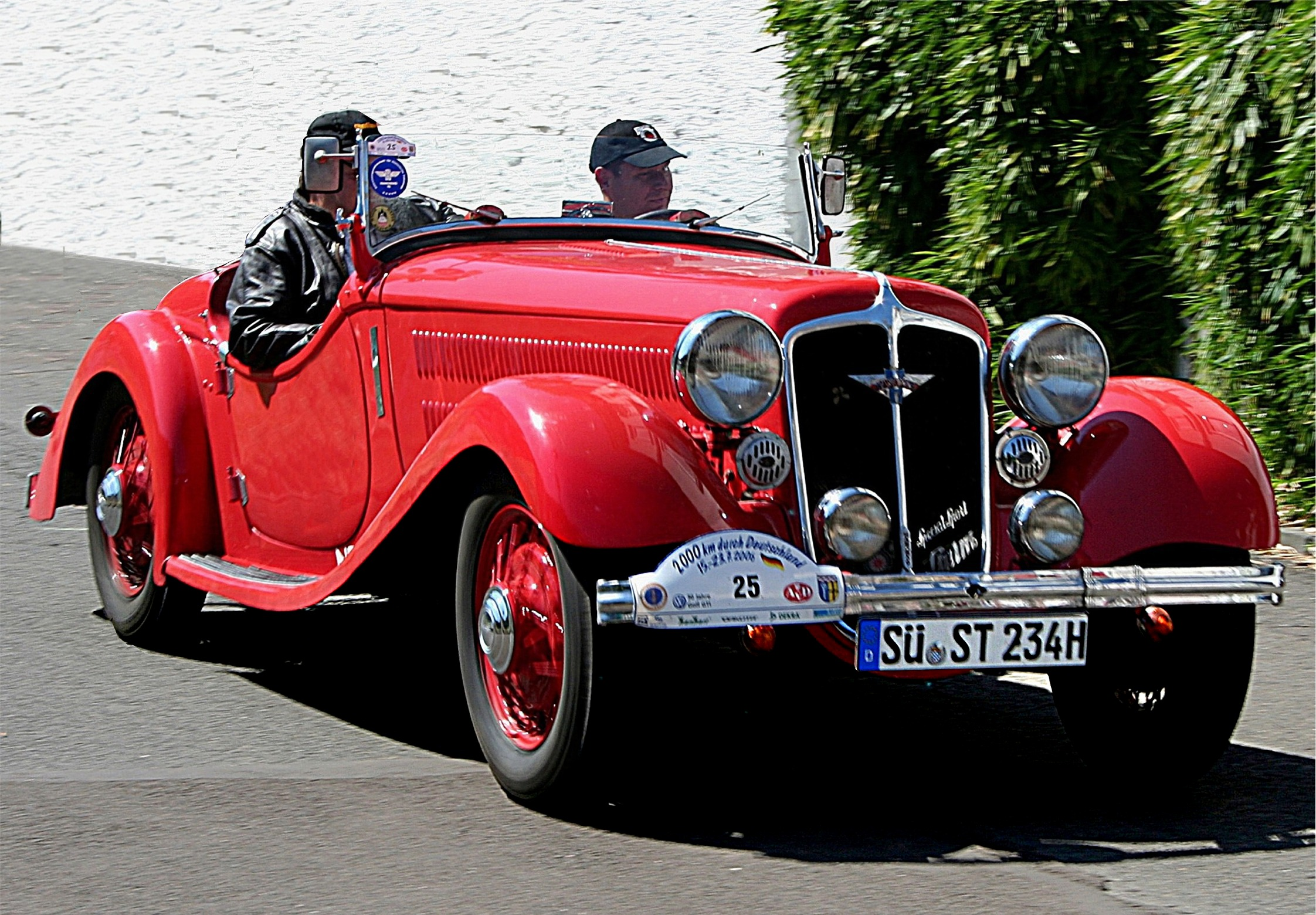
Hanomag Sturm Cabriolet, 6-Zylinder-Motor, 2252 cm³, 55 PS; Baujahr 1934
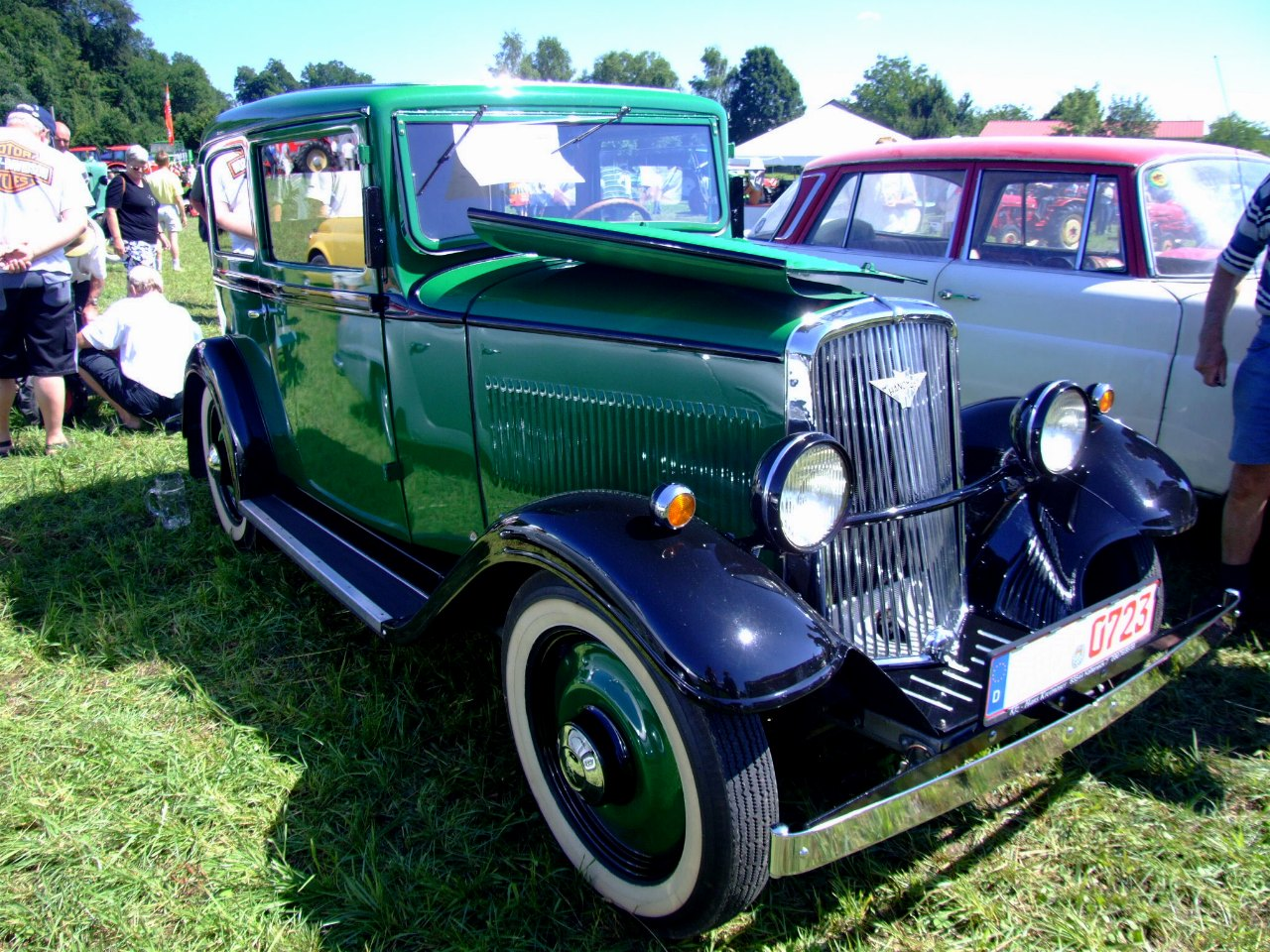
Hanomag Kurier (1935)
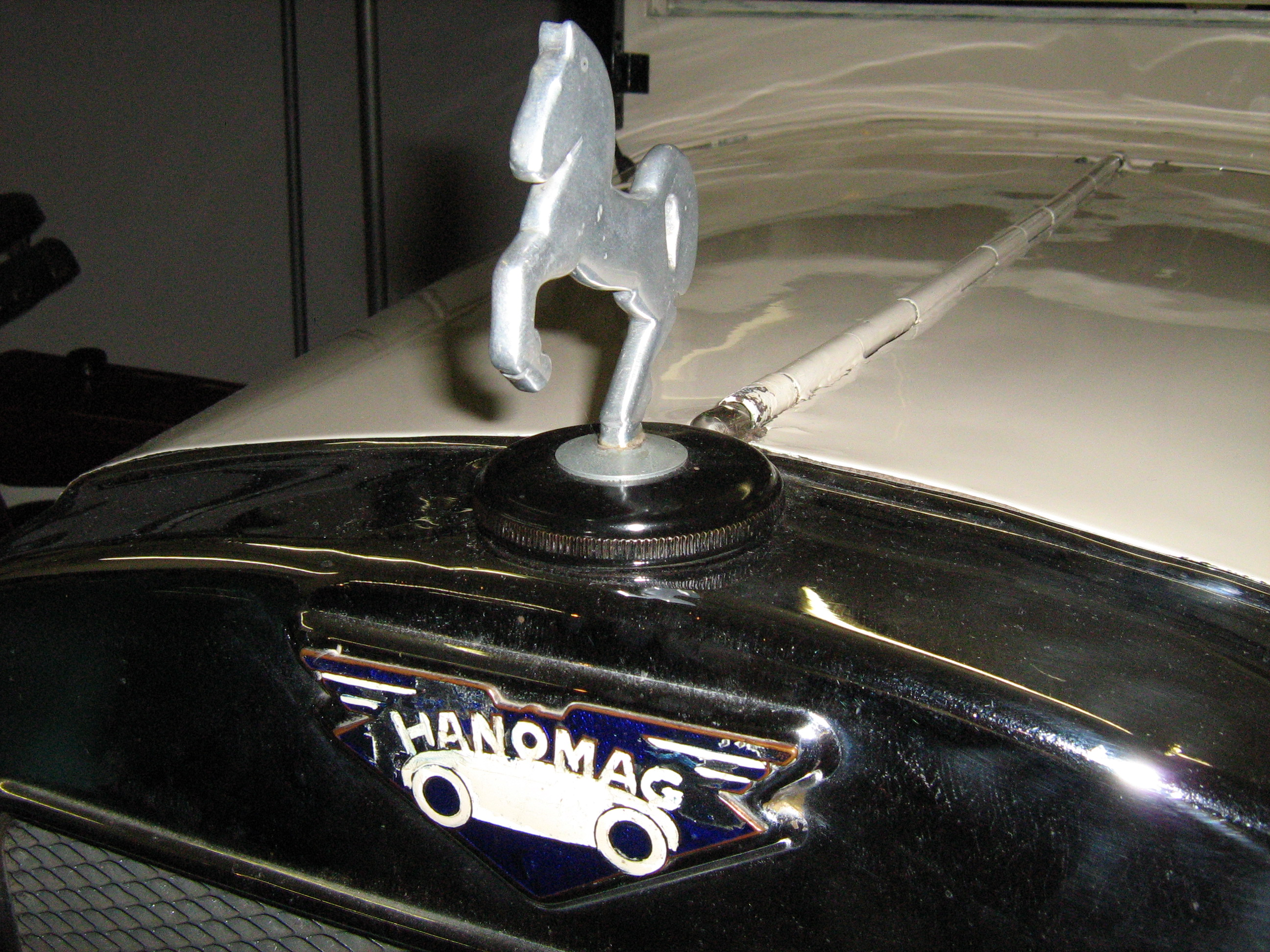
Hanomag-Emblem

### Traktoren

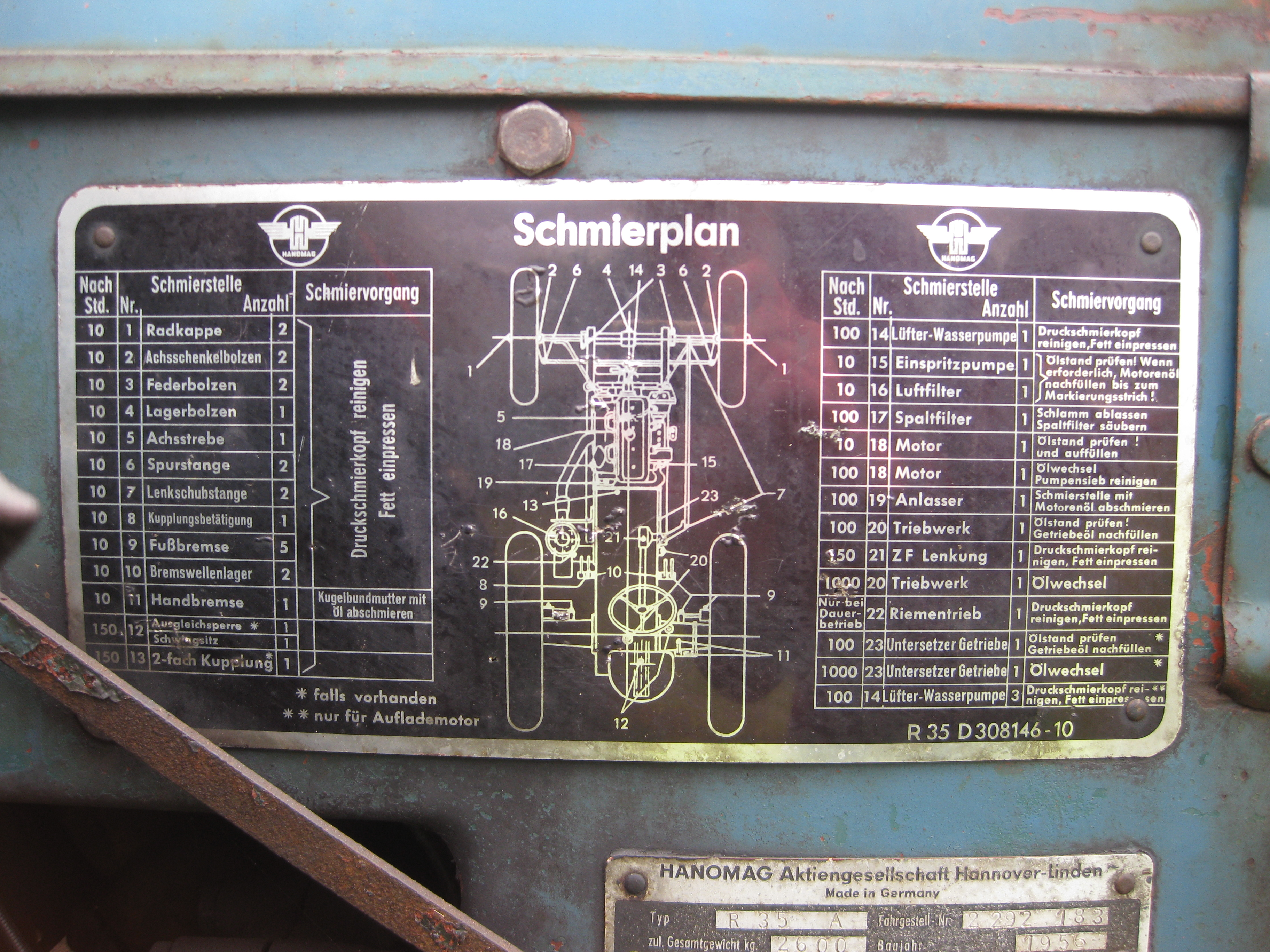
Sog. Schmierplan für Hanomag Traktoren

1912 nahm Hanomag die Produktion von Tragpflügen mit bis zu 80 PS starken Benzolmotoren auf. 1924 erschien der erste Ackerschlepper WD 26 (WD: System Wendeler und Dohrn) mit einem 26 PS starken Vierzylinder-Benzolmotor, 1931 der erste Dieselschlepper RD 36 mit einem 36-PS-Vierzylindermotor und 5,2 Litern Hubraum. Hanomag war 1939 und Anfang der 1950er Jahre Marktführer. 1951 entstand eine Reihe neuer Schlepper, basierend auf einem Baukastensystem mit 2-, 3- und 4-Zylinder-Motoren. 1953 folgte eine teilweise Umstellung auf Zweitakt-Dieselmotoren. Diese Motoren waren nicht ausgereift und wenig standfest, was einen massiven Einbruch der Verkaufszahlen zur Folge hatte. Von 1962 bis zur Einstellung der Produktion 1971 wurden nur noch Viertakt-Dieselschlepper gebaut.
Von 1912 bis 1971 verließen mehr als 250.000 Maschinen von 12 bis 92 PS die Werkshallen in Linden. Außerdem gab es Fertigungsstätten in Argentinien und Lizenzverträge mit dem spanischen Industriellen Eduardo Barreiros.
Das Landtechnik-Unternehmen Wilhelm Fricke GmbH kaufte nach der Hanomag-Insolvenz die Schlepper-Ersatzteile auf und verkauft diese bis in die 2010er Jahre noch. Das Unternehmen produziert Teile nach und ist dadurch der wichtigste Teileversorger für Hanomag-Traktoren.

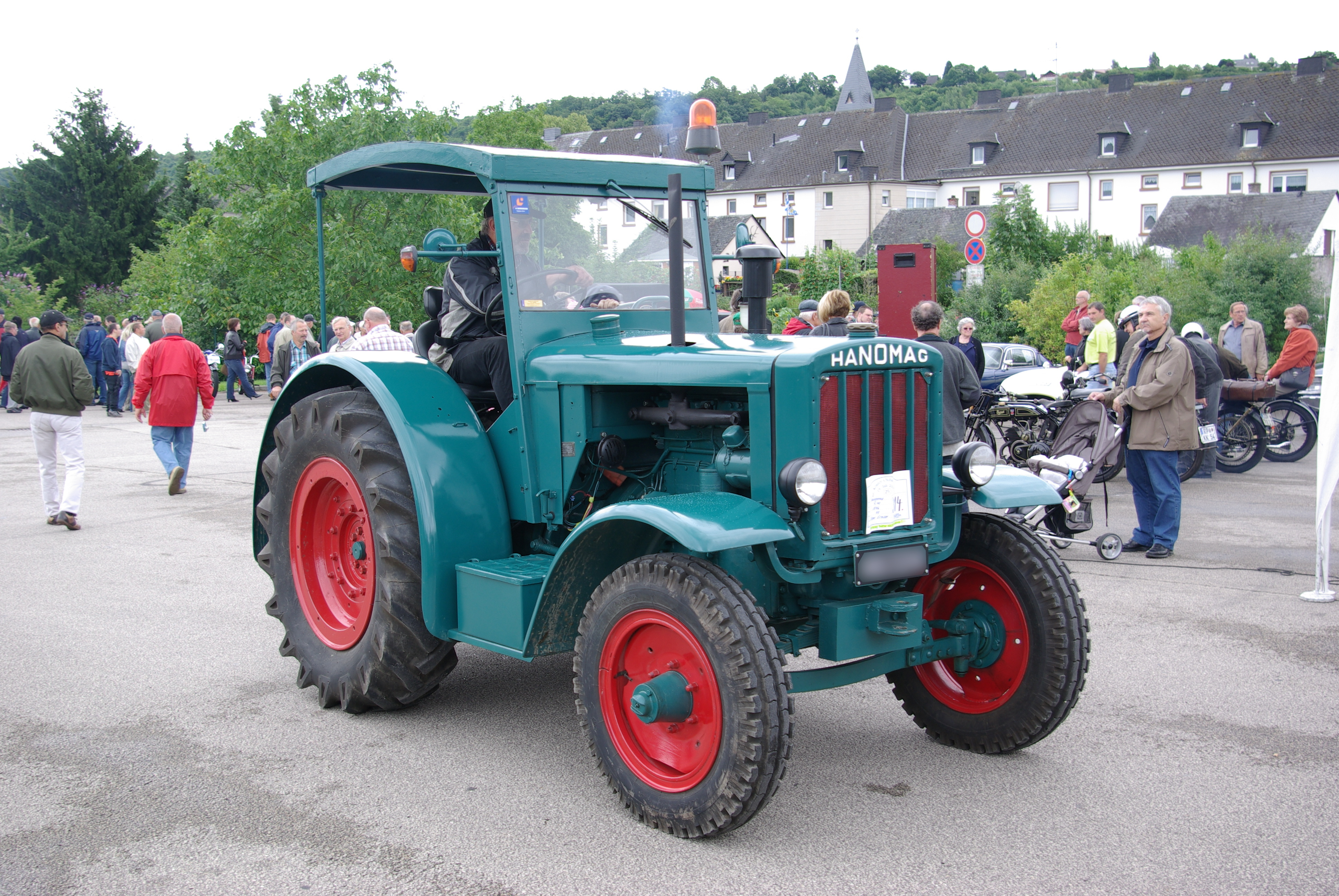
Hanomag R 40
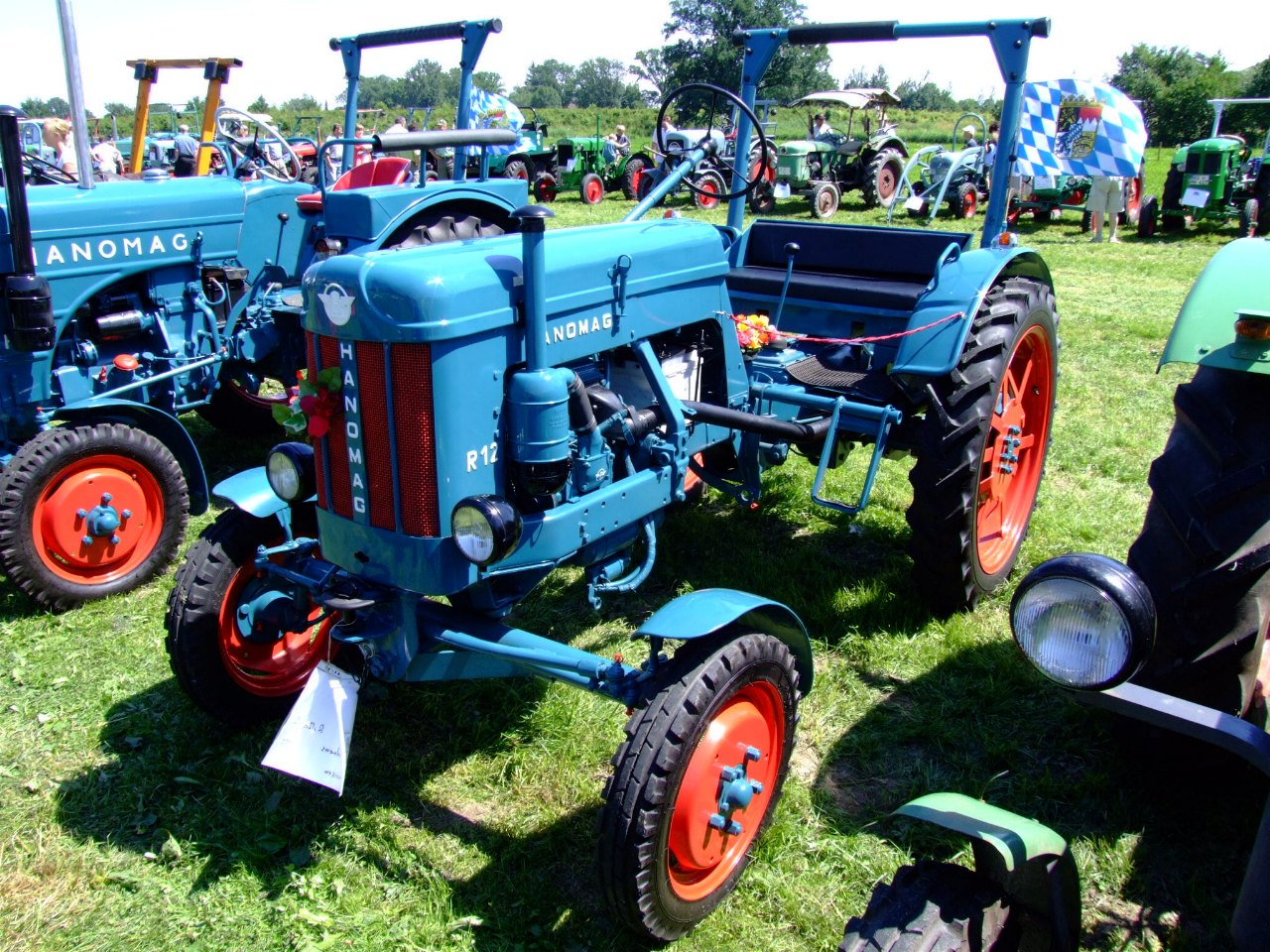
Hanomag R 12 A (1955)
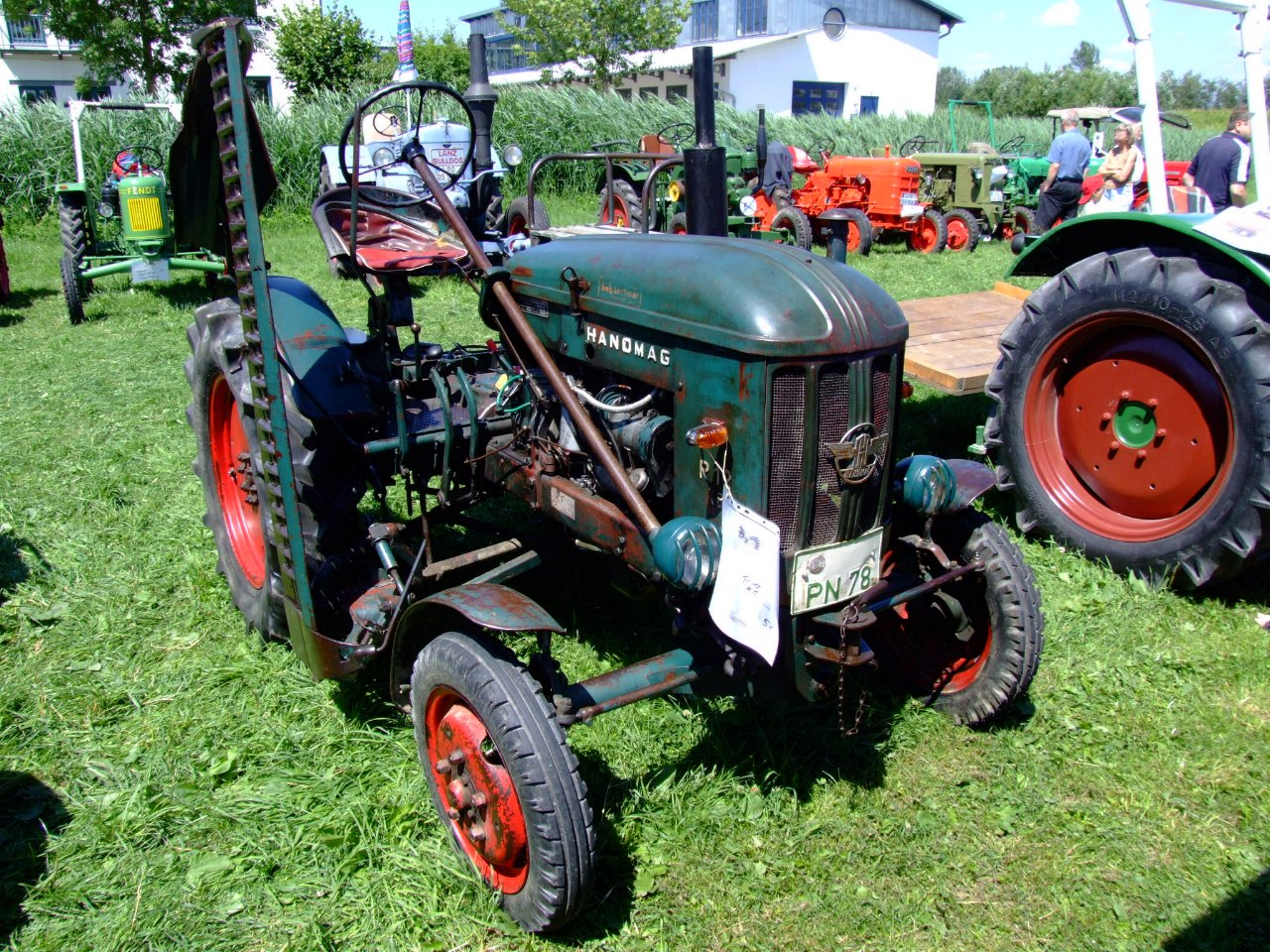
Hanomag R 12 KB (1956)
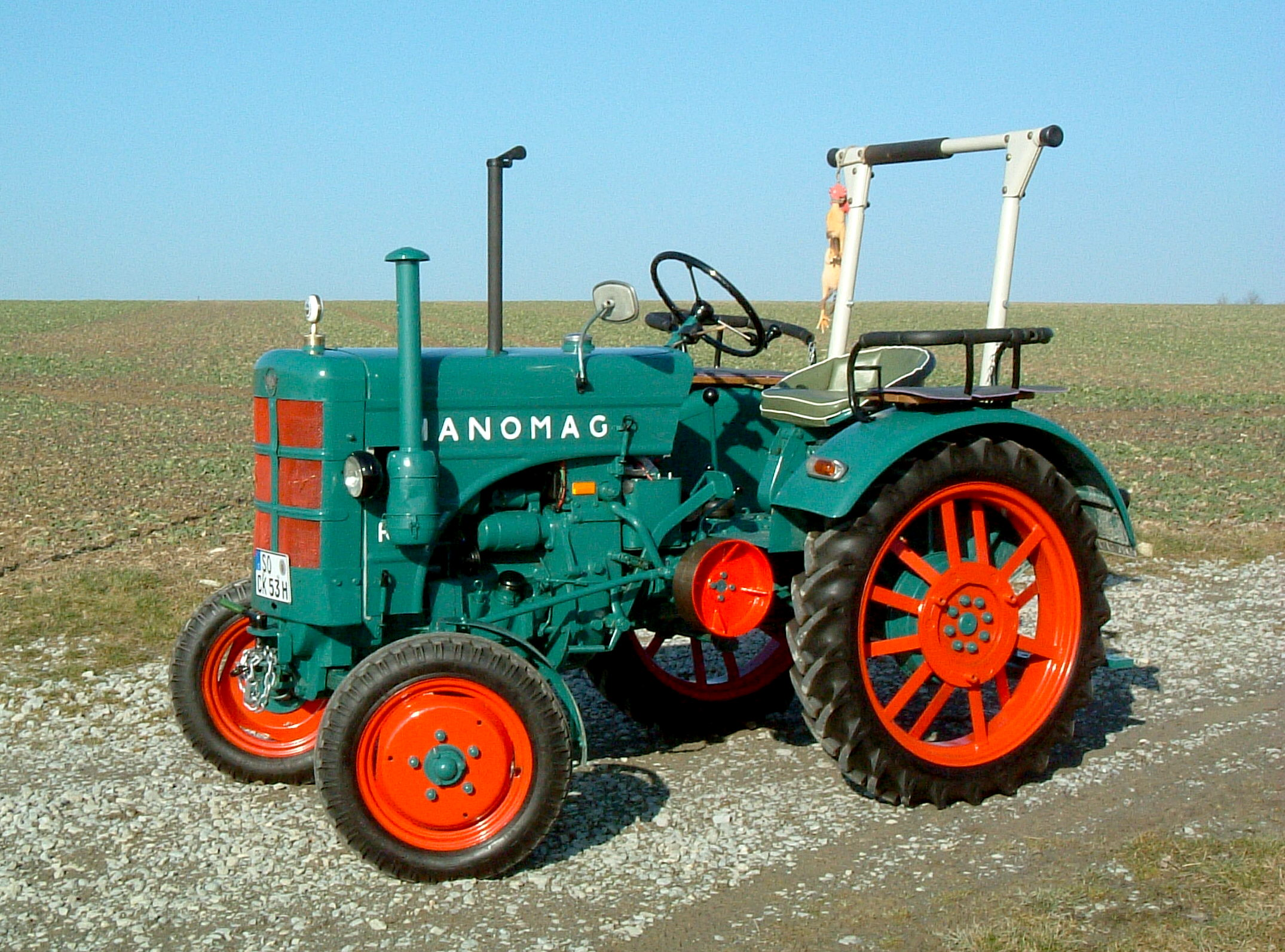
Hanomag R 16 (1953)
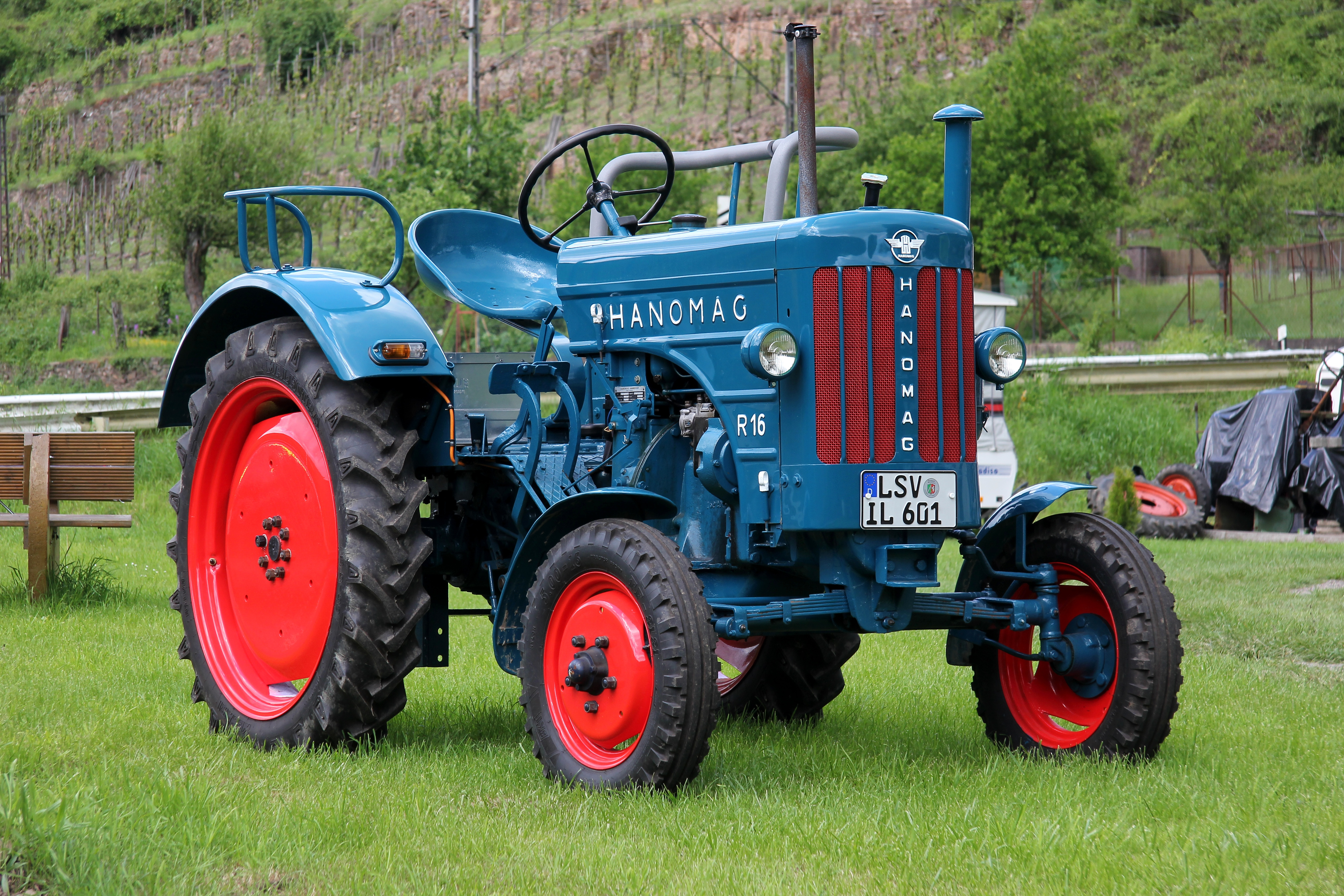
Hanomag R 16
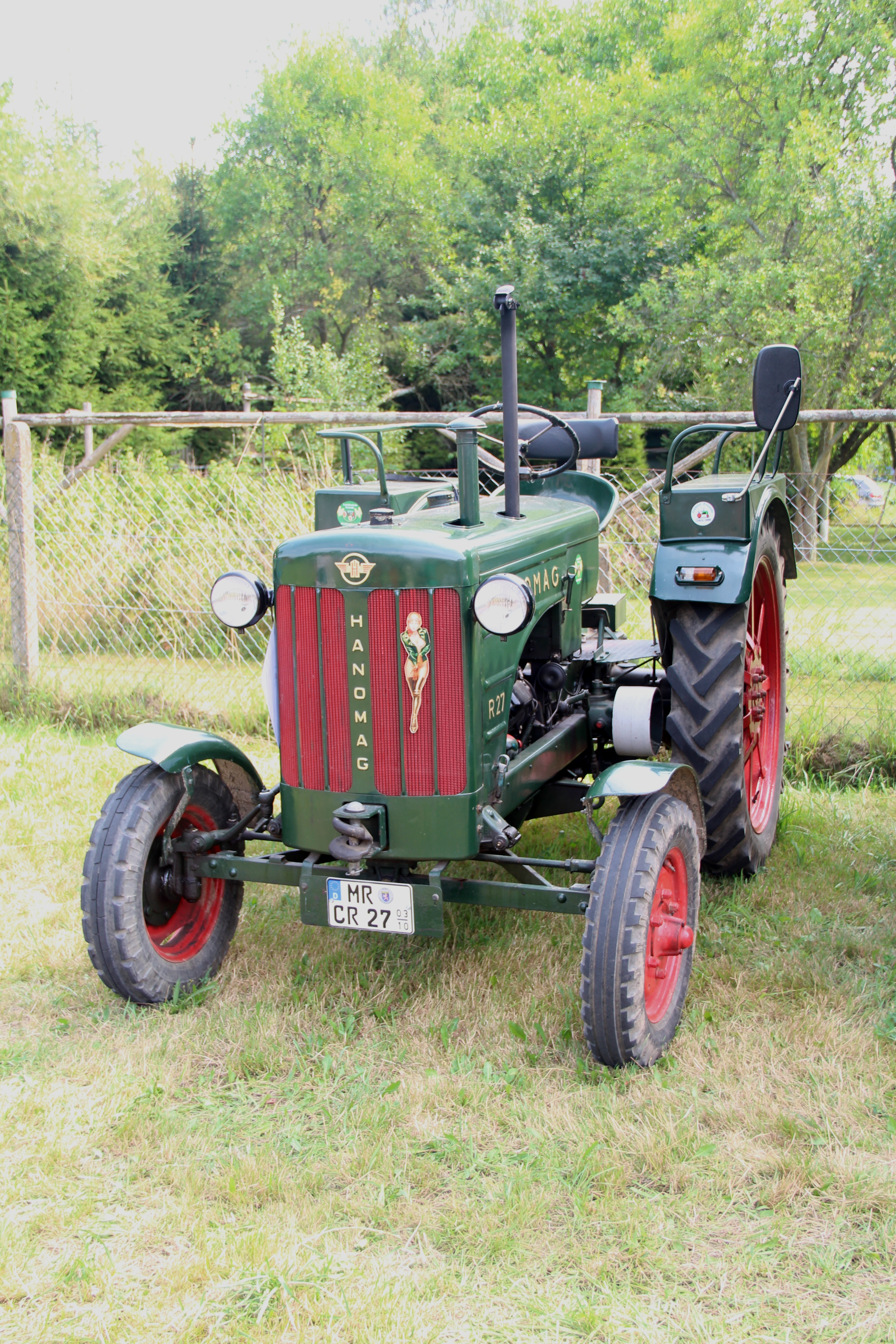
Hanomag R 27 (1953–1957)
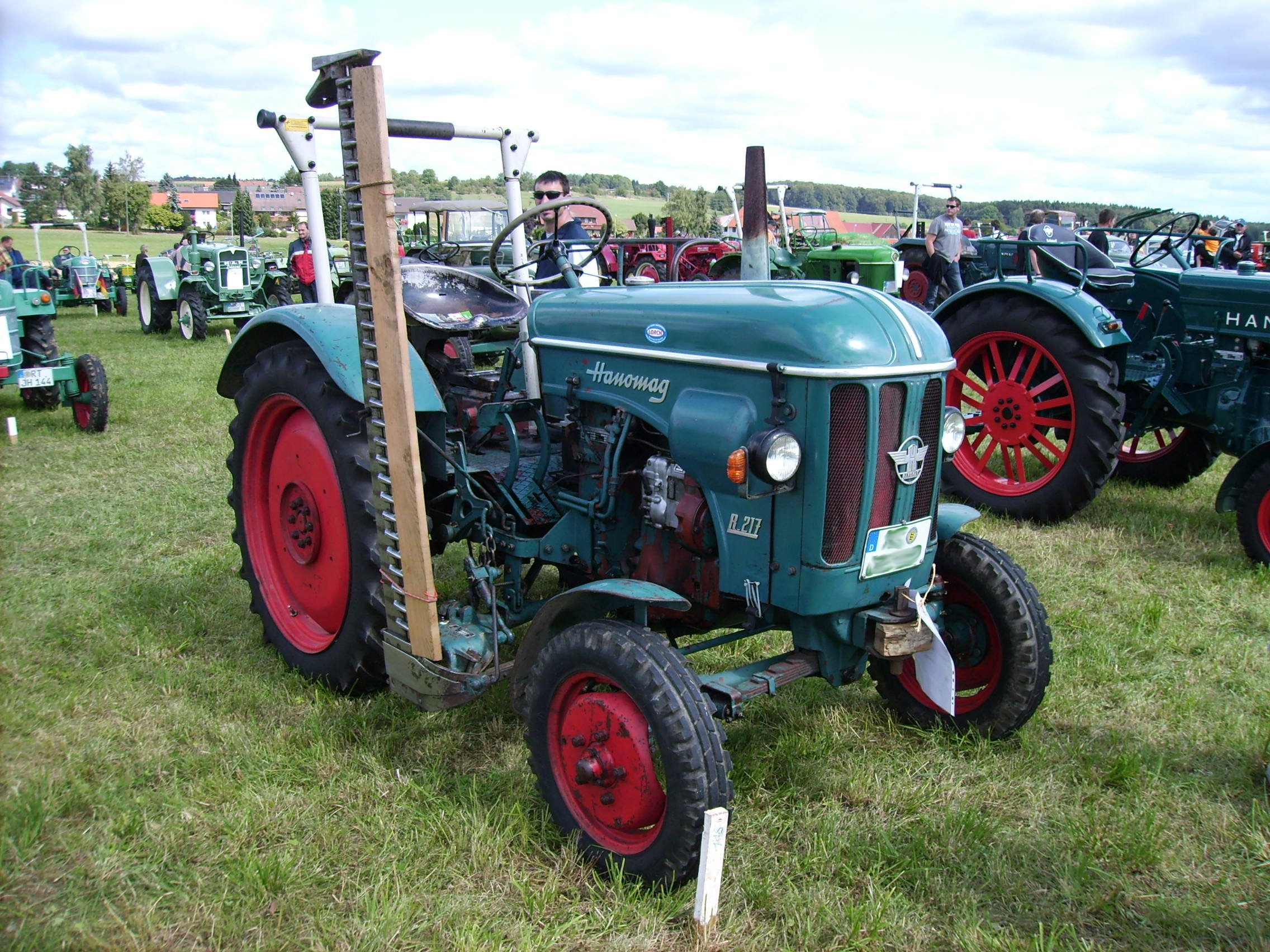
Hanomag R 217 (1958)
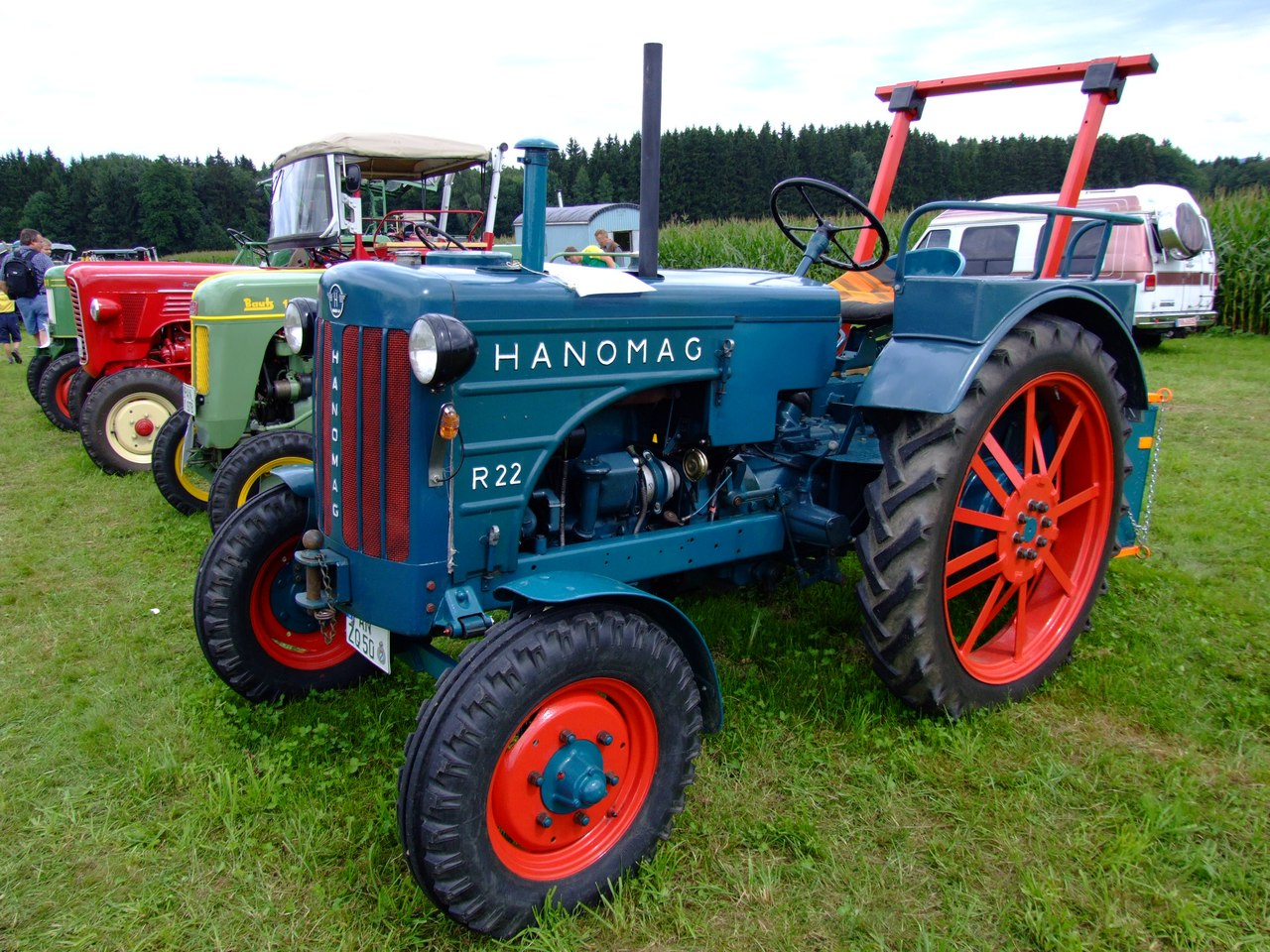
Hanomag R 22 (1954)
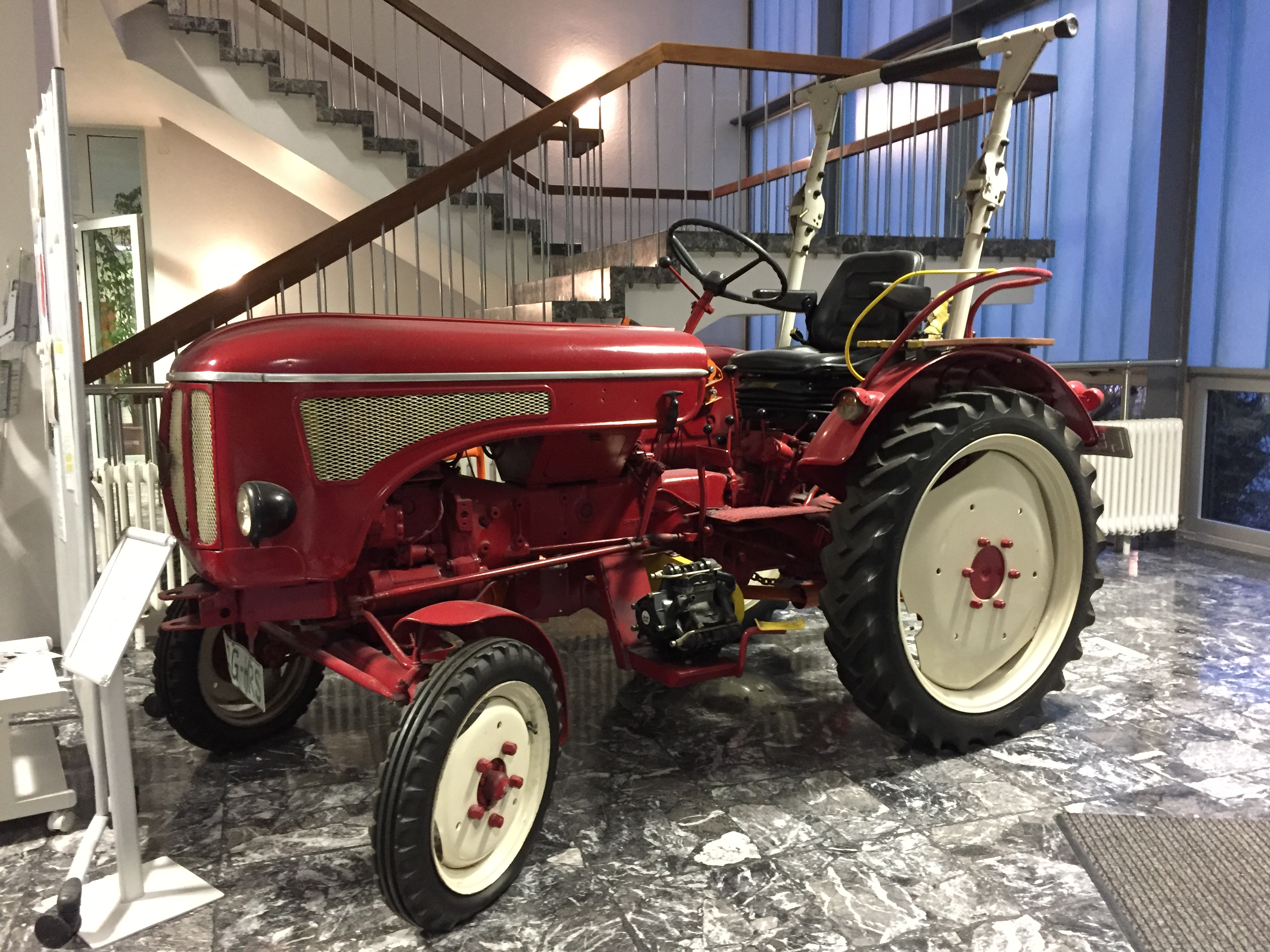
Hanomag C 115 Greif (1960)
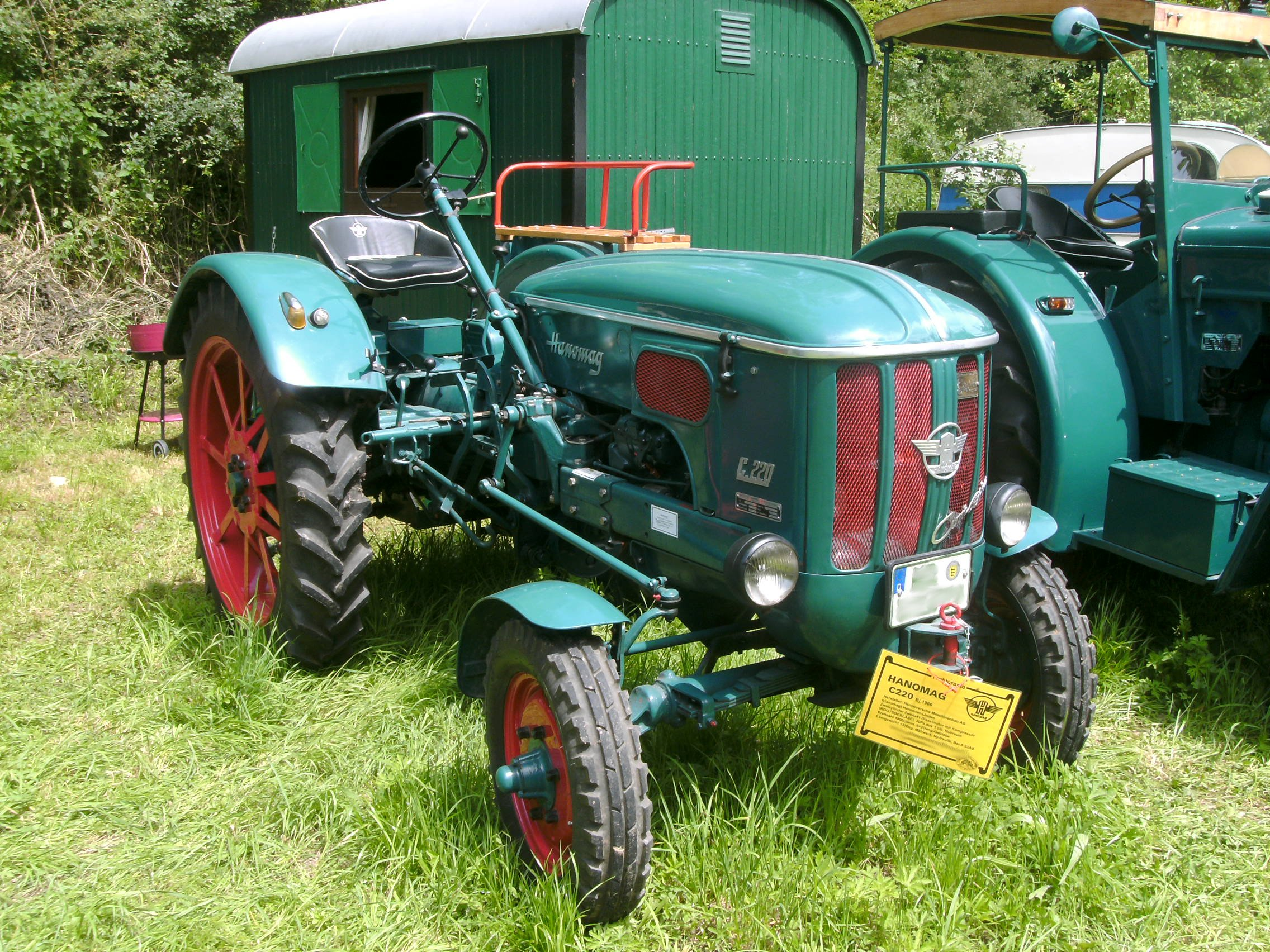
Hanomag C 220 (1960)
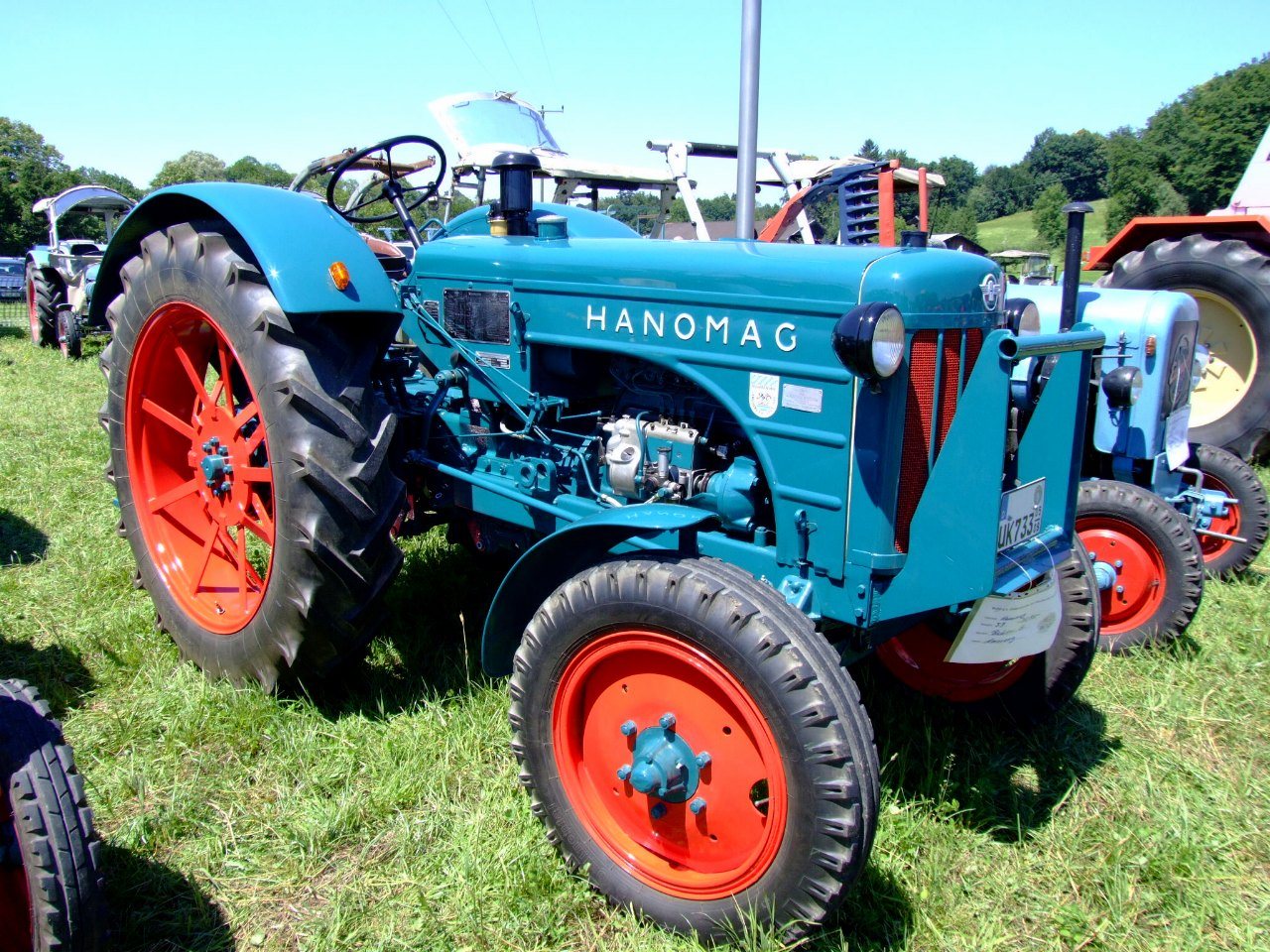
Hanomag R 35 A (1957)
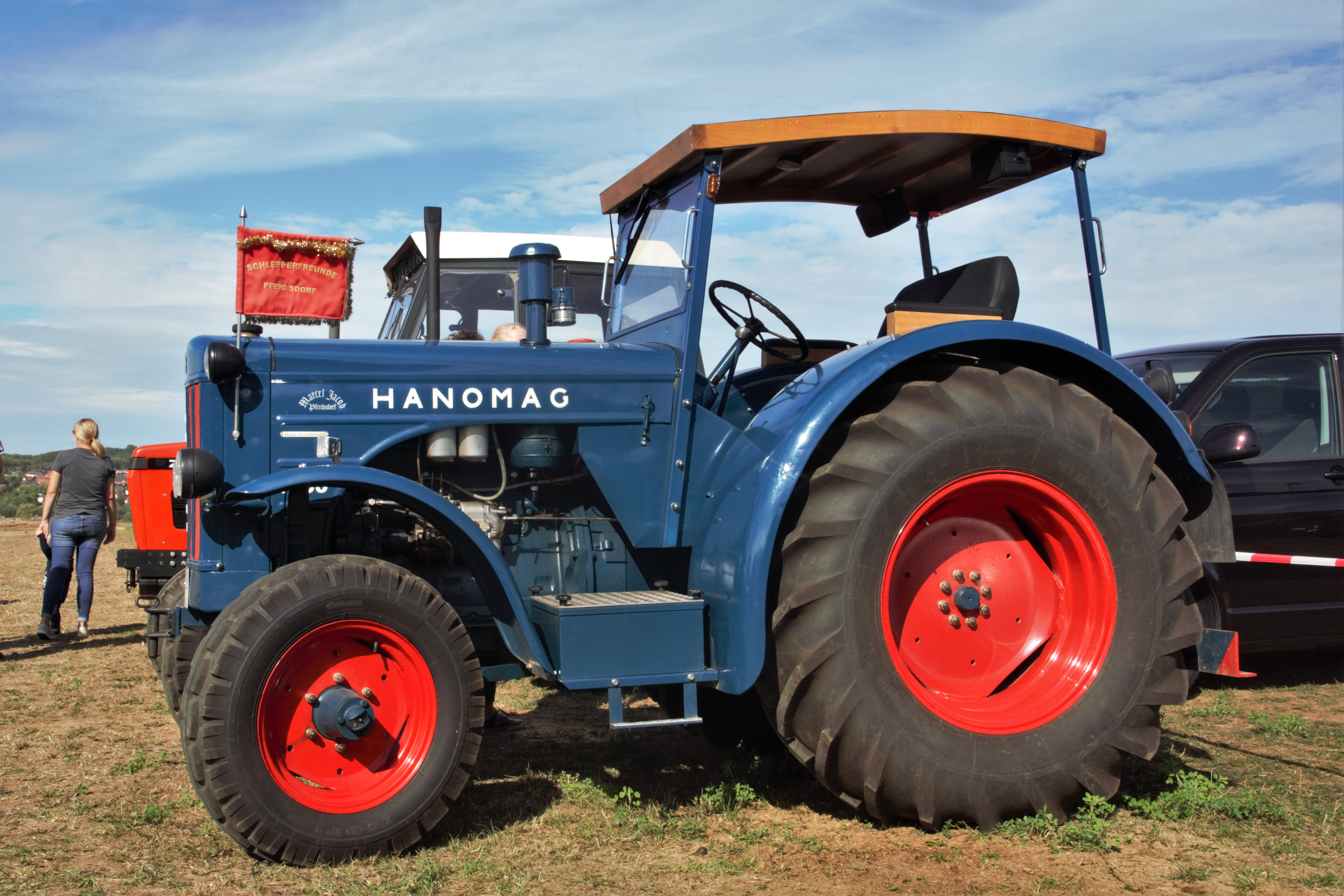
Hanomag R 55 (1958)
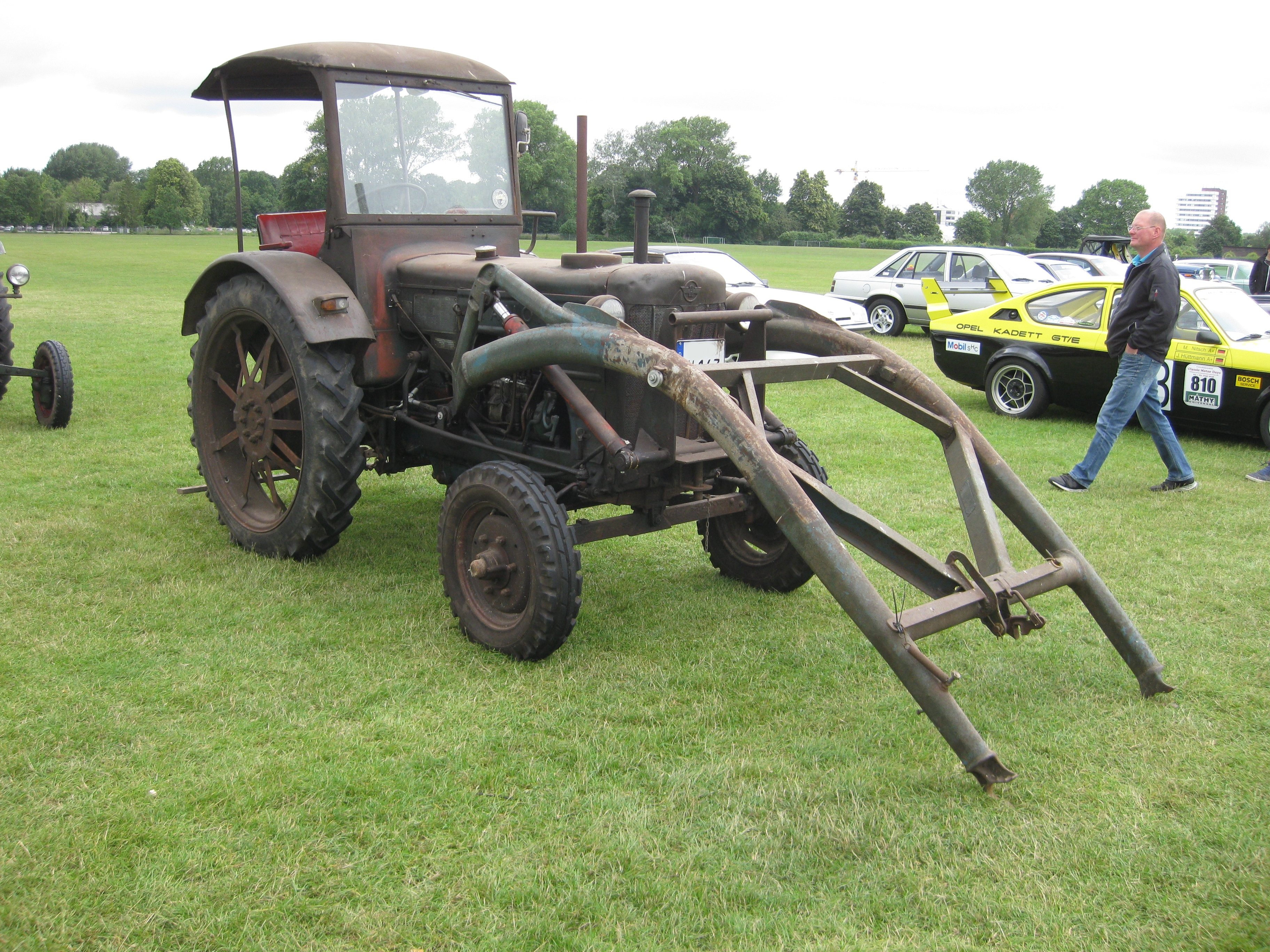
Hanomag mit Frontlader
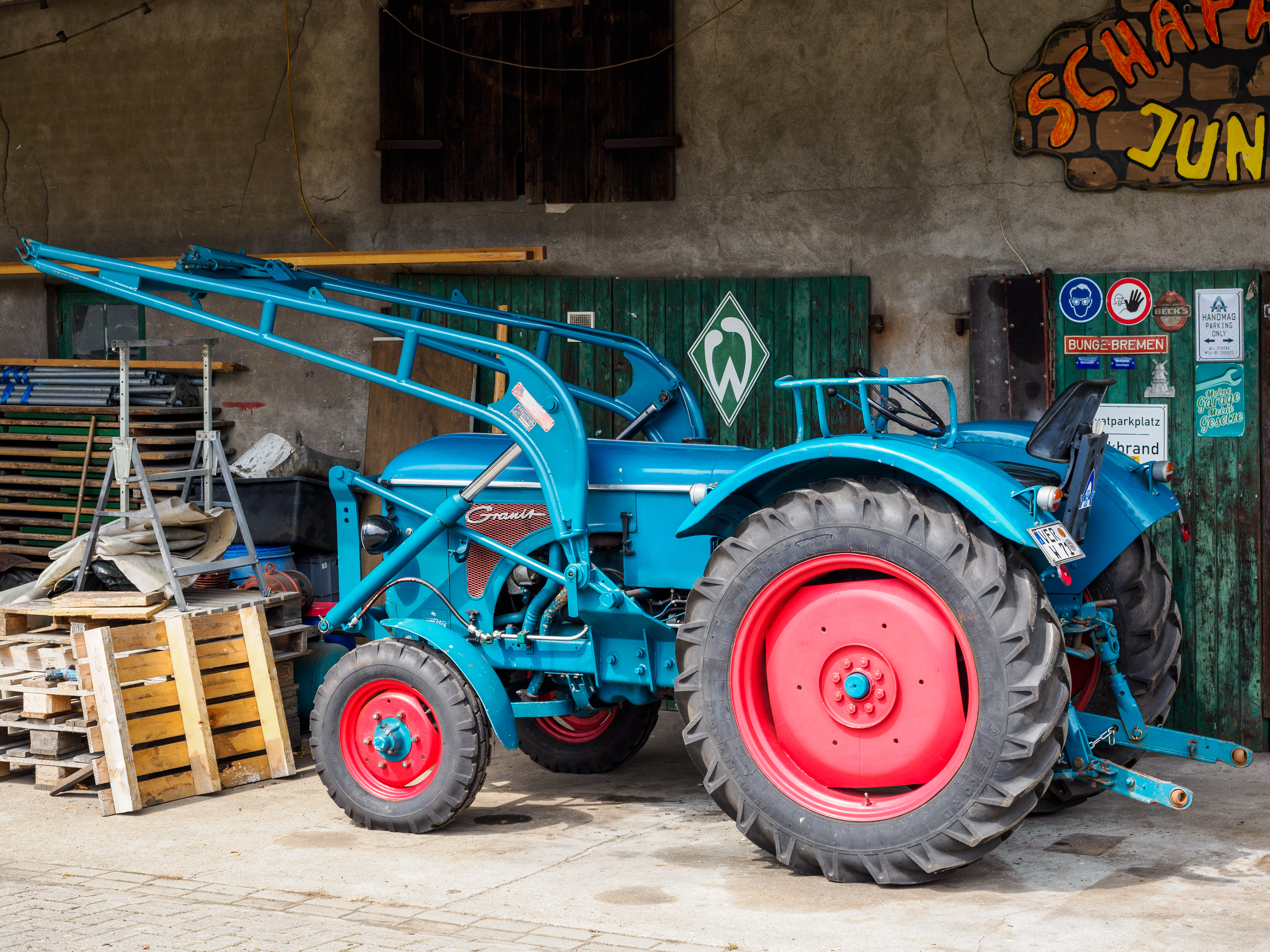
Hanomag R 332 Granit (1961/62)
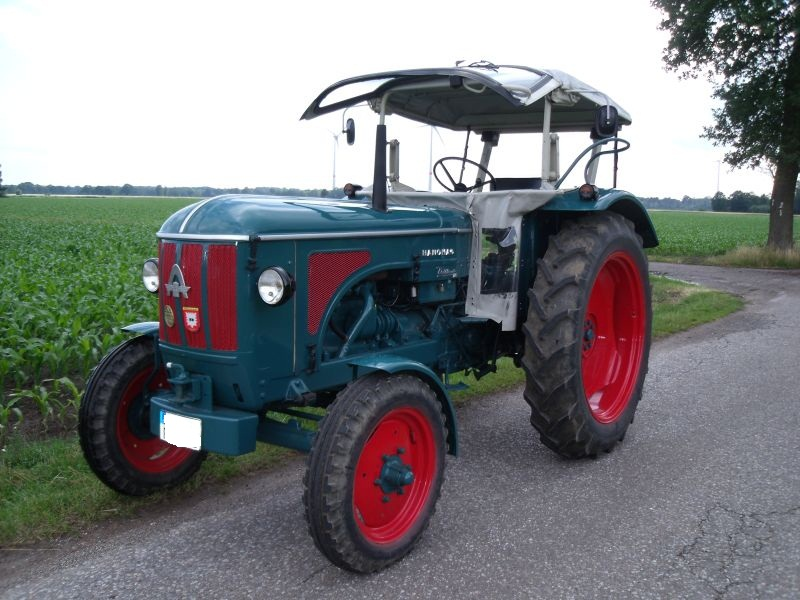
Hanomag Brillant 600-S (1963) mit Fritzmeier-Verdeck
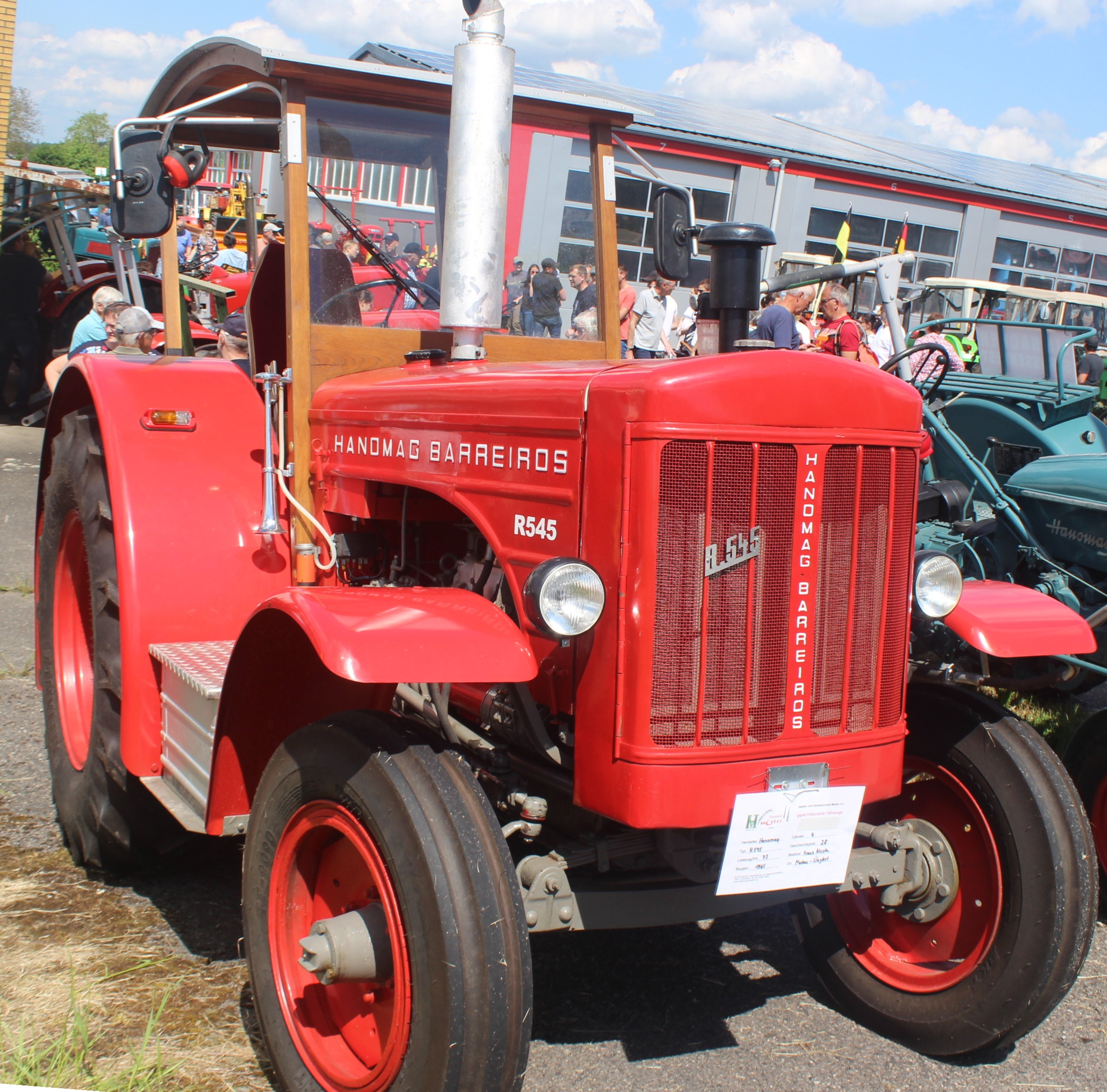
Hanomag Barreiros R 545 (1965)
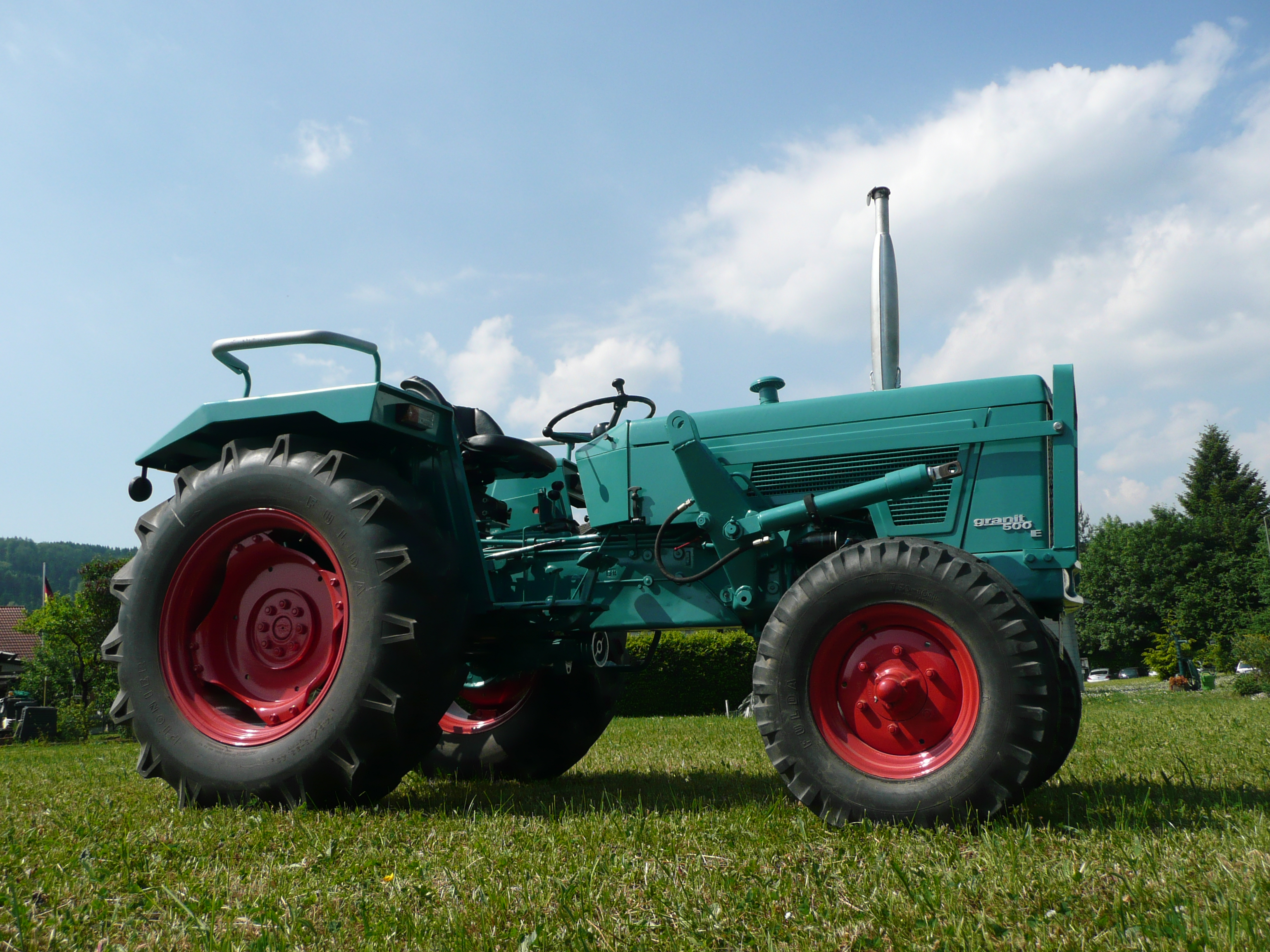
Hanomag Granit 501 E-S (1970)
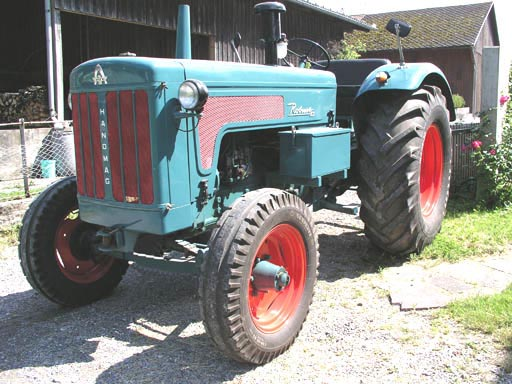
Hanomag Robust 800 (1965)
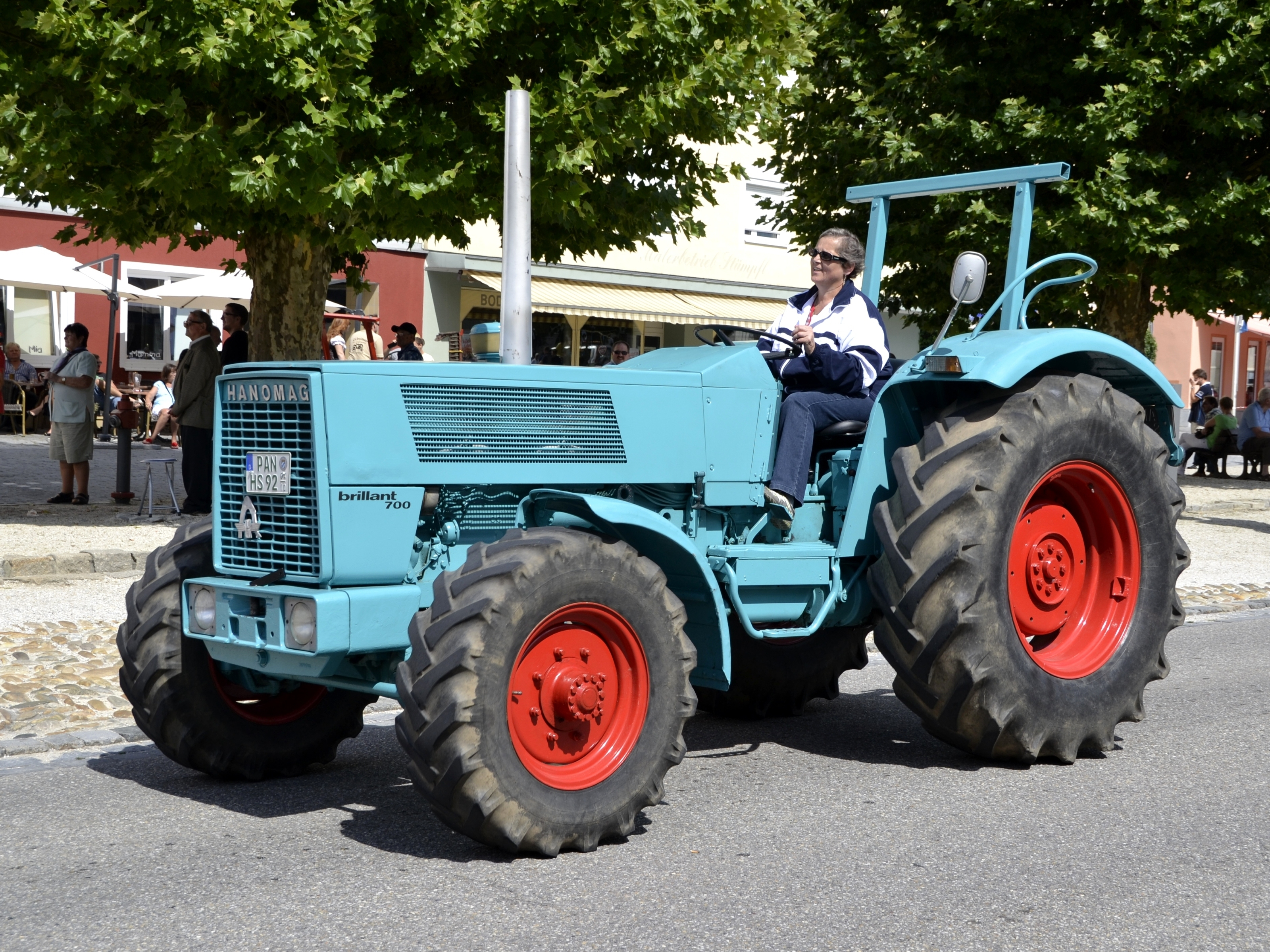
Hanomag Brillant 700 (1969)
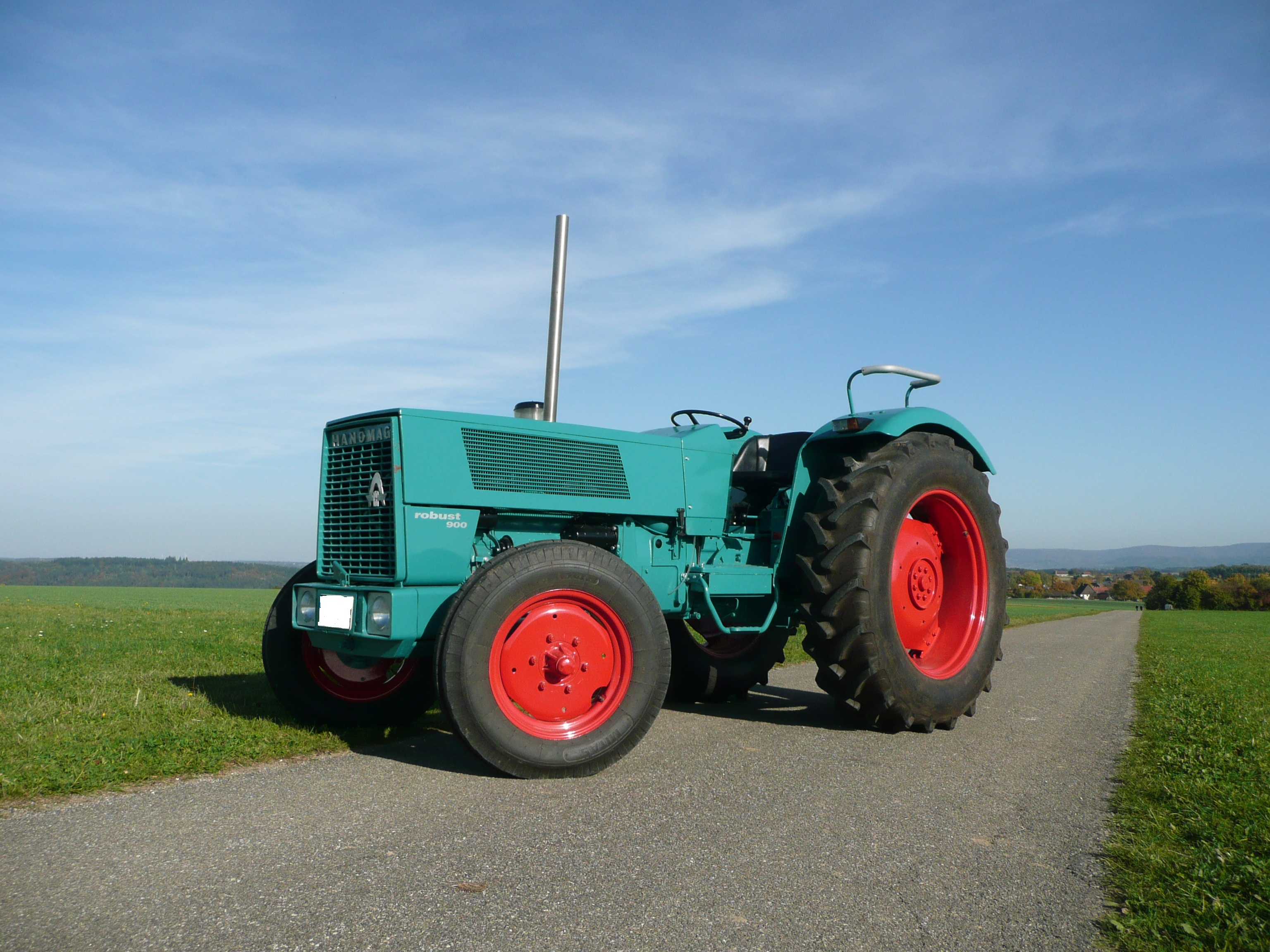
Hanomag Robust 901-S (1970)
Logo an Traktoren (alt)

### Baumaschinen
Im Jahr 1933 begann das Unternehmen in Zusammenarbeit mit dem Hamburger Maschinenbauer Menck & Hambrock die Fertigung von Planierraupen nach amerikanischem Vorbild. Das erste Modell war eine K 50 mit einer Motorleistung von 50 PS. Hilfreich für die Konstrukteure waren dabei die Erfahrungen, die man bei der Herstellung von Kettenschleppern seit 1919 gesammelt hatte. Weitere Entwicklungsschritte wurden zunächst jedoch nicht unternommen, da sich Hanomag zum Rüstungskonzern wandelte und die Fertigung von Baumaschinen in den Hintergrund rückte.
Erst nach dem Zweiten Weltkrieg nahm Hanomag die Fertigung von Planierraupen wieder auf und entwickelte auch andere Baumaschinen. So entstand beispielsweise ein einfacher Frontlader auf Basis des Ackerschleppers R 45. Nach Übernahme durch den Rheinstahl-Konzern wurde 1960 der allradgetriebene Radlader mit Drehmomentwandler und Lastschaltgetriebe entwickelt. Das erste Modell mit dieser neuartigen Technik war der B 70 AF (ab 1962 B 8 genannt) mit Zweitakt-Zweizylinder-Dieselmotor. Ab 1964 verwendete Hanomag vier- und sechs-Zylinder-Viertakt-Motoren für die Modelle B 8 B (80 PS) und B 11 (110 PS). 1965 folgte der B 16 (160 PS) mit Motor von Henschel. Ab 1968 waren erste Radlader mit Knicklenkung verfügbar und 1971 kam der kleine B 6 mit 60 PS Motorleistung auf den Markt. Eine komplett neue Knicklenkerbaureihe erschien 1972/1973. Die Spanne reichte dabei vom B 4 bis B 30 mit Schaufelvolumen bis 3,8 m³ und Leistung bis 250 PS.
Nach dem Konkurs und der Neugründung wurde die Baumaschinenfertigung in reduziertem Maße weitergeführt. 1989 übernahm der japanische Komatsu-Konzern die Produktion.

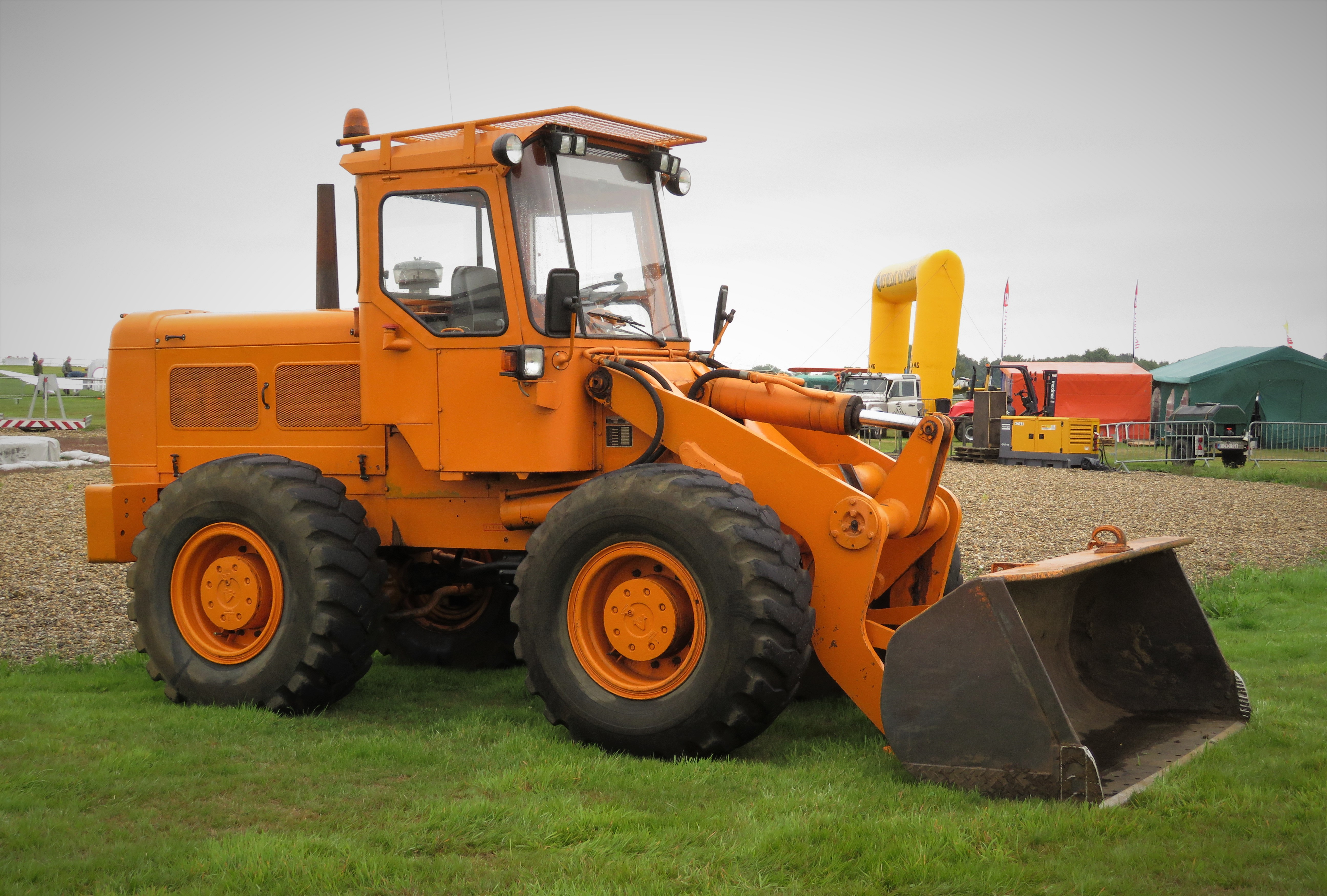
Radlader B 11 (gebaut 1964 bis 1972)
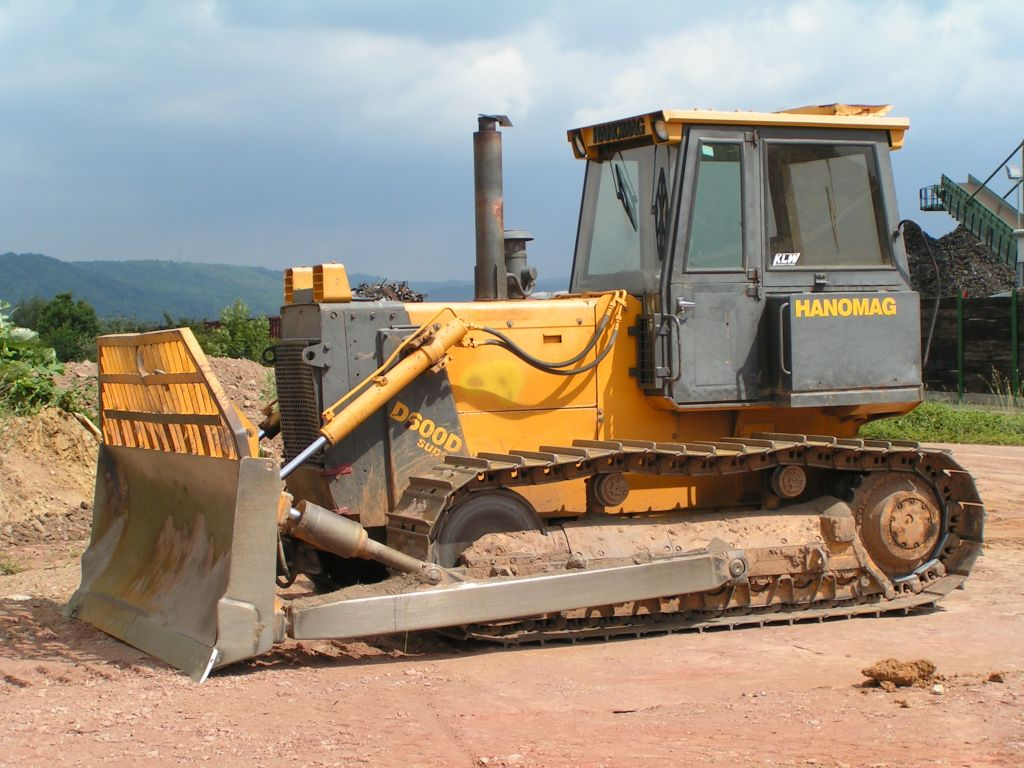
Planierraupe D600D S (gebaut 1987 bis 1998)
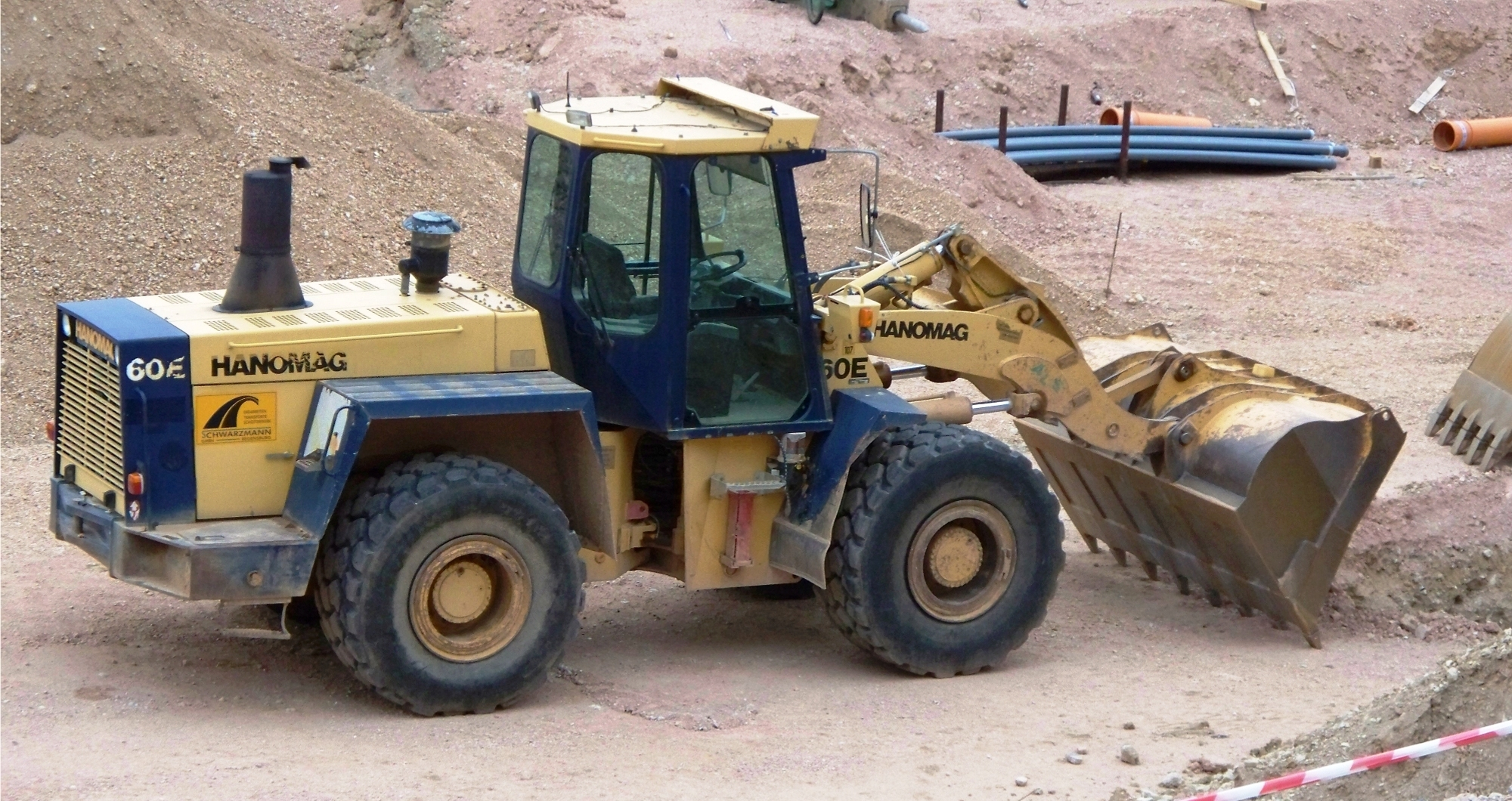
Radlader 60E (gebaut 1988 bis 1994)
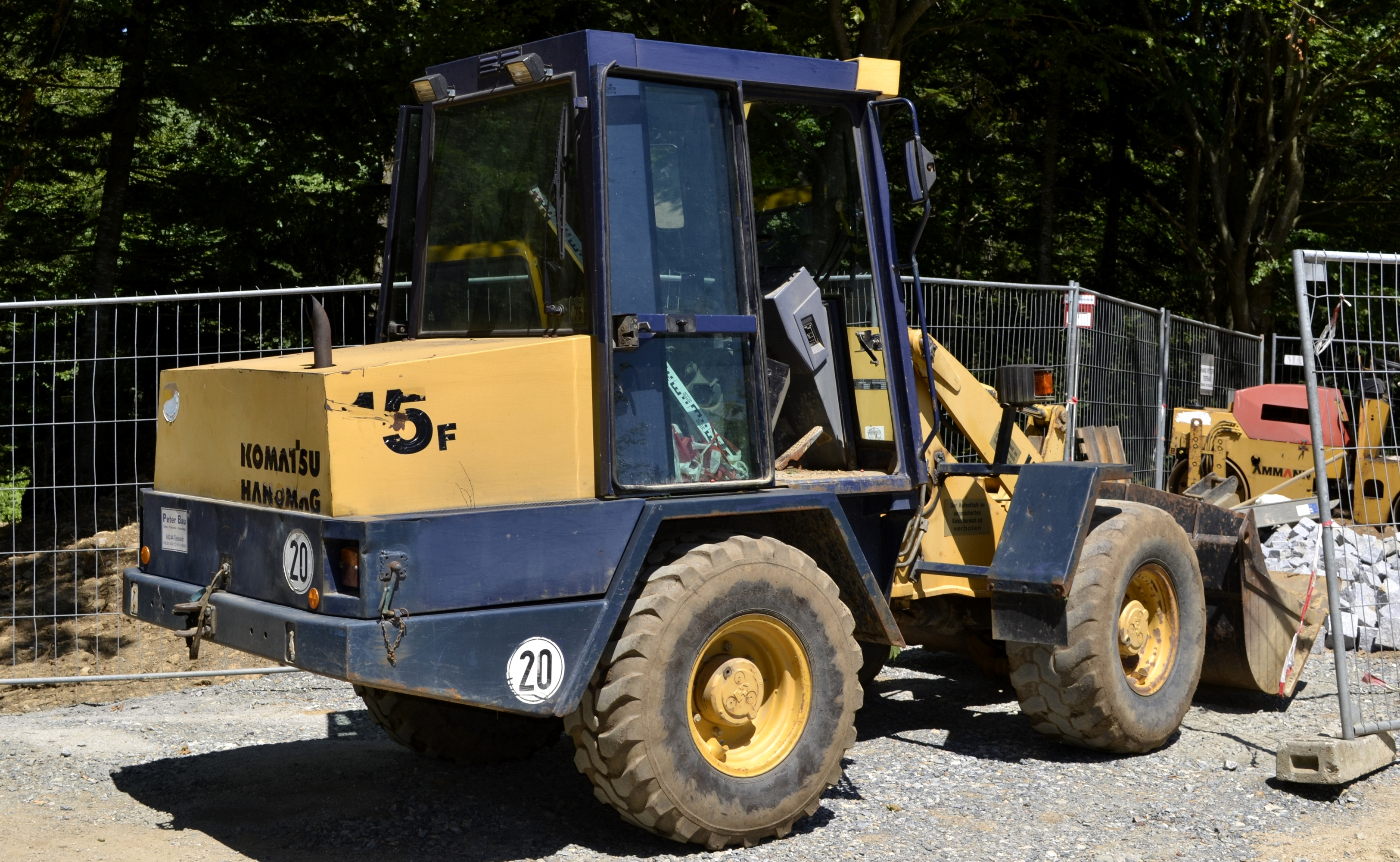
Radlader Komatsu-Hanomag 15F (gebaut 1990 bis 1998)

## Trivia
Zu später Berühmtheit gelangte das Lkw-Modell „Kurier“ von Hanomag durch seine Rolle als Fahrzeug von Meister Röhrich in den Werner-Filmen und -Büchern. Auch Wolfgang Niedecken, Sänger der Kölner Rockband BAP, erwähnt auf seinem ersten Soloalbum „Schlagzeiten“ in dem Lied Maat et joot einen alten Hanomag, ein „ausrangiertes Grenzschutzwrack“. Der AL 28 wurde nach der Ausmusterung beim Bundesgrenzschutz häufig als Wohnmobil genutzt.
Es kursieren auch mehrere Reime über Hanomag:

Der Hanomag, der Hanomag, der trägt so manchen Kohlensack.
Ein bisschen Blech, ein bisschen Lack, fertig ist der Hanomag.